# La Vie des Peintres Flamands, Allemands et Hollandois
La Vie des Peintres Flamands, Allemands et Hollandois, ofwel De levens van Vlaamse, Duitse en Nederlandse schilders is een compilatie van kunstenaarsbiografieën door Jean-Baptiste Descamps. Deze Franse uitgave werd halverwege de 18e eeuw gepubliceerd met illustraties van Charles Eisen. De meeste biografieën zijn in het Frans vertaald op basis van het werk van Karel van Mander en Arnold Houbraken. De afgebeelde portretten zijn gebaseerd op gravures van Jan Meyssens voor Het Gulden Cabinet en op gravures van Arnold en Jacobus Houbraken voor hun Schouburgh. De in de marge van de portretten gegraveerde voorbeelden van werken zijn grotendeels gebaseerd op gravures van Jacob Campo Weyerman.
Hieronder volgt een lijst met illustraties, gesorteerd per deel (Frans: Tome) en op pagina. 

## Tome Premier, 1753

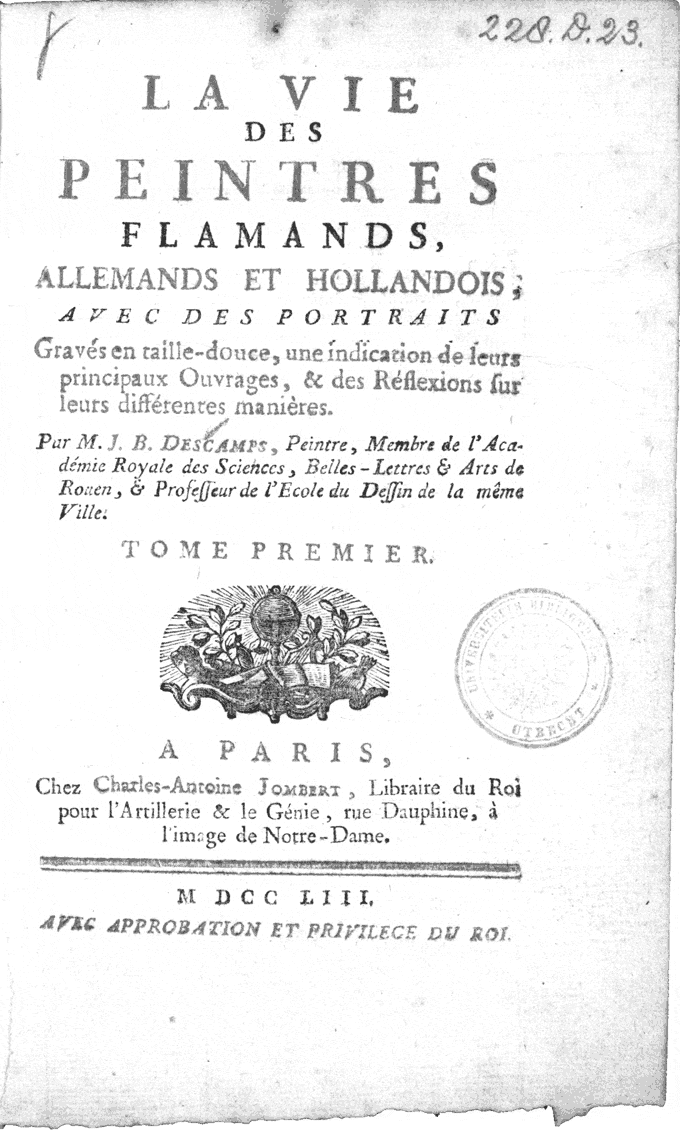
La Vie des Peintres Flamands, Allemands et Hollandois, avec des portraits gravés en Taille-douce, une indication de leurs principaux Ouvrages, & des réflexions sur leurs différentes manieres, M J.B. Descamps, Peintre, Membre l'Académie Royale des Sciences, Belles-Lettres, & Art de Rouen, & Professeur de l'Ecole du Dessein de la méme Ville, Tome Premier, A Paris, chez Charles-Antoine Jombert, Libraire du Roi pour l'Artillerie & le Génie, rue Dauphine, à l'Image de Notre-Dame, M D CC LIII, Avec Approbation et Privilege du Roi

## Tome Premier, 1753[1]

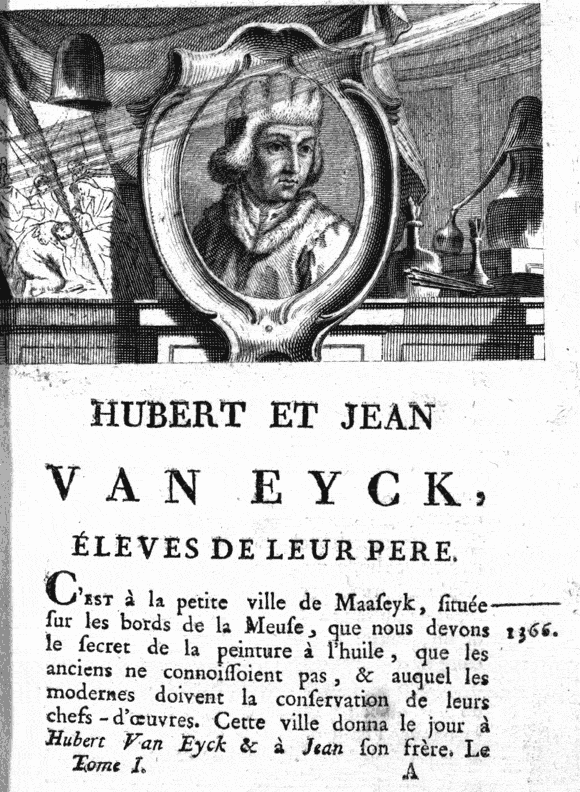
Hubert en Jan van Eyck Pagina 1
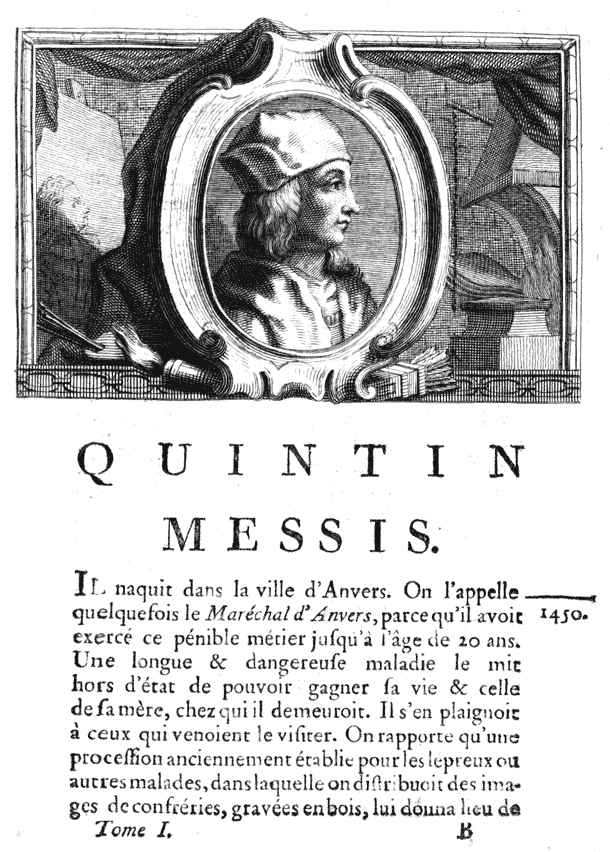
Quentin Metsys Pagina 17
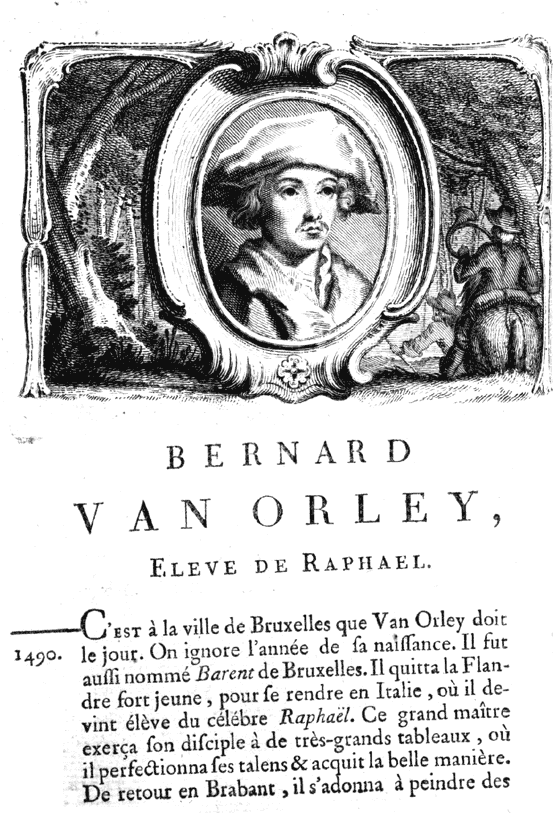
Bernard van Orley Pagina 38
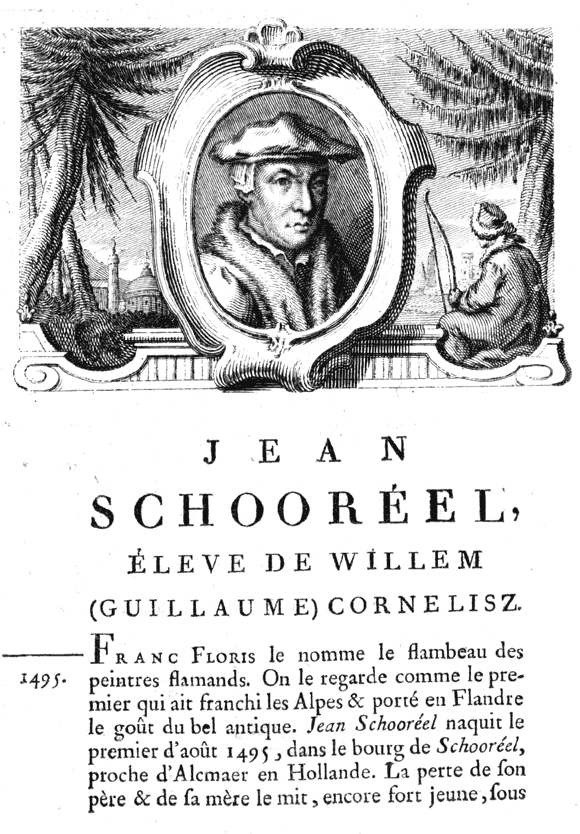
Jan van Scorel Pagina 50
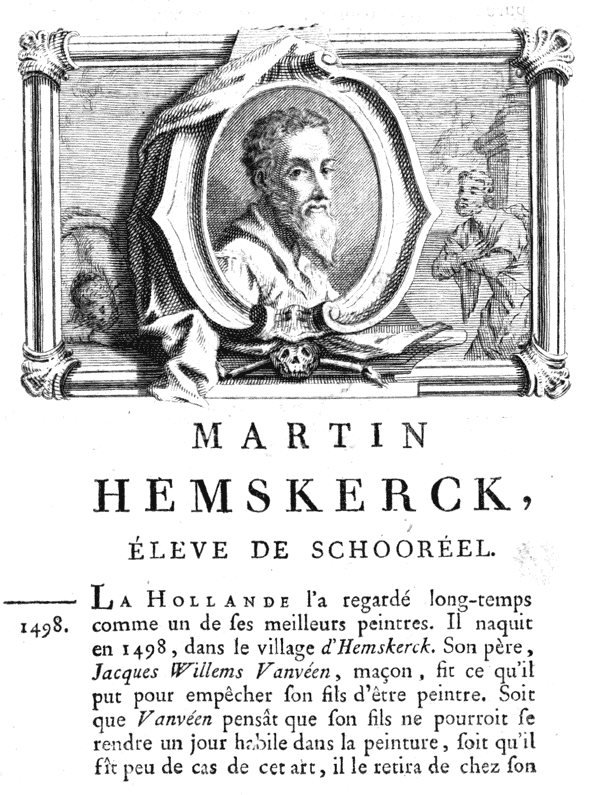
Maarten van Heemskerck Pagina 60
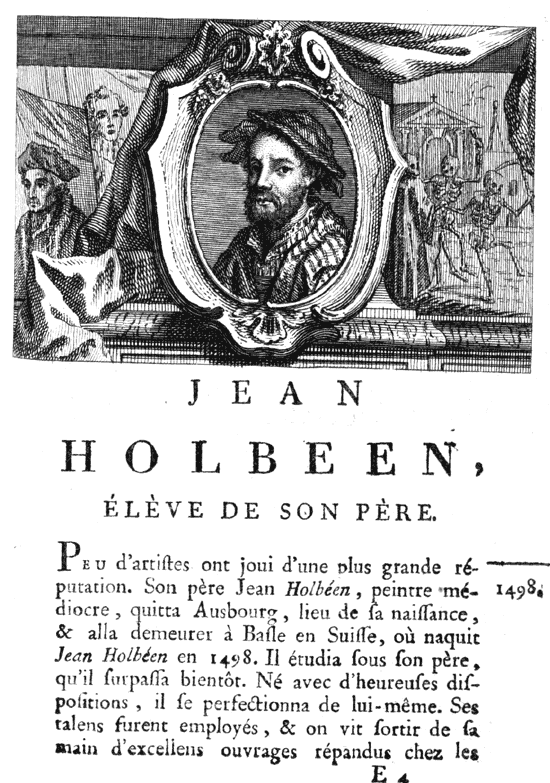
Hans Holbein Pagina 71
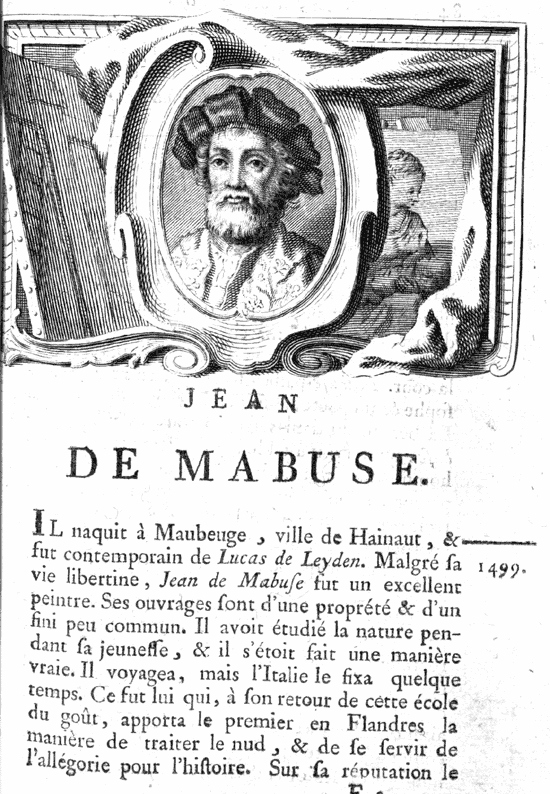
Jan Mabuse Pagina 83
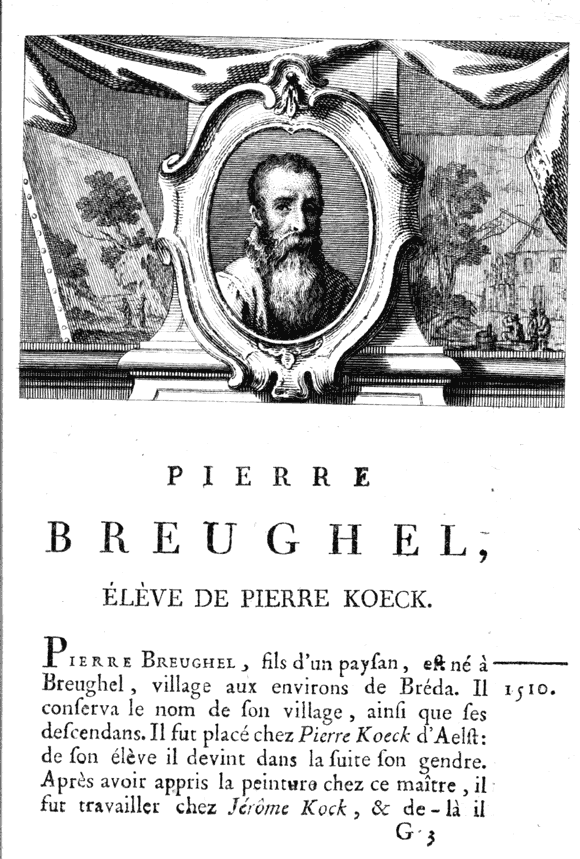
Pieter Brueghel Pagina 101
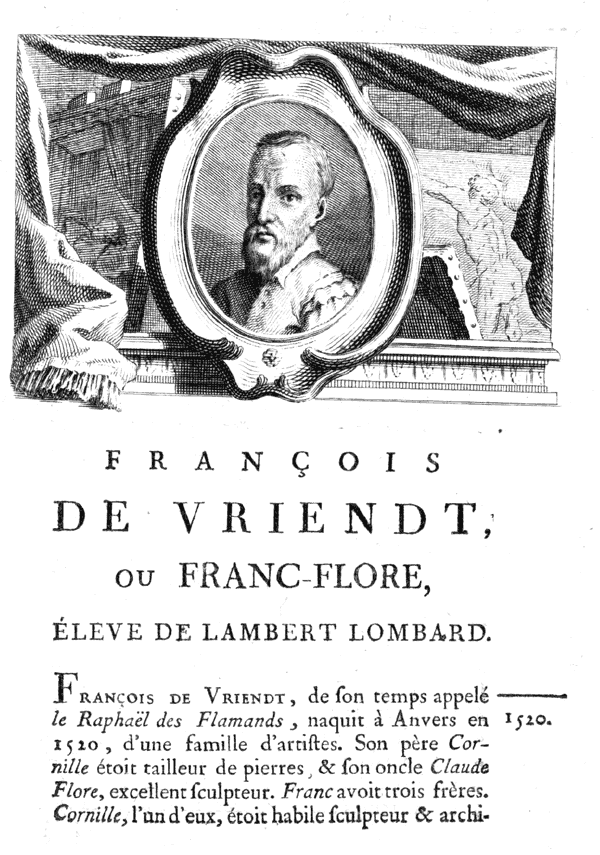
Frans Floris Pagina 111
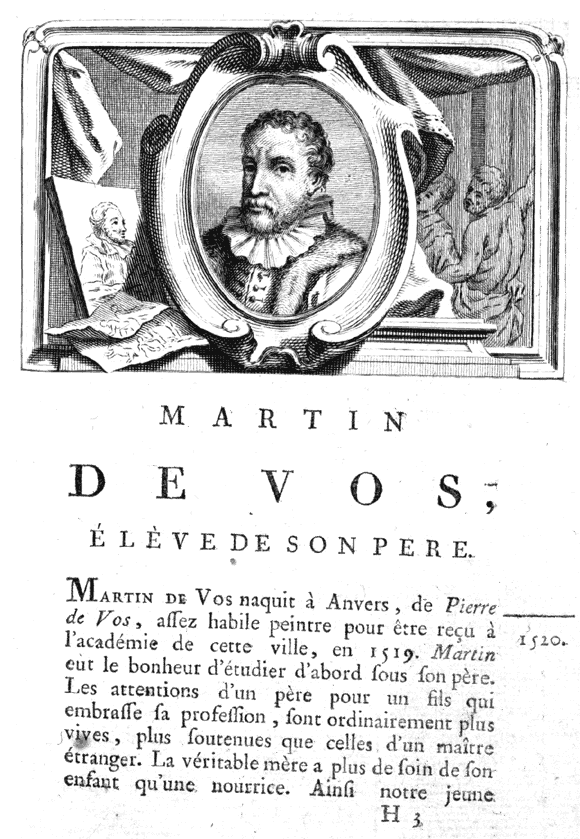
Marten de Vos Pagina 117
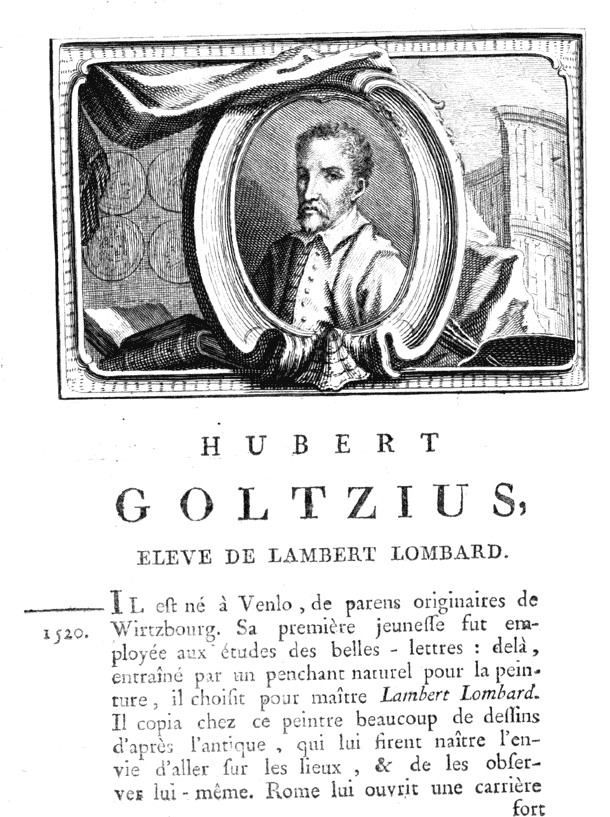
Hubert Goltzius Pagina 128
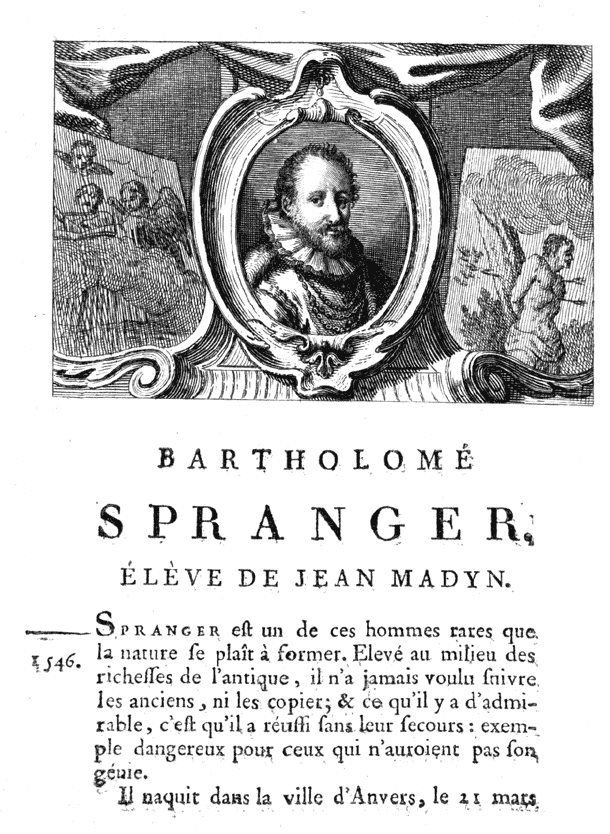
Bartholomeus Spranger Pagina 184
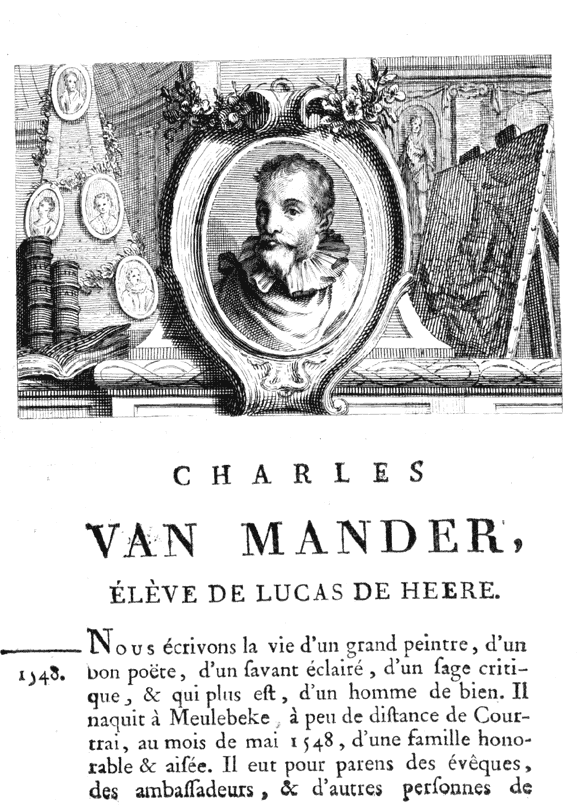
Karel van Mander Pagina 194
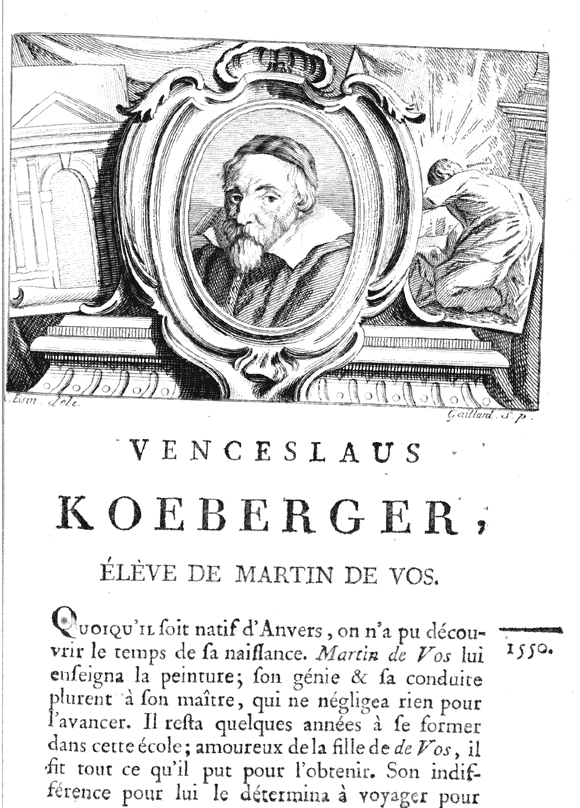
Wenceslas Cobergher Pagina 205
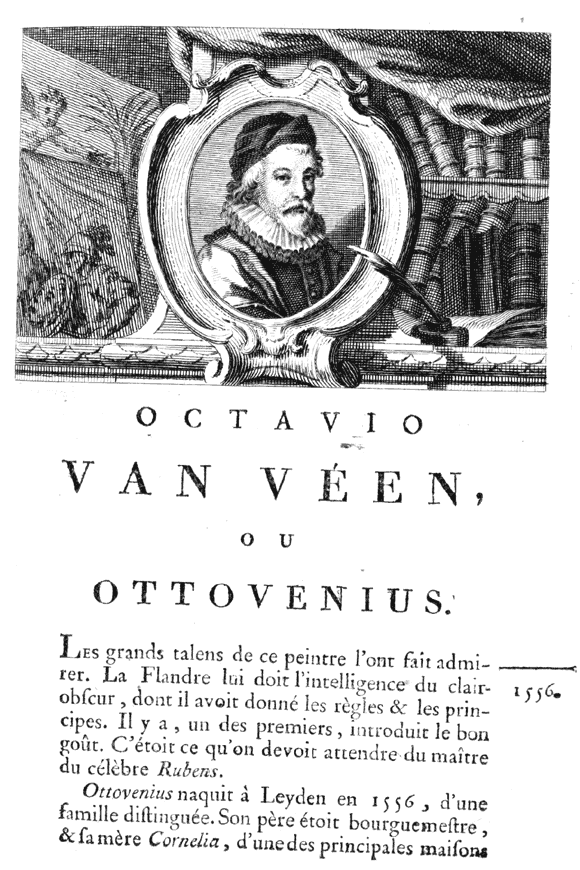
Otto van Veen Pagina 223
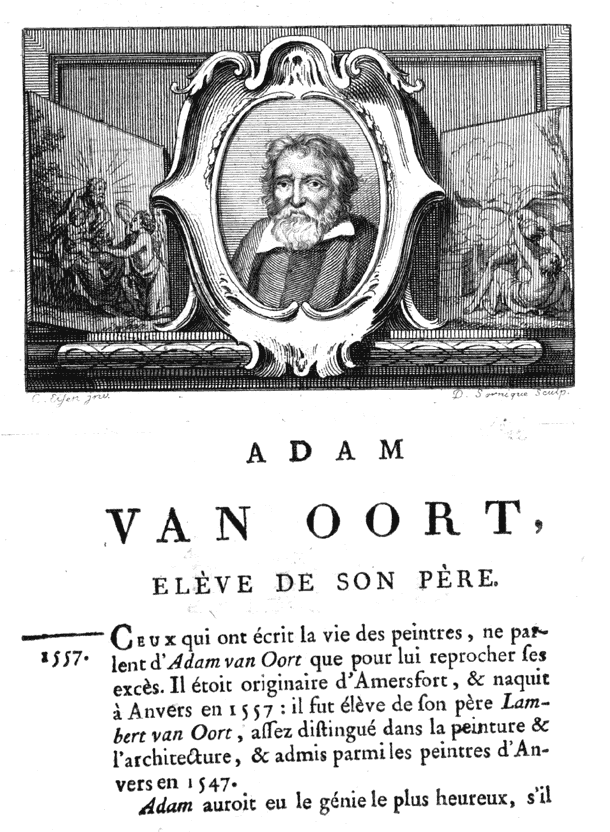
Adam van Noort Pagina 228
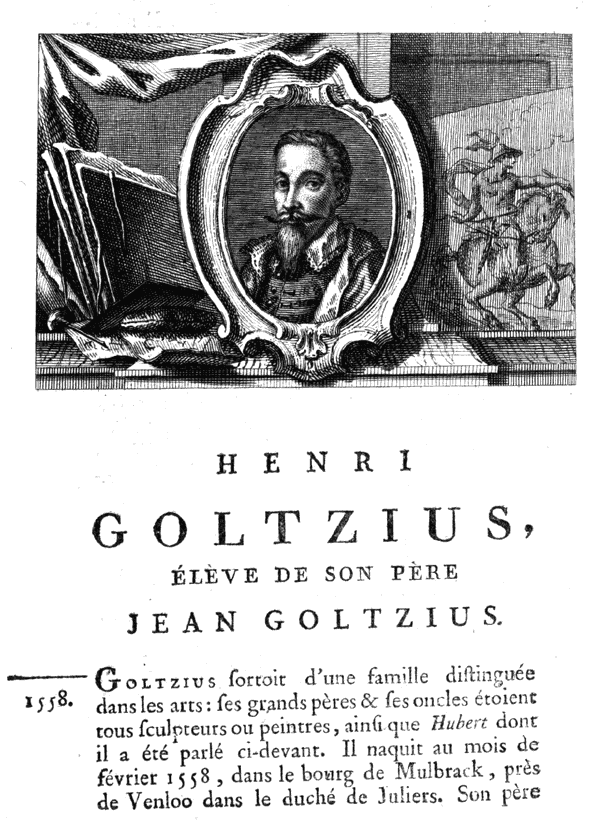
Hendrik Goltzius Pagina 230
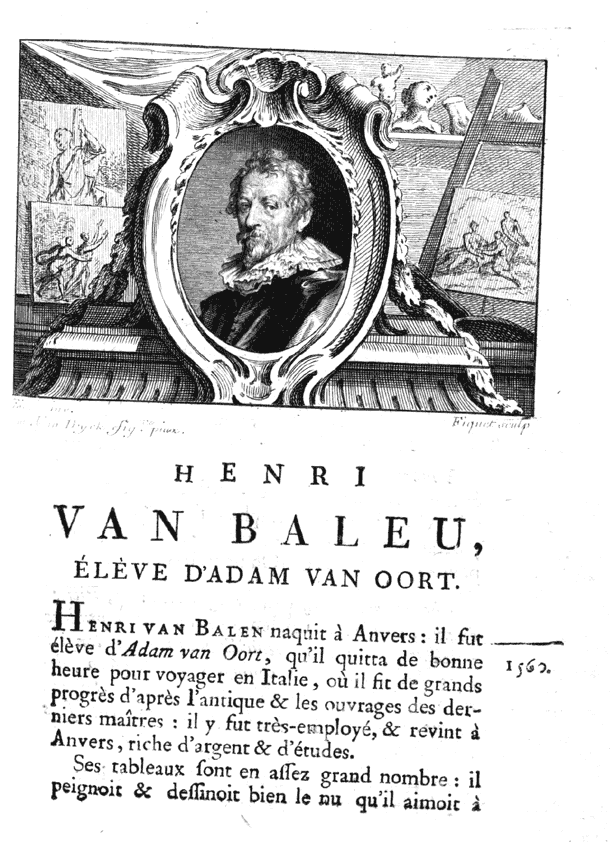
Hendrick van Balen Pagina 237
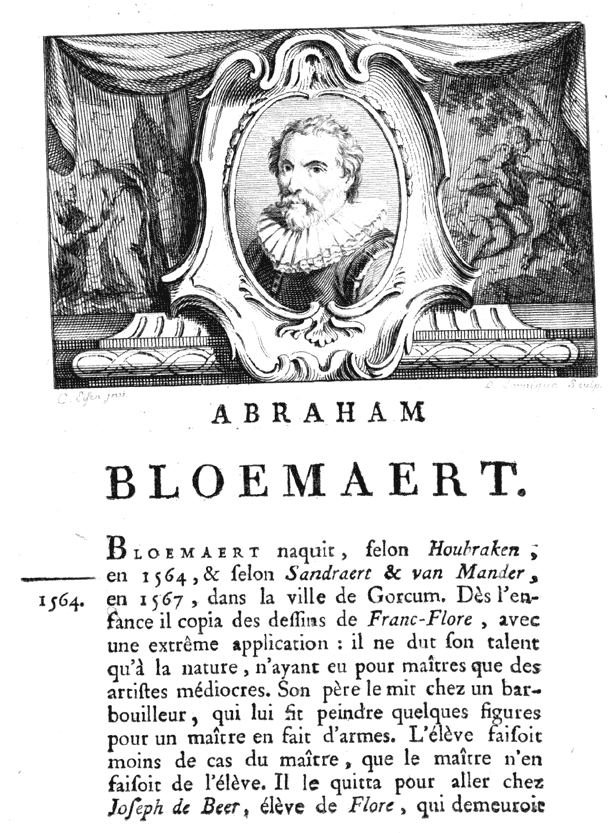
Abraham Bloemaert Pagina 246
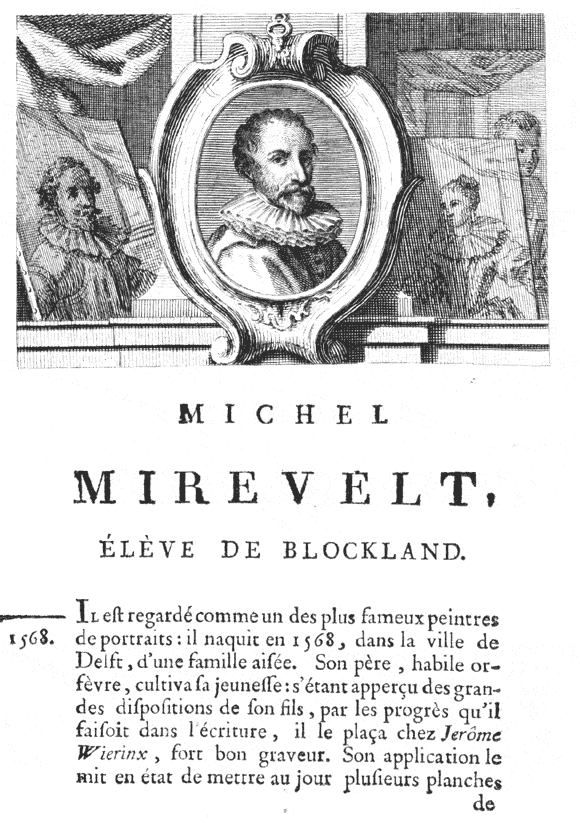
Michiel Jansz. van Mierevelt Pagina 256
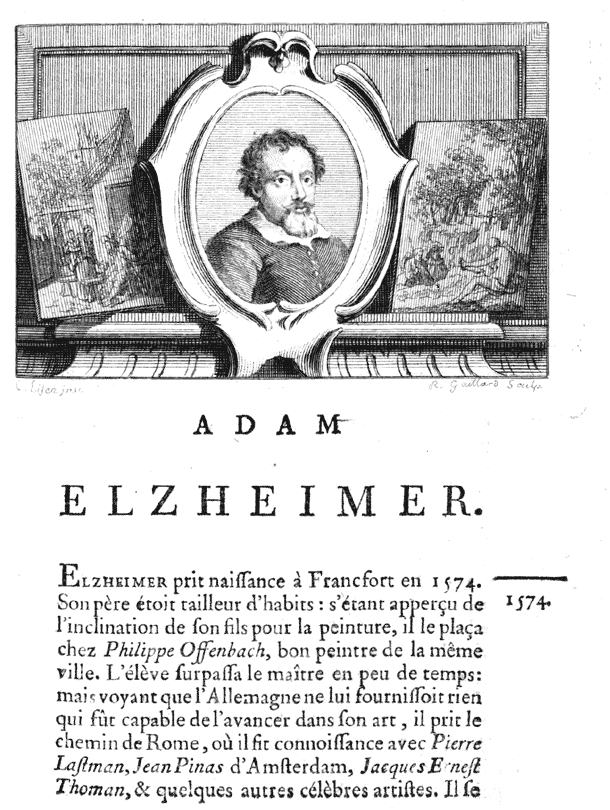
Adam Elsheimer Pagina 283
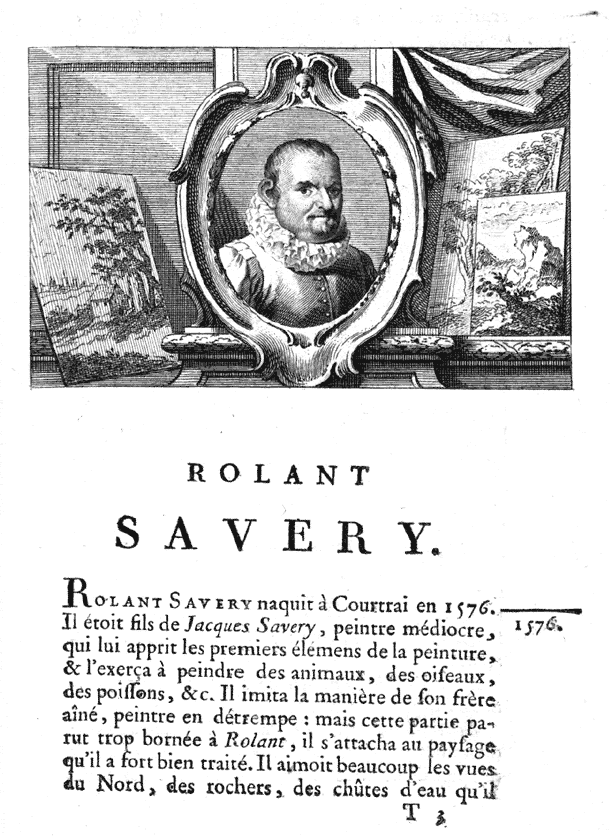
Roelant Savery Pagina 293
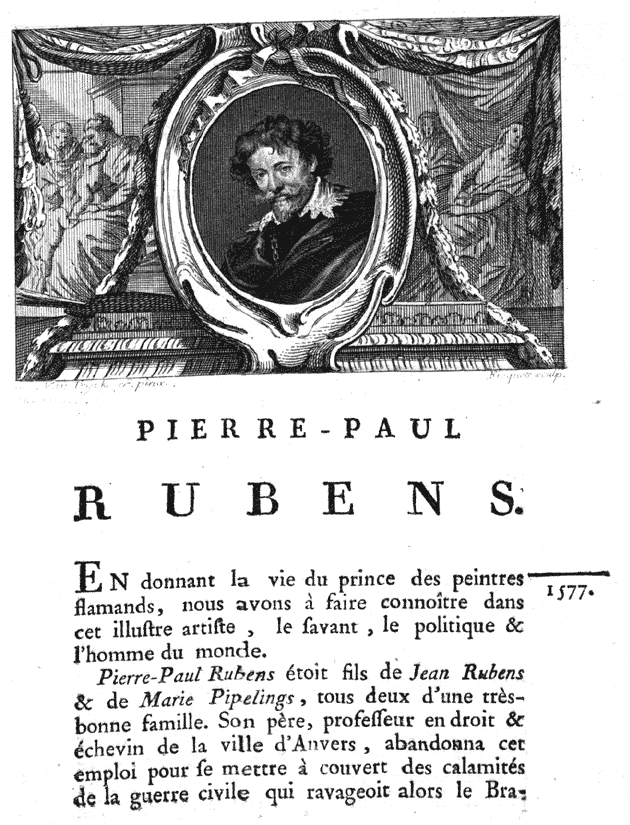
Peter Paul Rubens Pagina 297
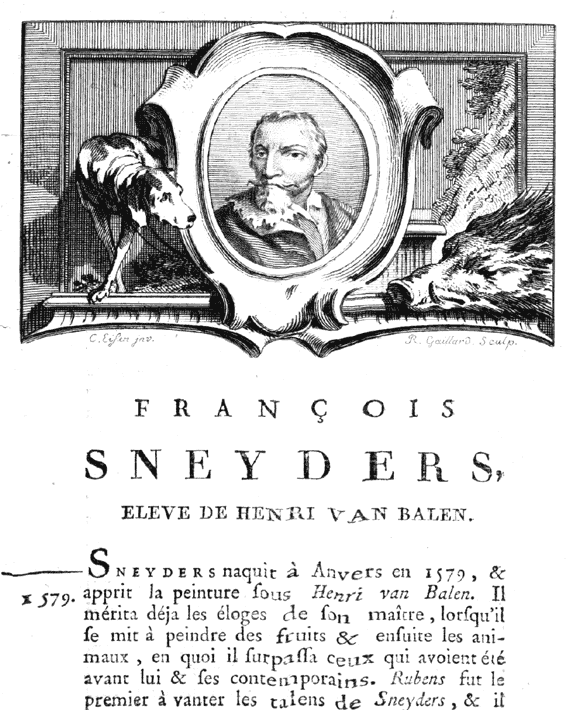
Frans Snyders Pagina 330
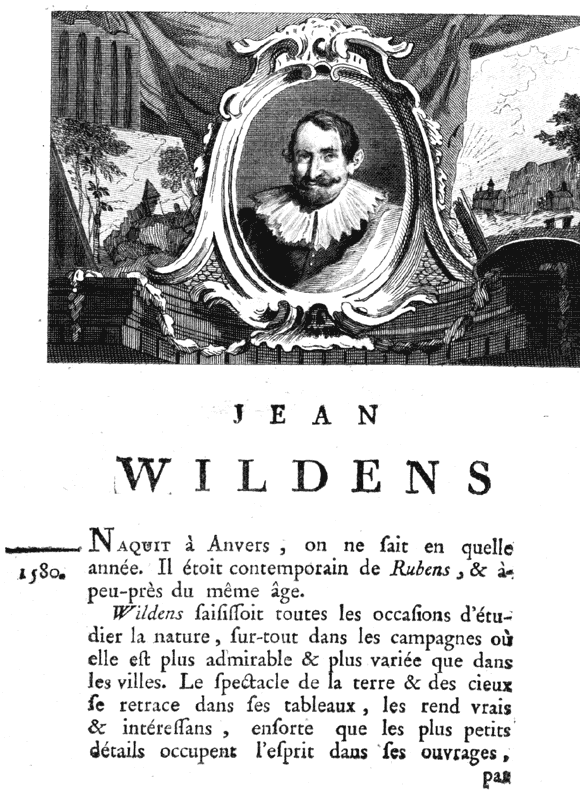
Jan Wildens Pagina 336
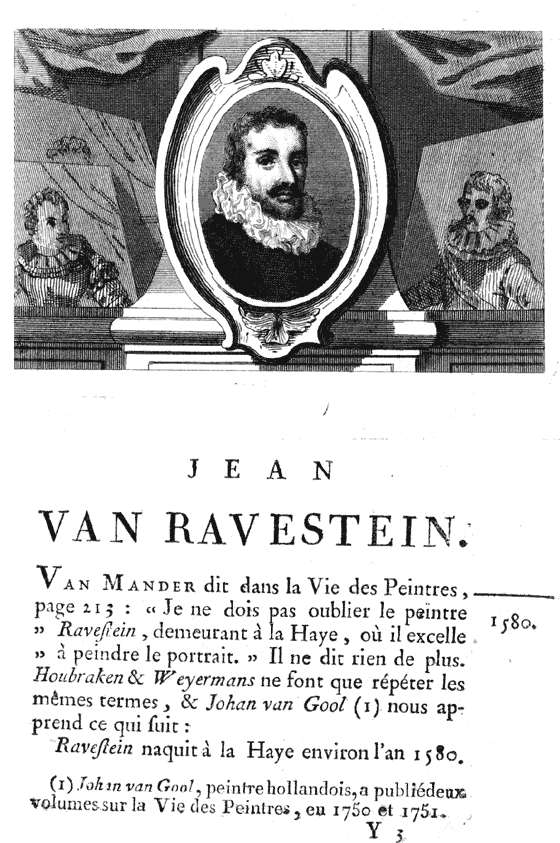
Jan Antonisz. van Ravesteyn Pagina 341
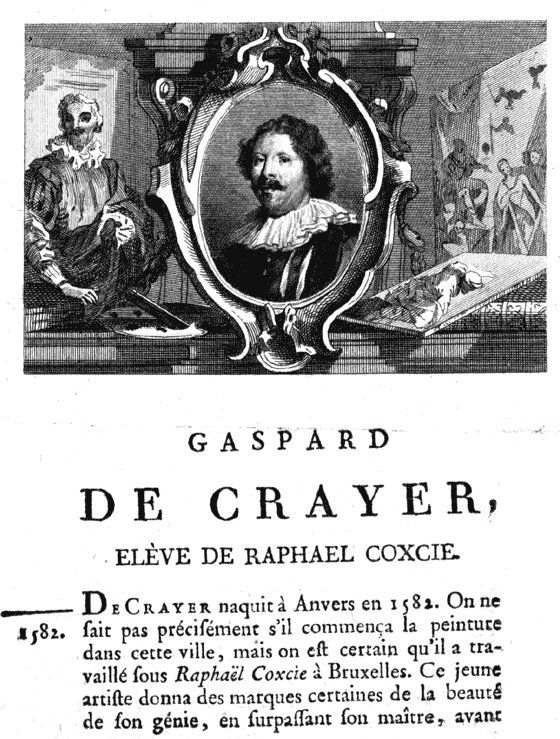
Caspar de Crayer Pagina 350
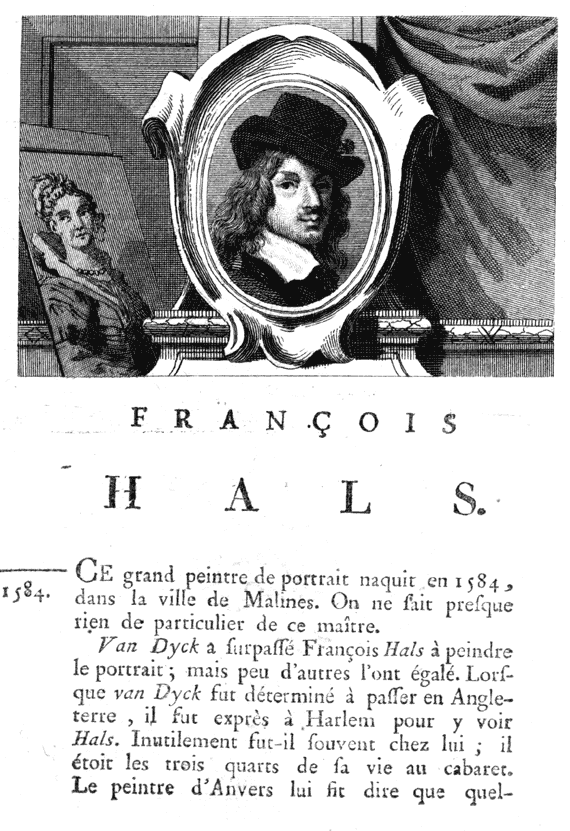
Frans Hals Pagina 360
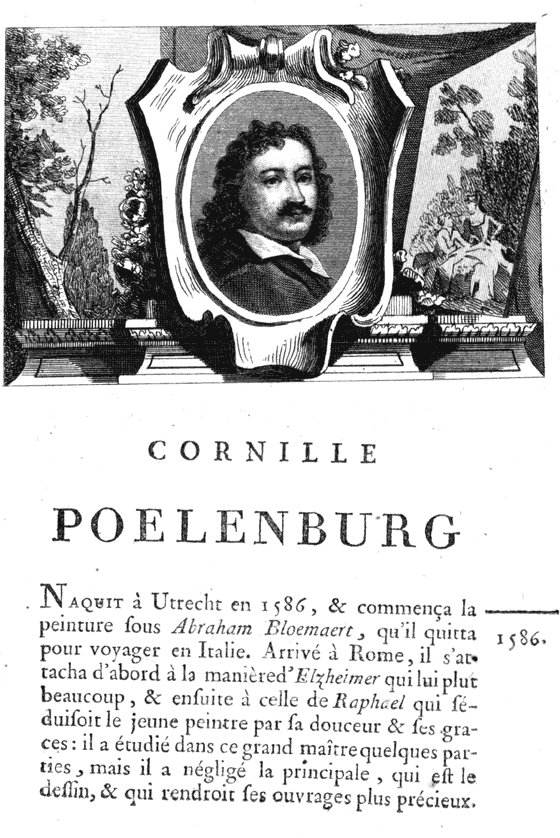
Cornelius van Poelenburgh Pagina 365
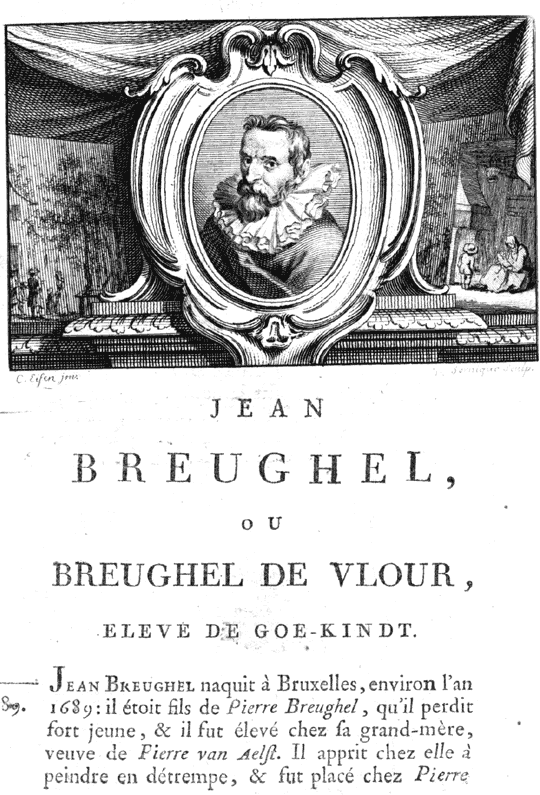
Jan Brueghel de Oude Pagina 376
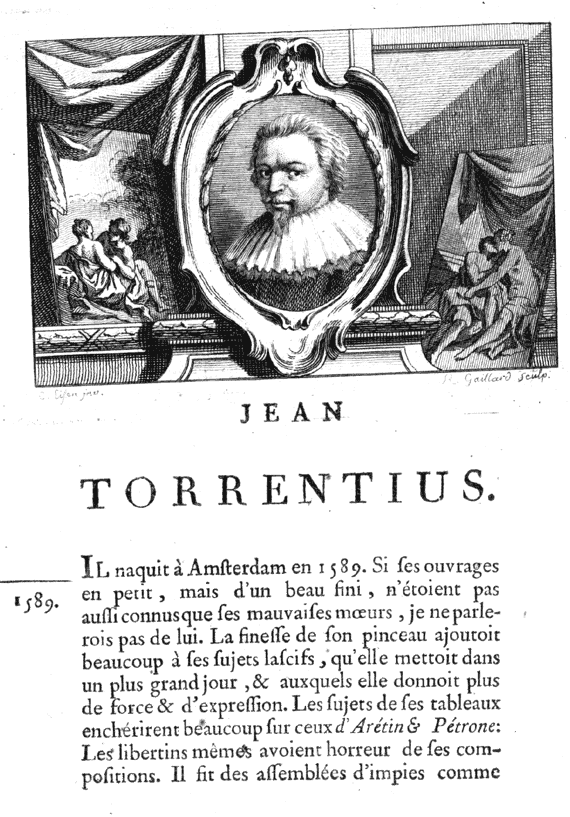
Johannes van der Beeck Pagina 382
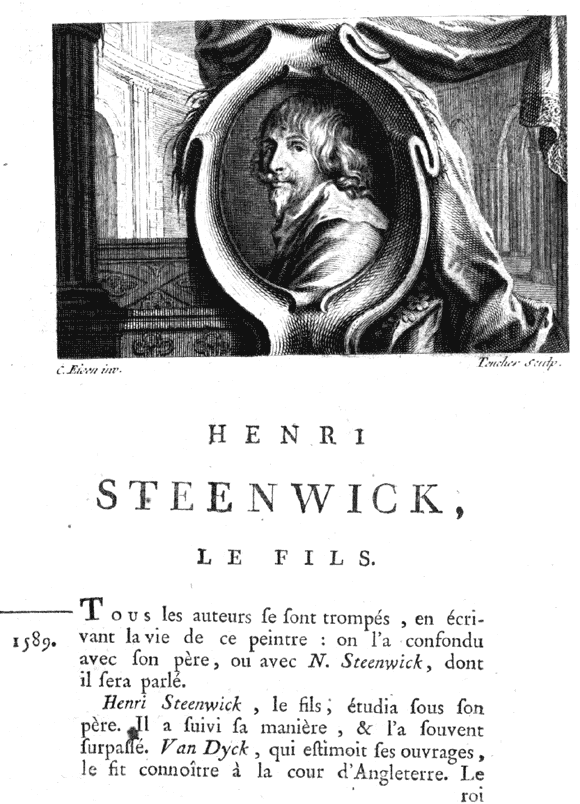
Hendrik van Steenwijk II Pagina 384
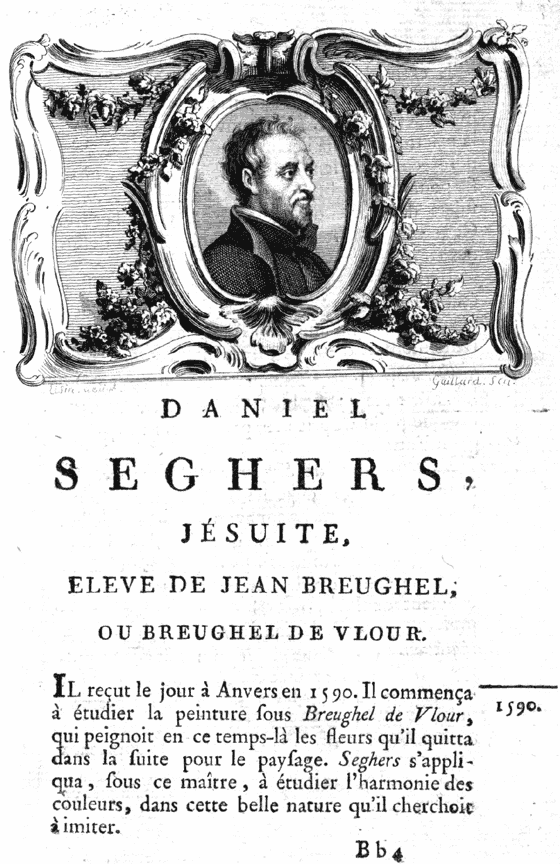
Daniel Seghers Pagina 391
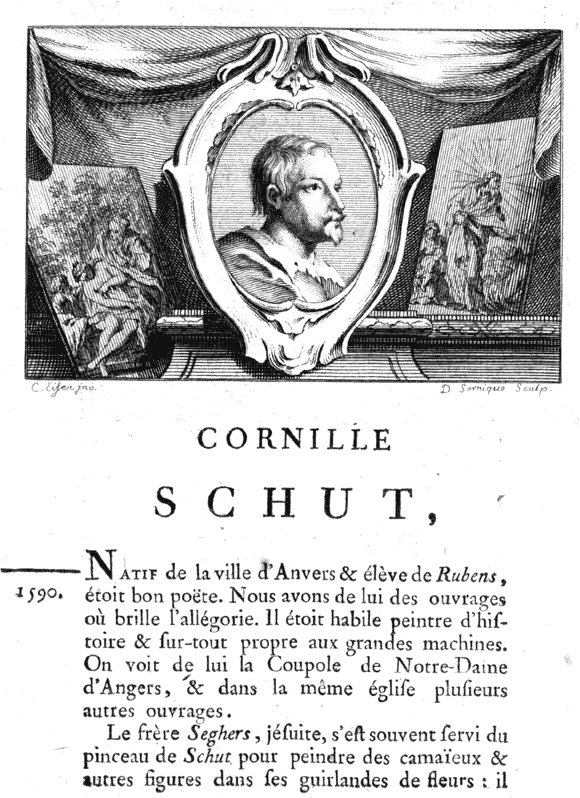
Cornelis Schut Pagina 398
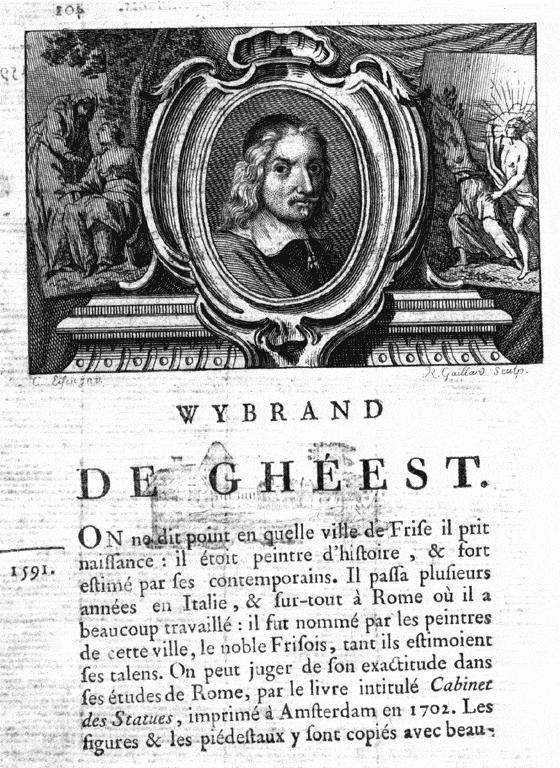
Wybrand de Geest Pagina 402
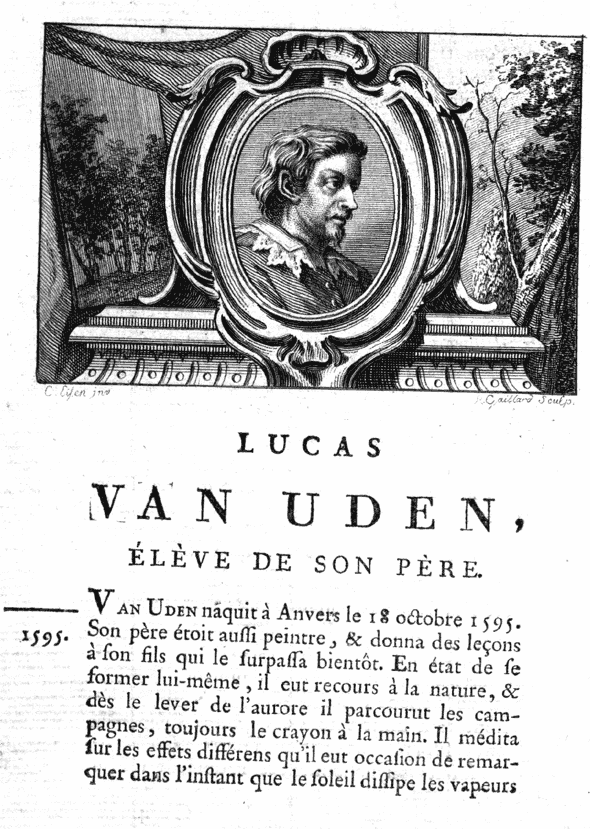
Lucas van Uden Pagina 408
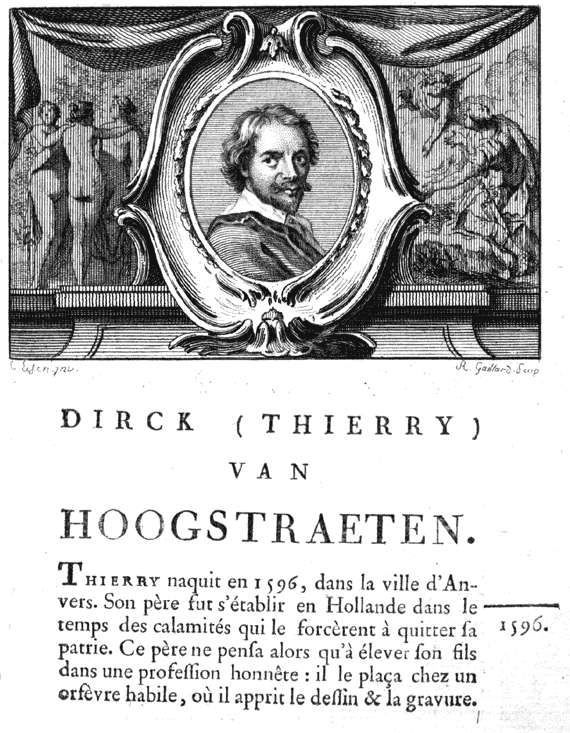
Dirk van Hoogstraten Pagina 411
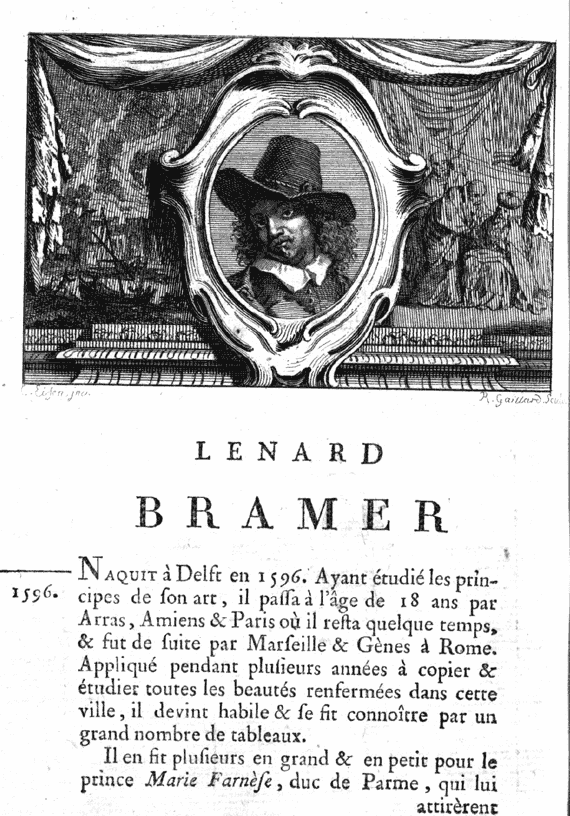
Leonaert Bramer Pagina 416
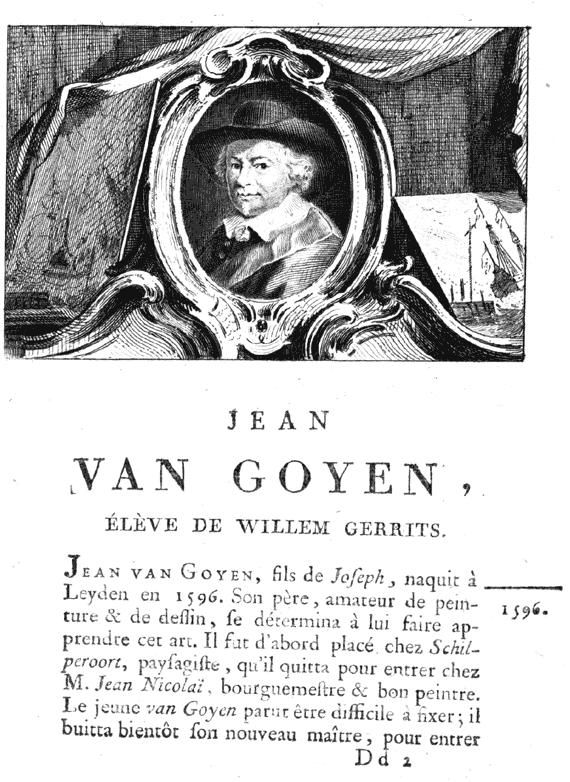
Jan van Goyen Pagina 419
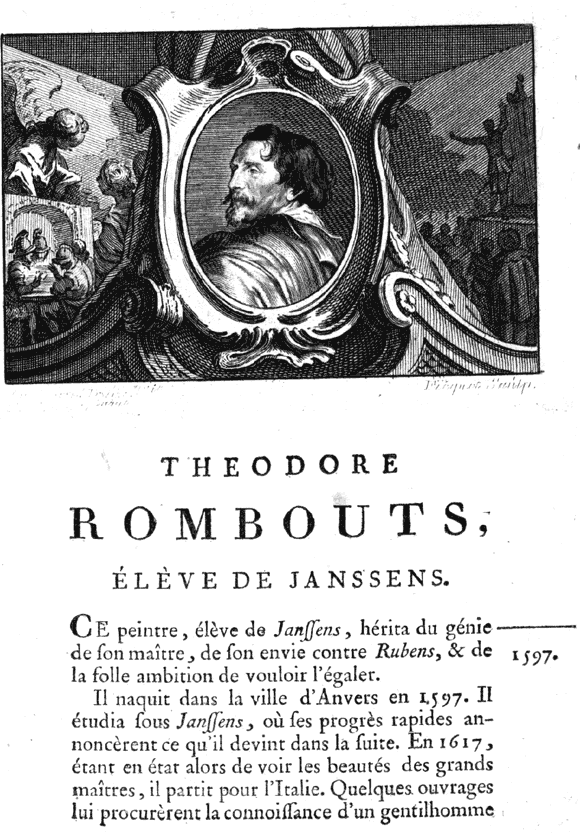
Theodoor Rombouts Pagina 425

## Tome Second, 1754

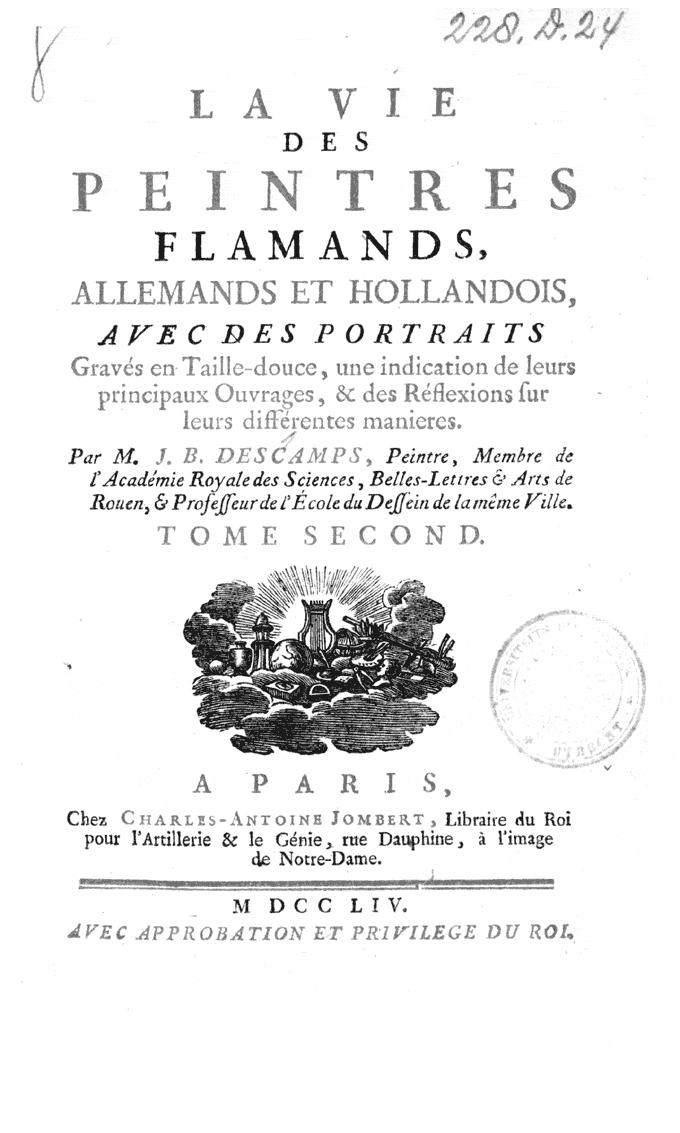
La Vie des Peintres Flamands, Allemands et Hollandois, avec des portraits gravés en Taille-douce, une indication de leurs principaux Ouvrages, & des réflexions sur leurs différentes manieres, M J.B. Descamps, Peintre, Membre l'Académie Royale des Sciences, Belles-Lettres, & Art de Rouen, & Professeur de l'Ecole du Dessein de la méme Ville, Tome Second, A Paris, chez Charles-Antoine Jombert, Libraire du Roi pour l'Artillerie & le Génie, rue Dauphine, à l'Image de Notre-Dame, M D CC LIV, Avec Approbation et Privilege du Roi

## Tome Second, 1754[2]

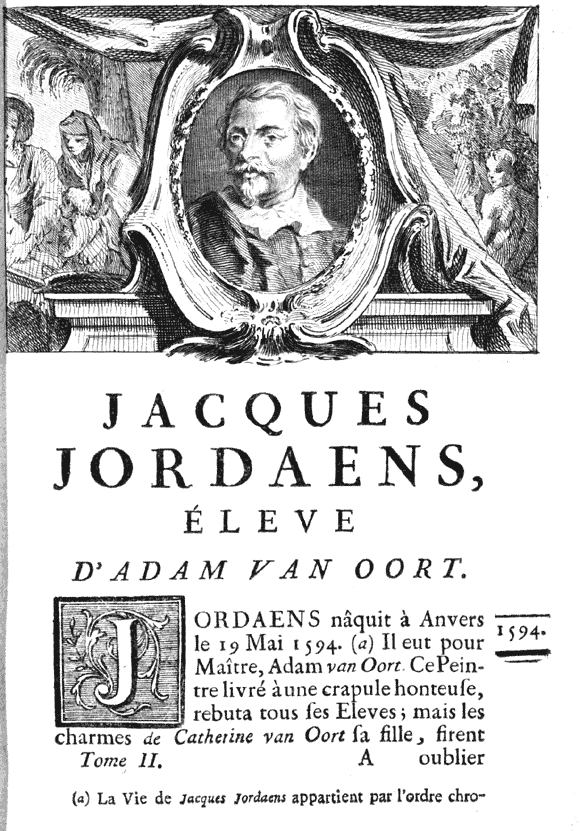
Jacob Jordaens Pagina 1
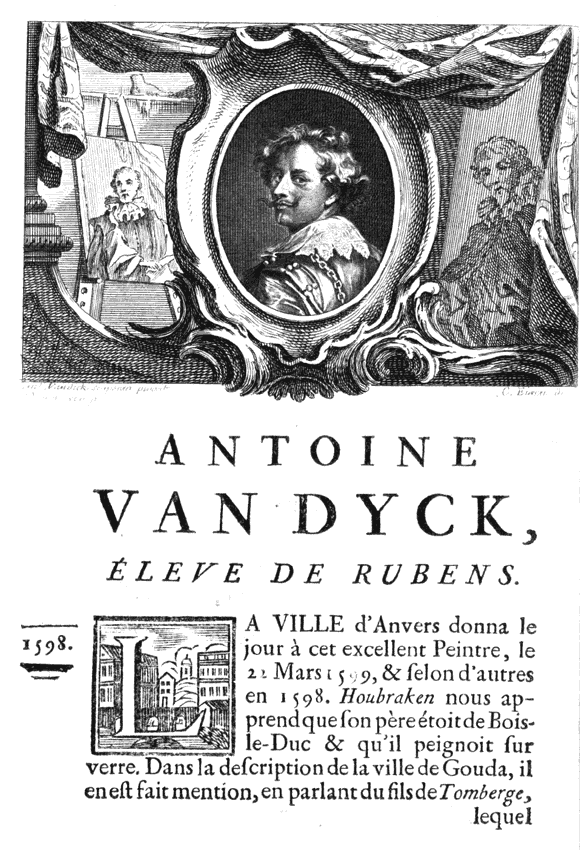
Anthony van Dyck Pagina 8
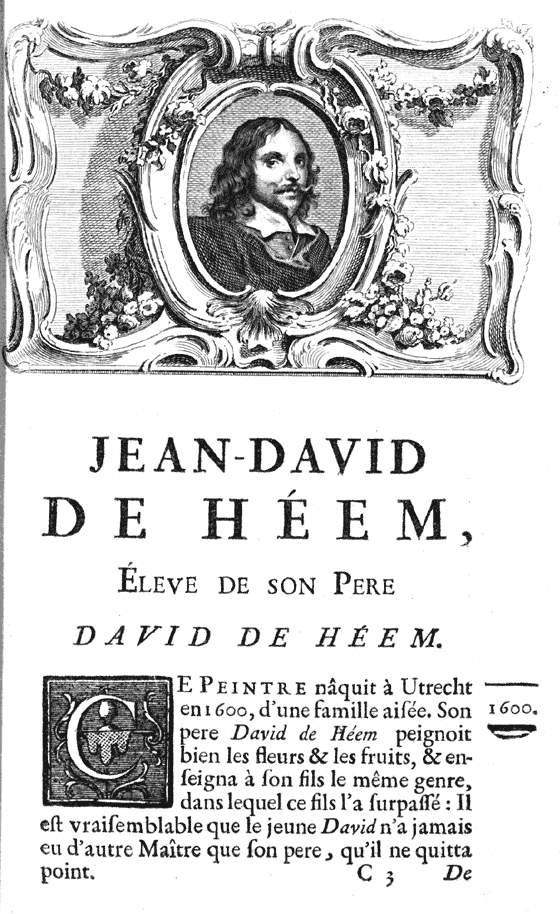
Jan Davidsz. de Heem Pagina 37
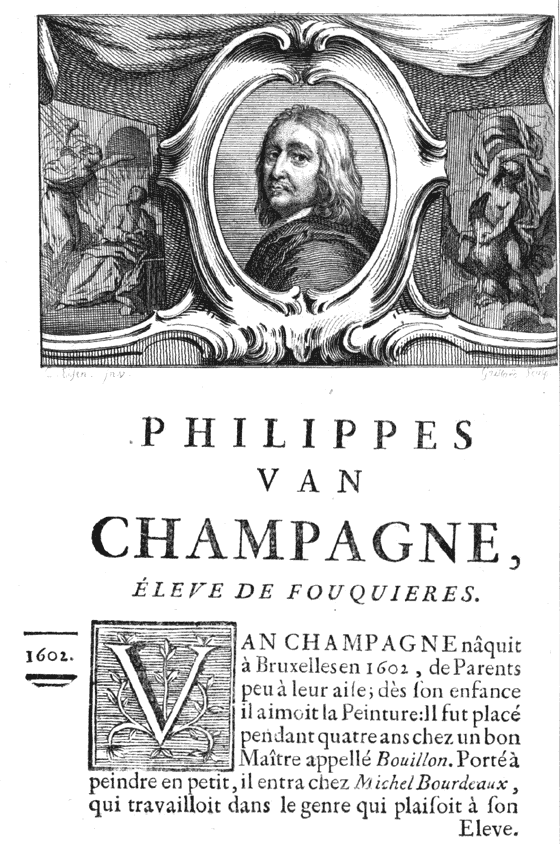
Philippe de Champaigne Pagina 62
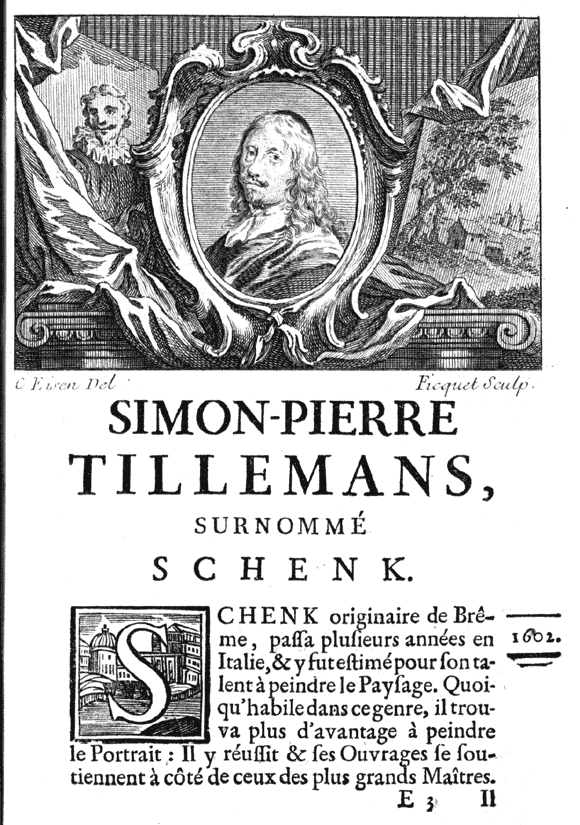
Simon Peter Tilemann Pagina 69
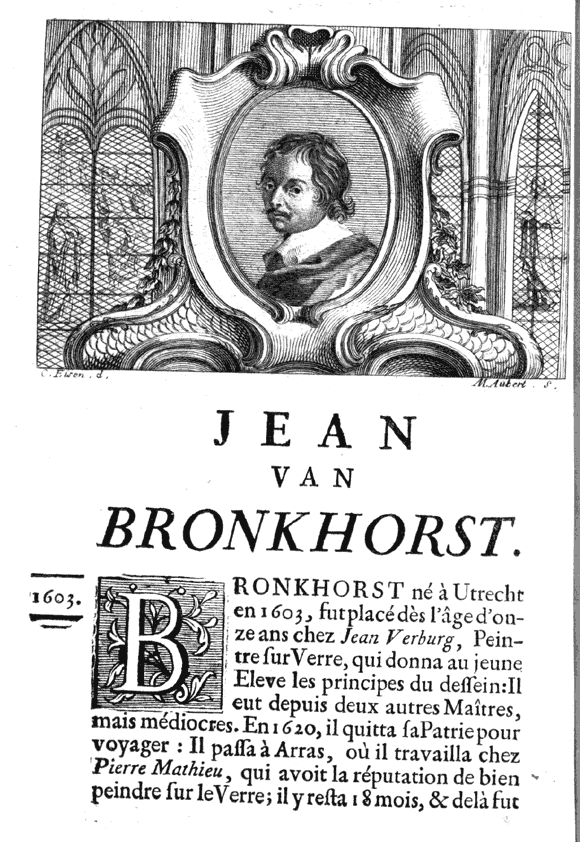
Johannes van Bronckhorst Pagina 72
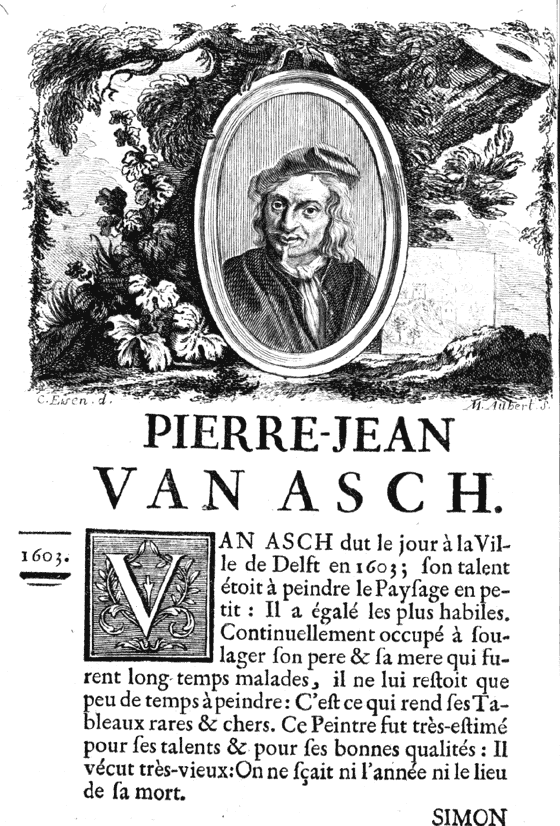
Pieter Jansz van Asch Pagina 76
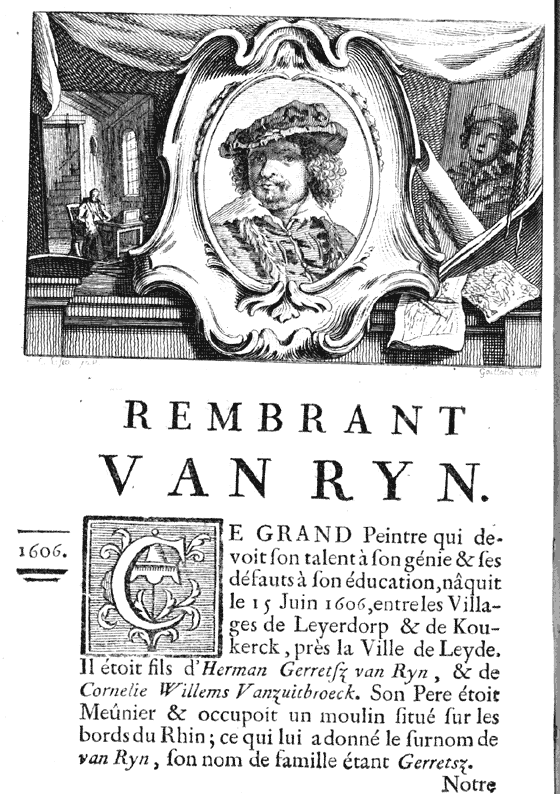
Rembrandt Pagina 84
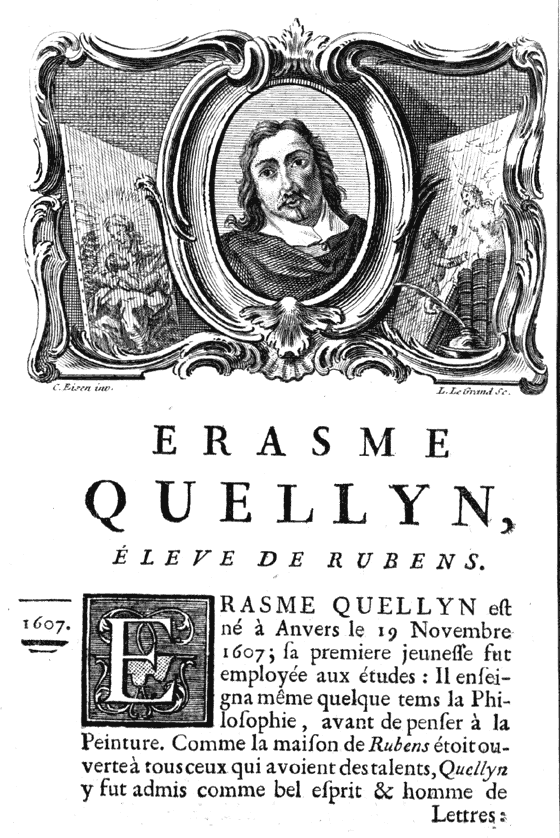
Erasmus Quellinus II Pagina 108
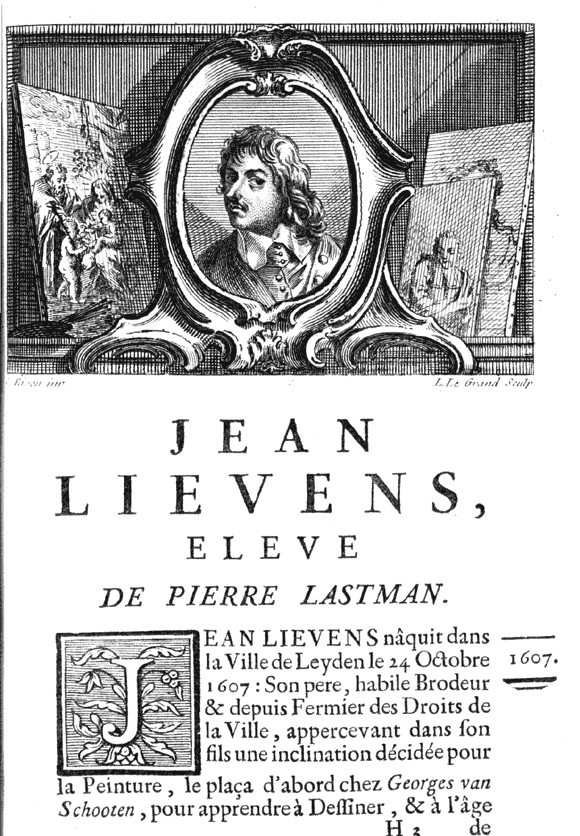
Jan Lievens Pagina 117
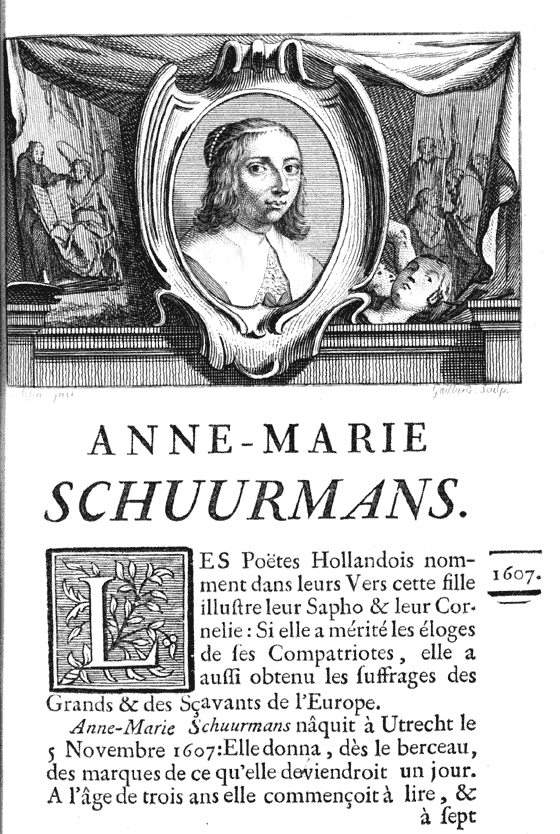
Anna Maria van Schurman Pagina 121
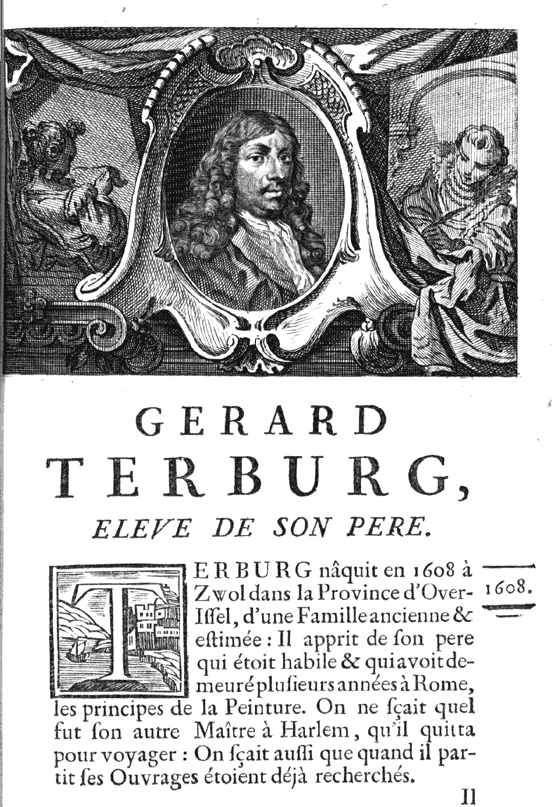
Gerard ter Borch Pagina 125
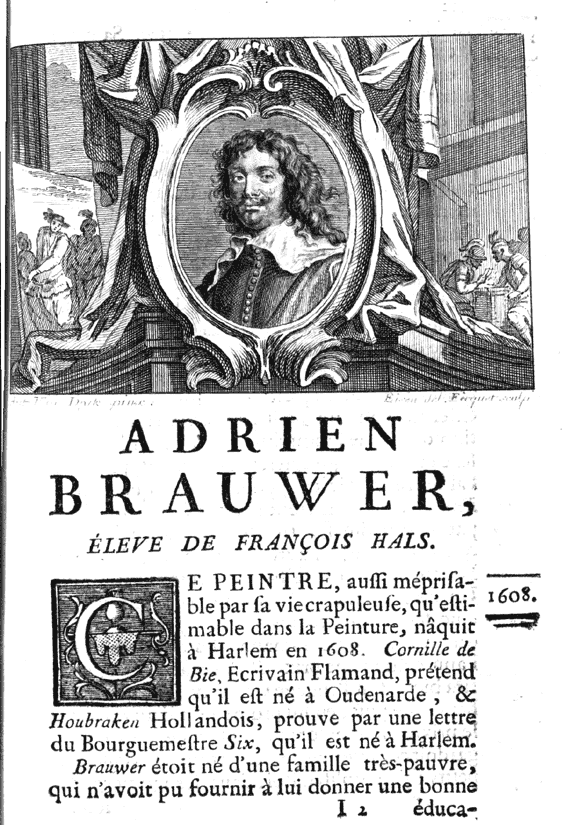
Adriaen Brouwer Pagina 131
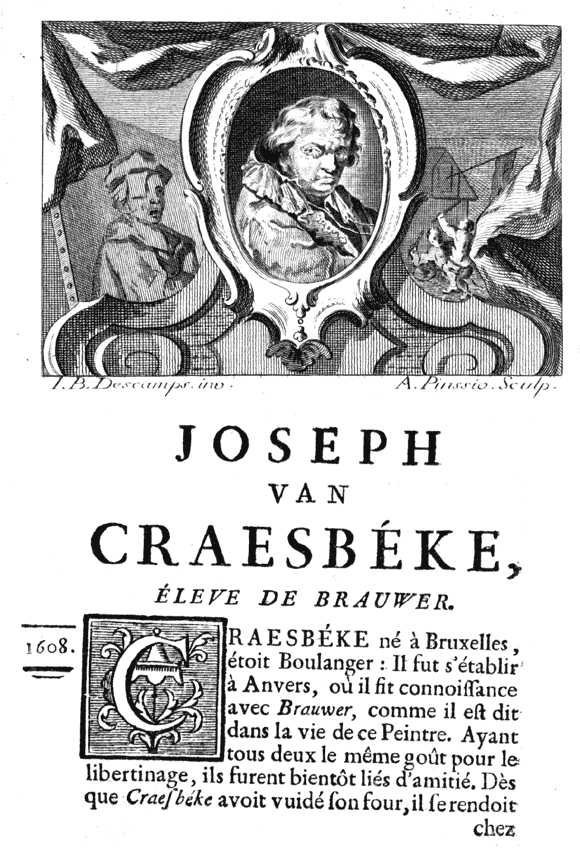
Joos van Craesbeeck Pagina 140
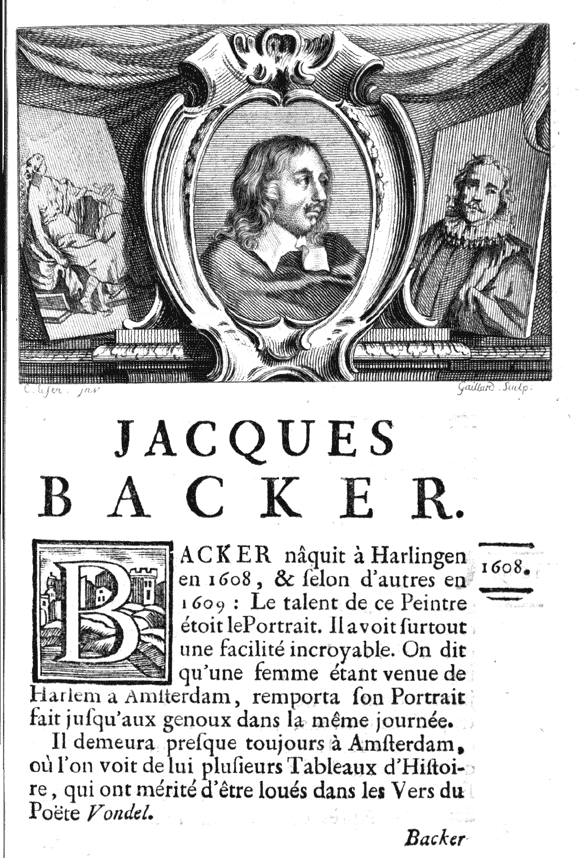
Jacob Adriaensz Backer Pagina 143
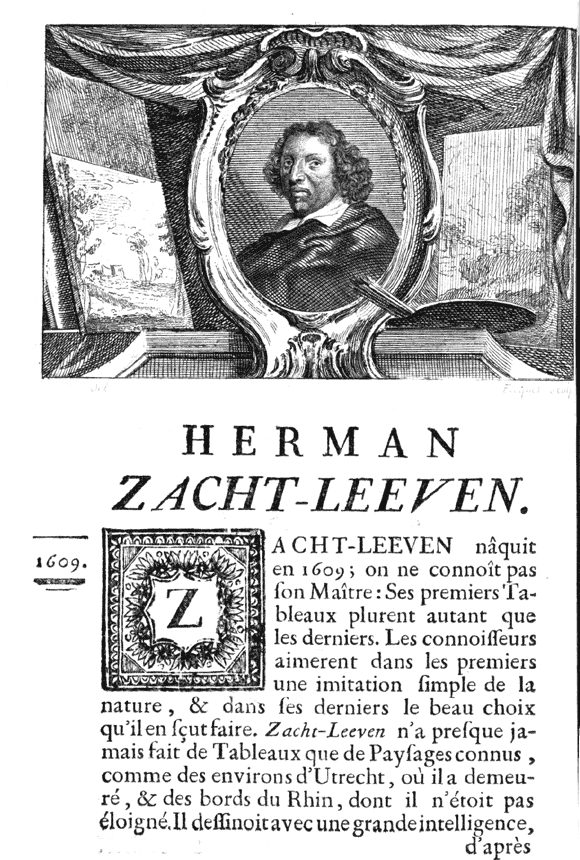
Herman Saftleven Pagina 148
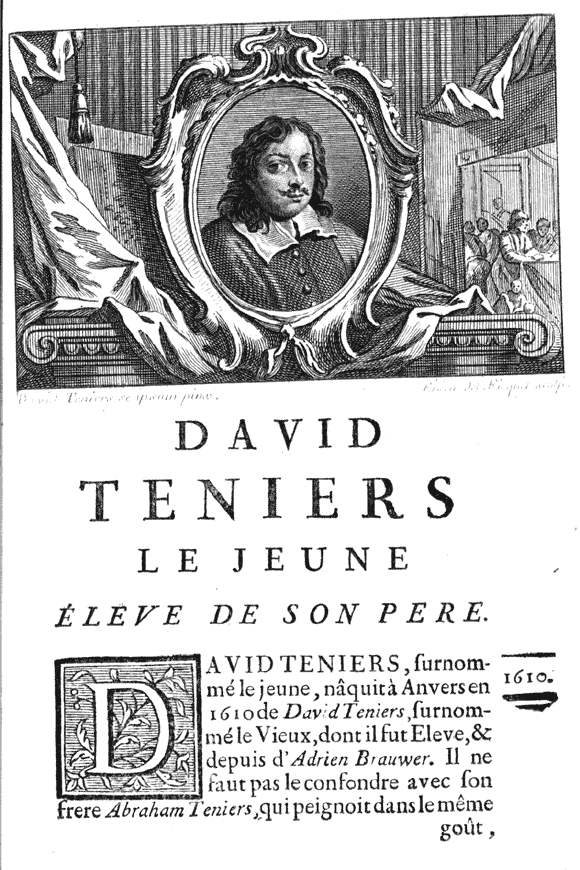
David Teniers the Younger Pagina 155
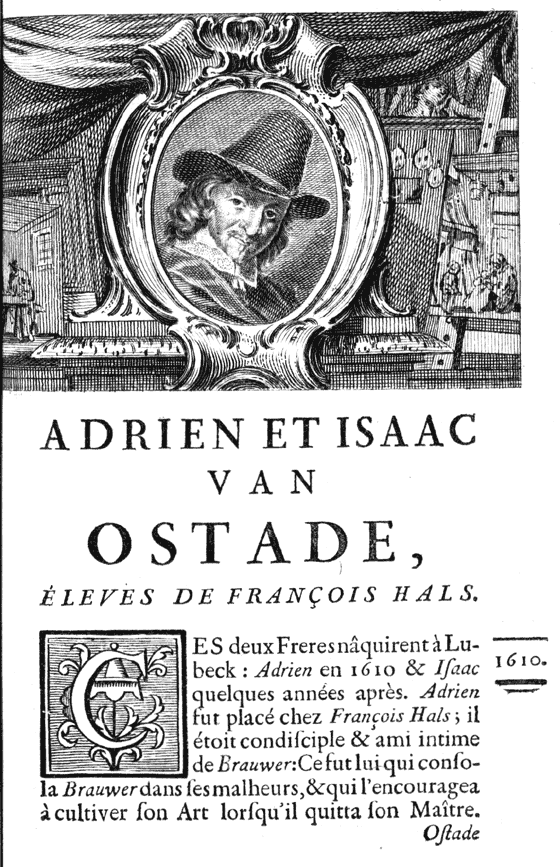
Adriaen van Ostade Pagina 175
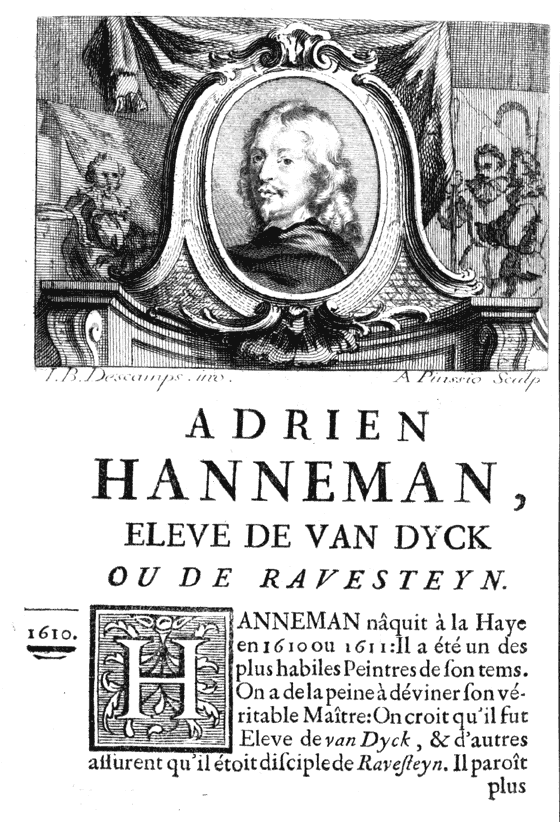
Adriaen Hanneman Pagina 188
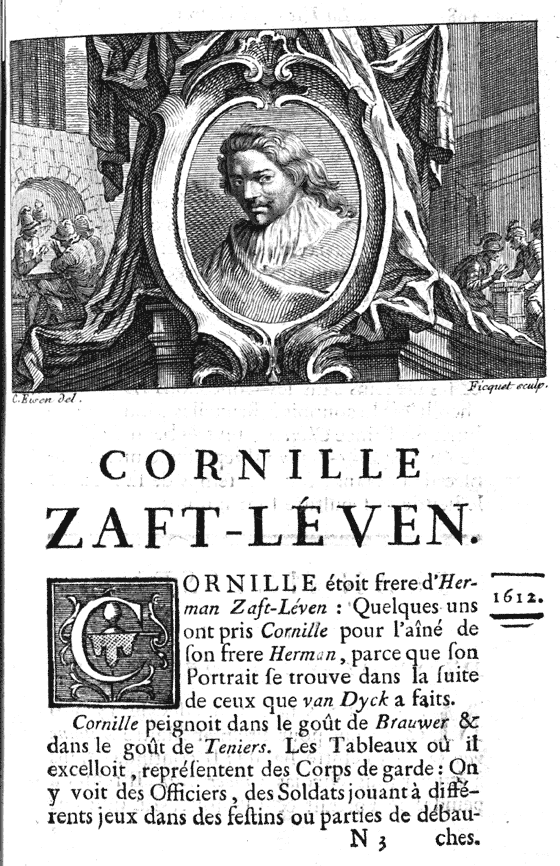
Cornelis Saftleven Pagina 197
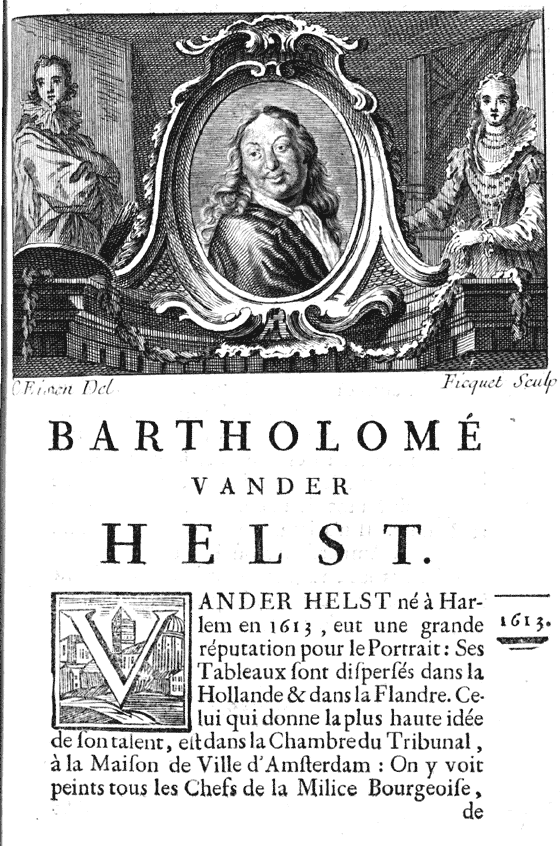
Bartholomeus van der Helst Pagina 201
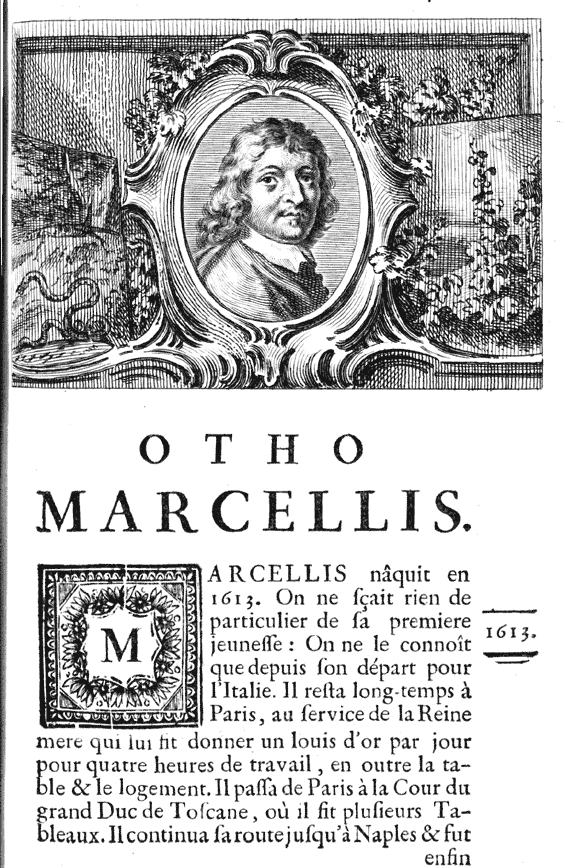
Otto Marseus van Schrieck Pagina 205
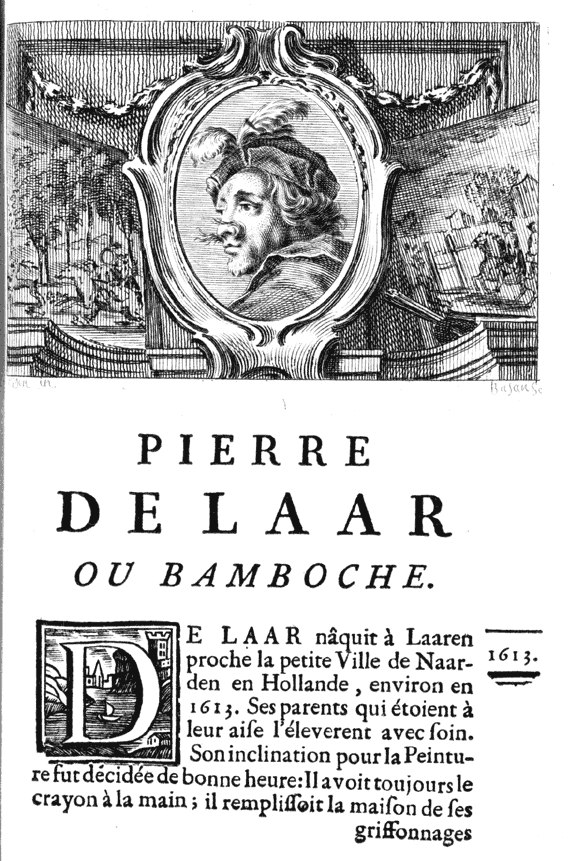
Pieter van Laer Pagina 207
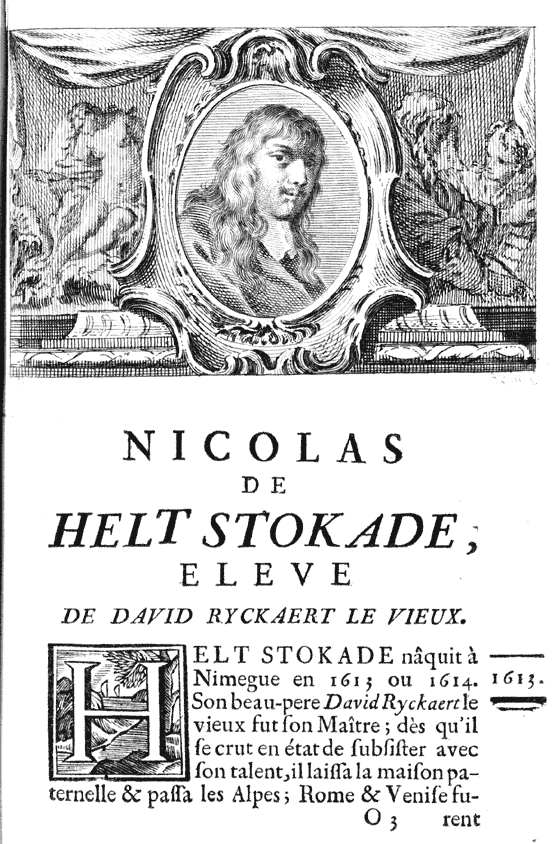
Nicolaes de Helt Stockade Pagina 213
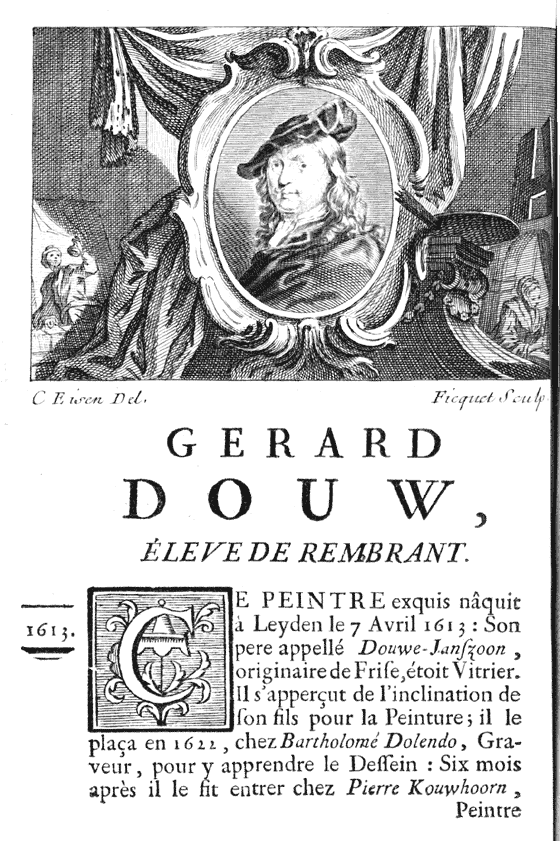
Gerrit Dou Pagina 218
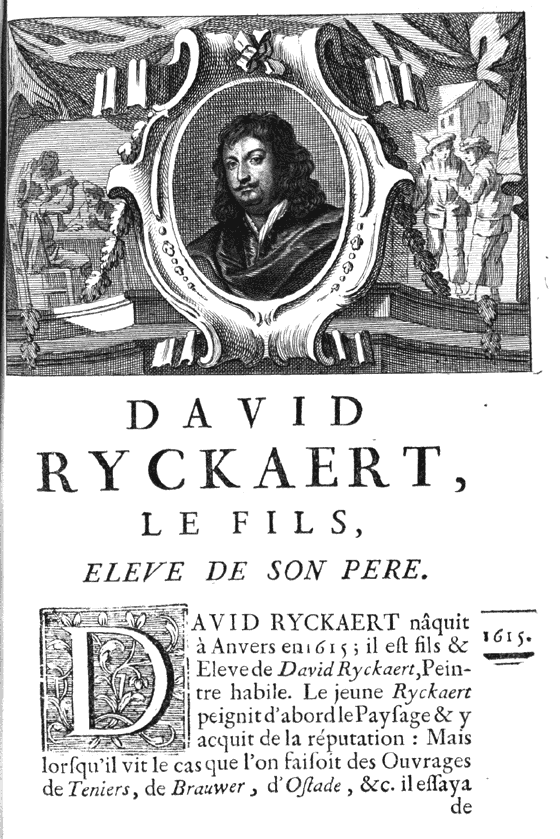
David Ryckaert III Pagina 235
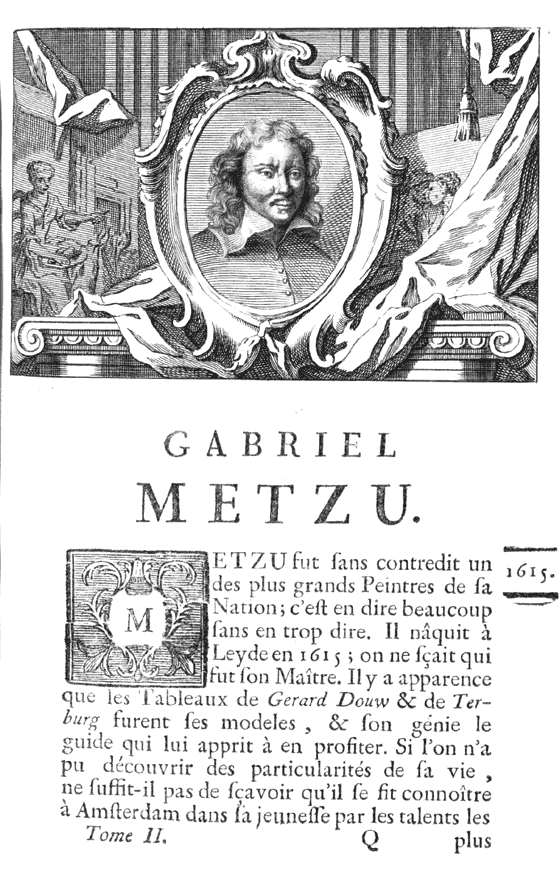
Gabriël Metsu Pagina 241
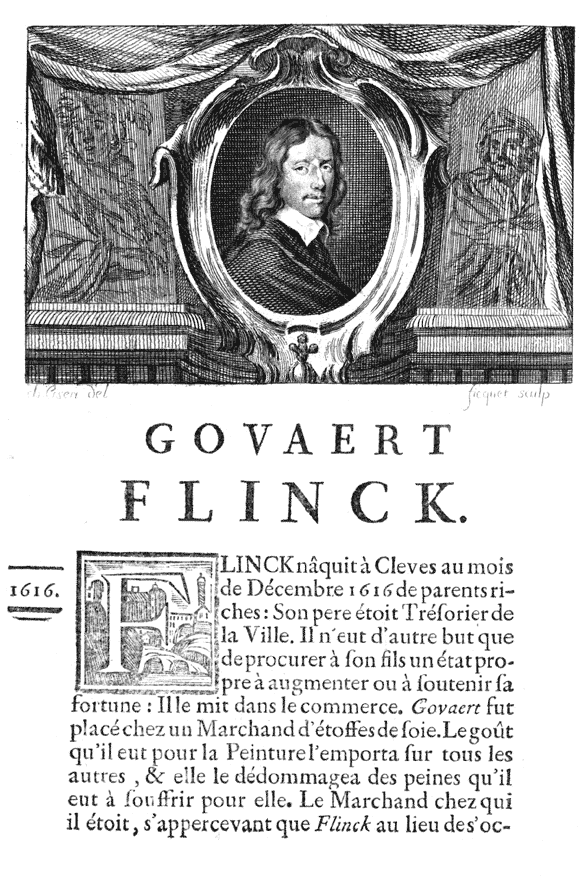
Govert Flinck Pagina 248
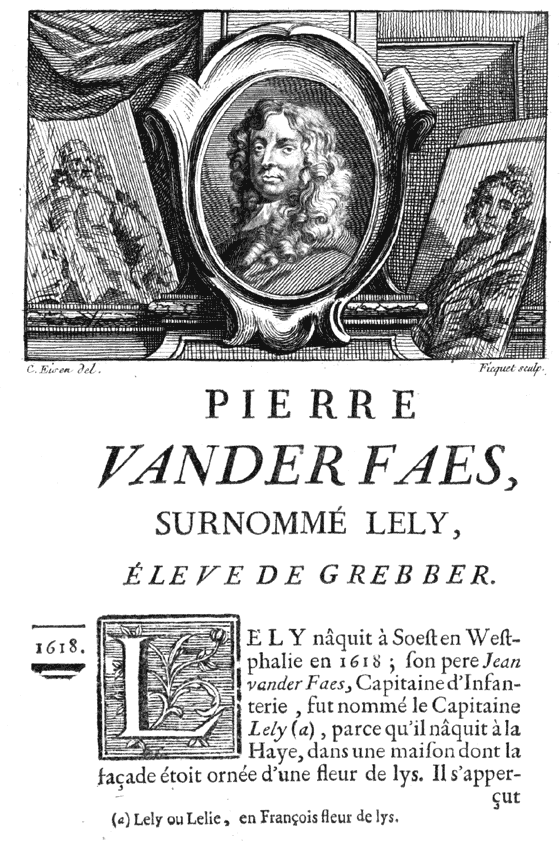
Peter Lely Pagina 258
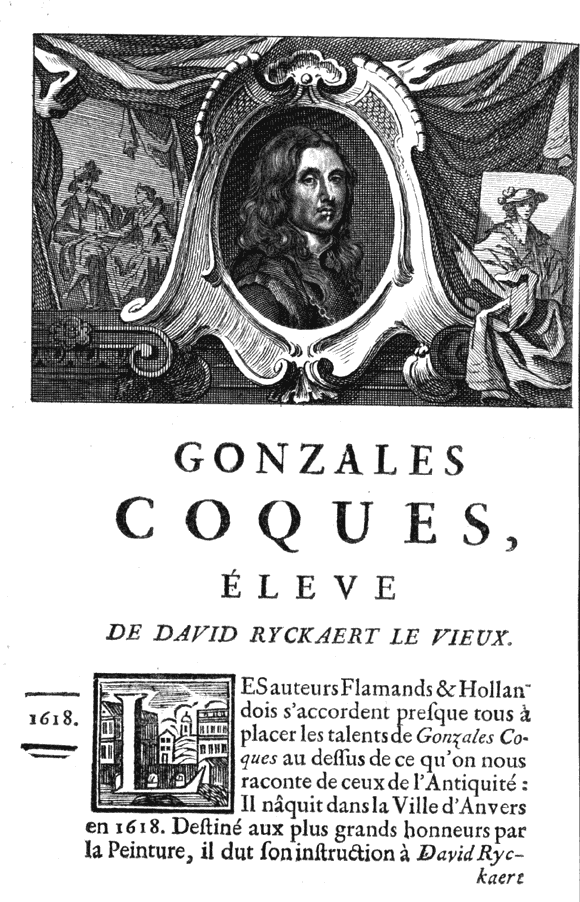
Gonzales Coques Pagina 264
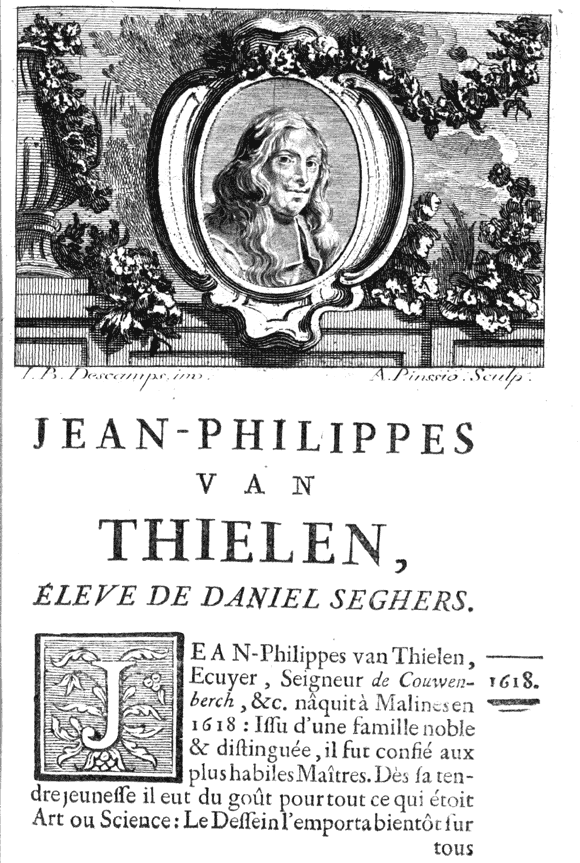
Jan Philips van Thielen Pagina 271
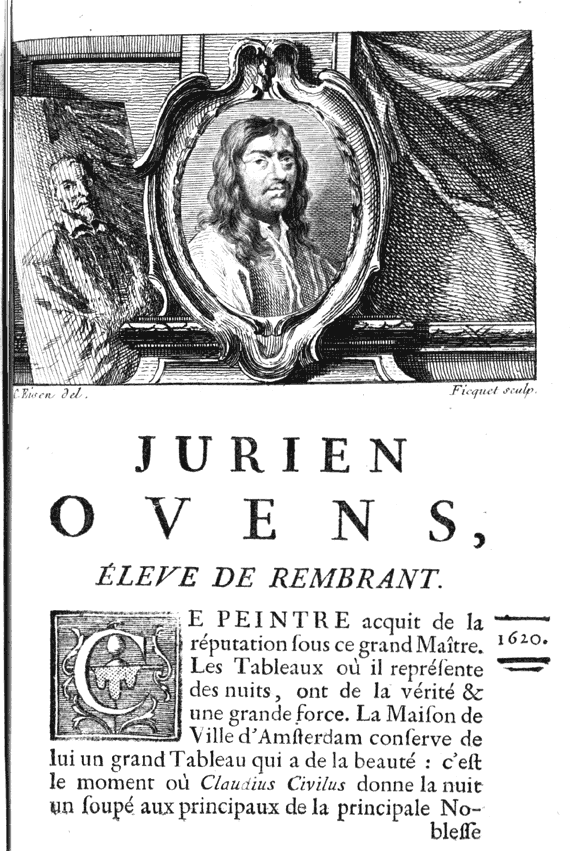
Jürgen Ovens Pagina 281
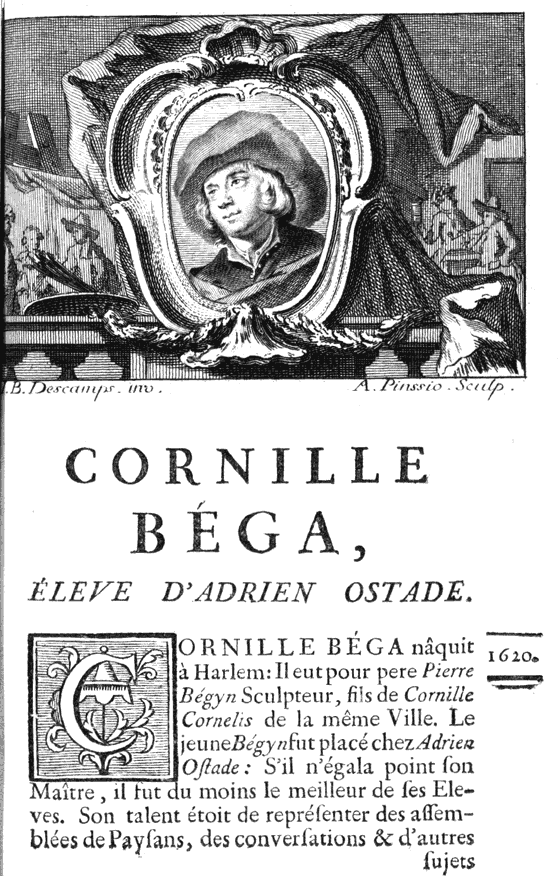
Cornelis Pietersz Bega Pagina 285
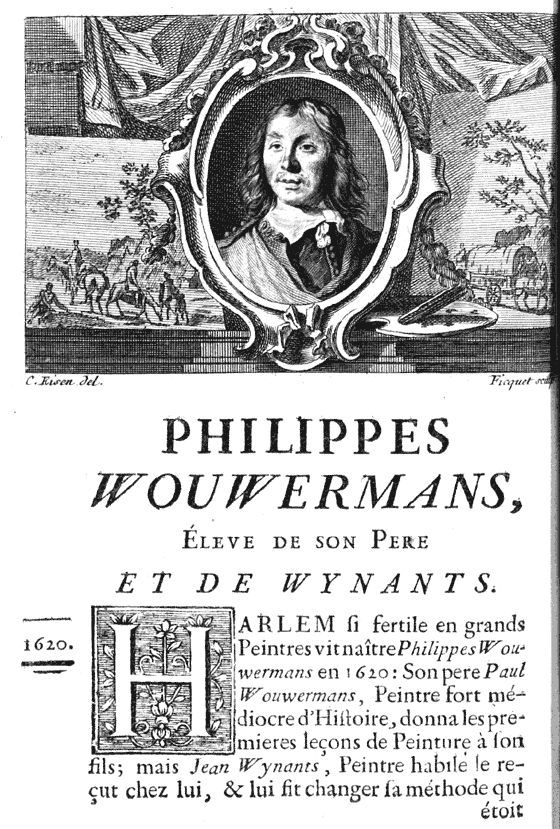
Philips Wouwerman Pagina 288
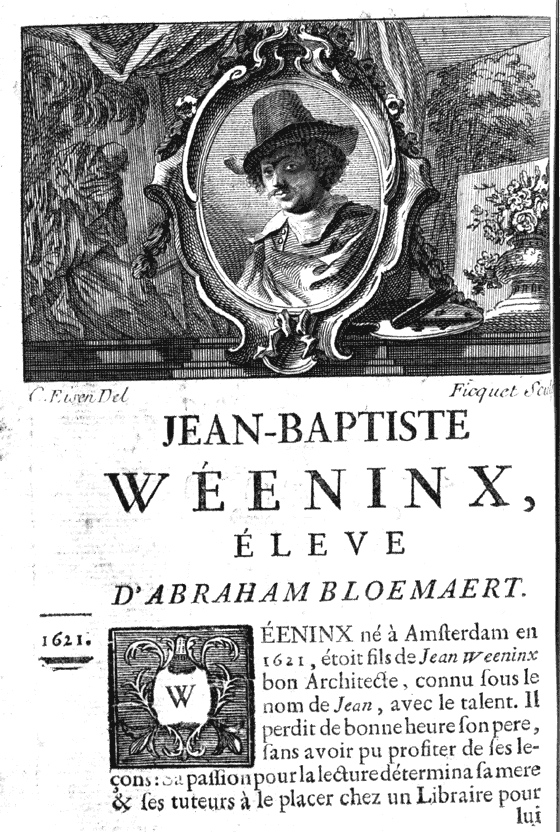
Jan Baptist Weenix Pagina 308
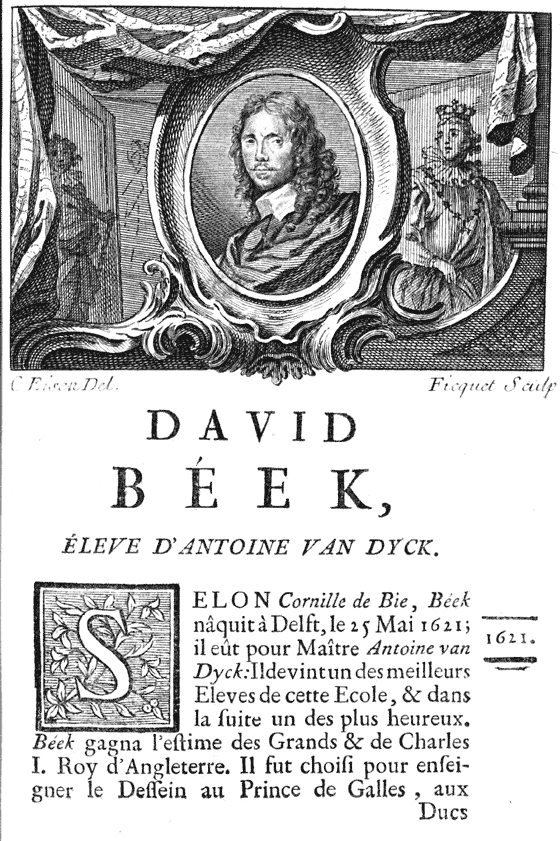
David Beck Pagina 315
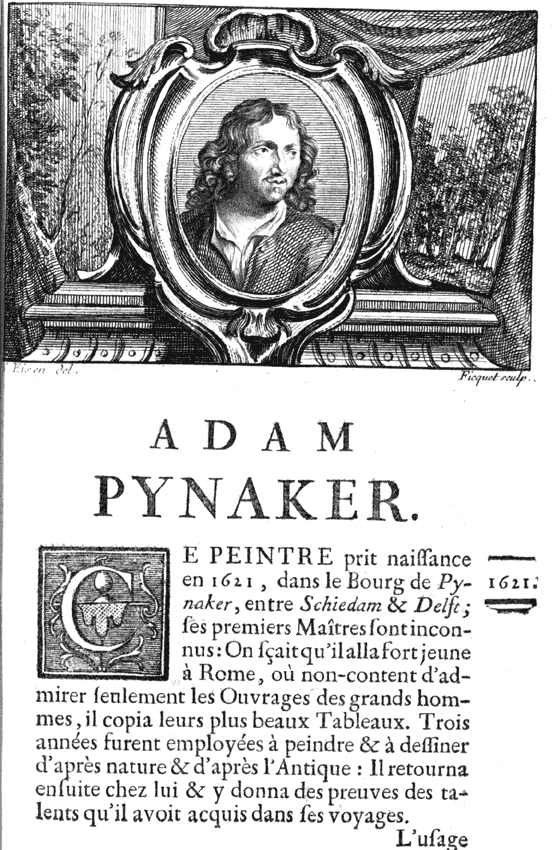
Adam Pynacker Pagina 319
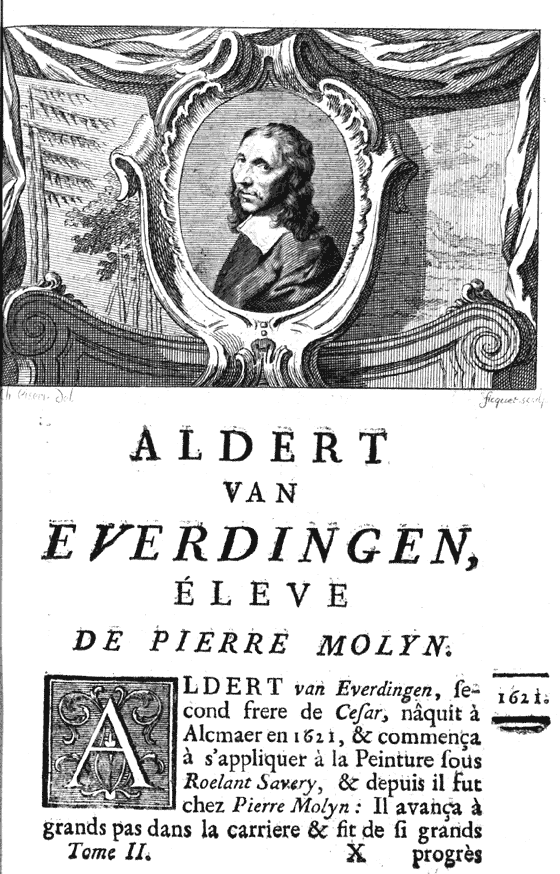
Allaert van Everdingen Pagina 321
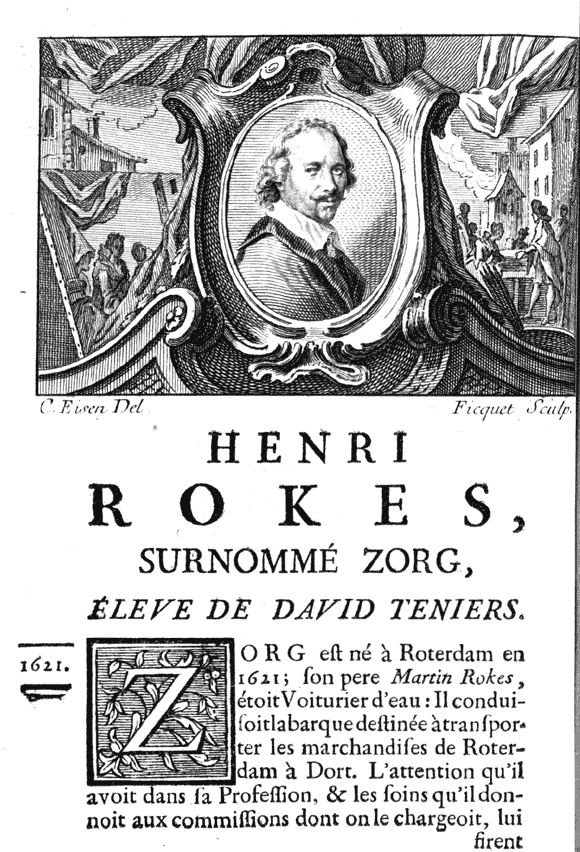
Hendrik Martenszoon Sorgh Pagina 324
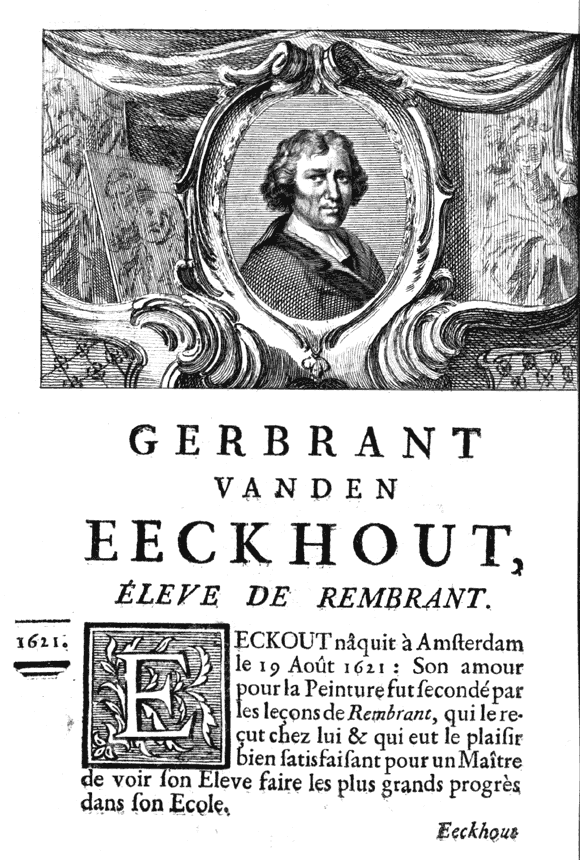
Gerbrand van den Eeckhout Pagina 328
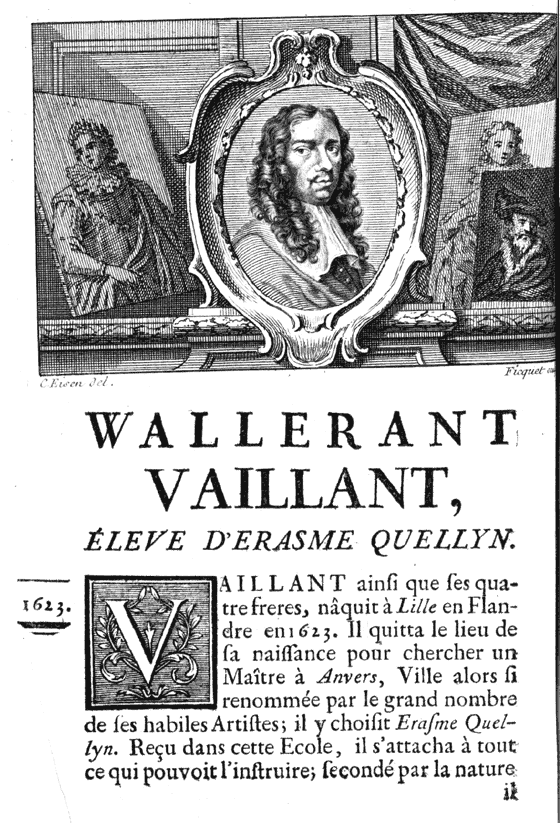
Wallerant Vaillant Pagina 332
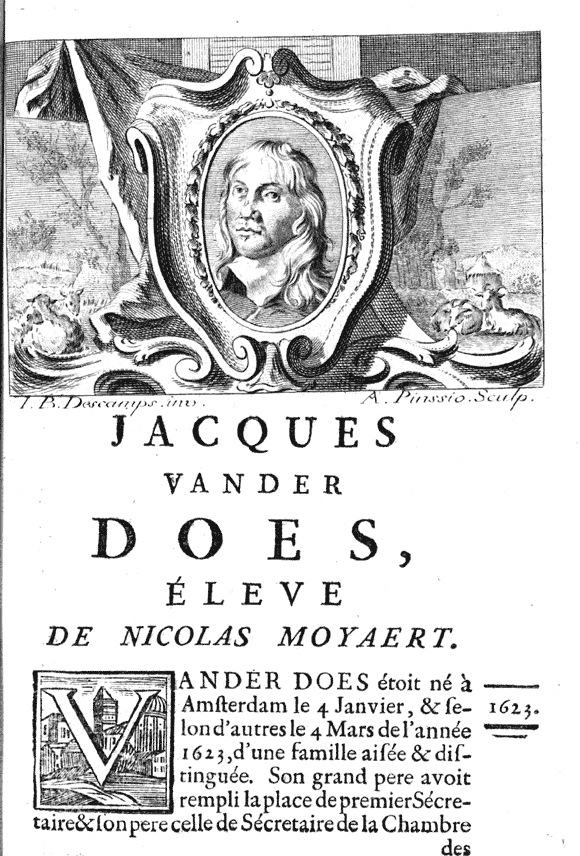
Jacob van der Does Pagina 335
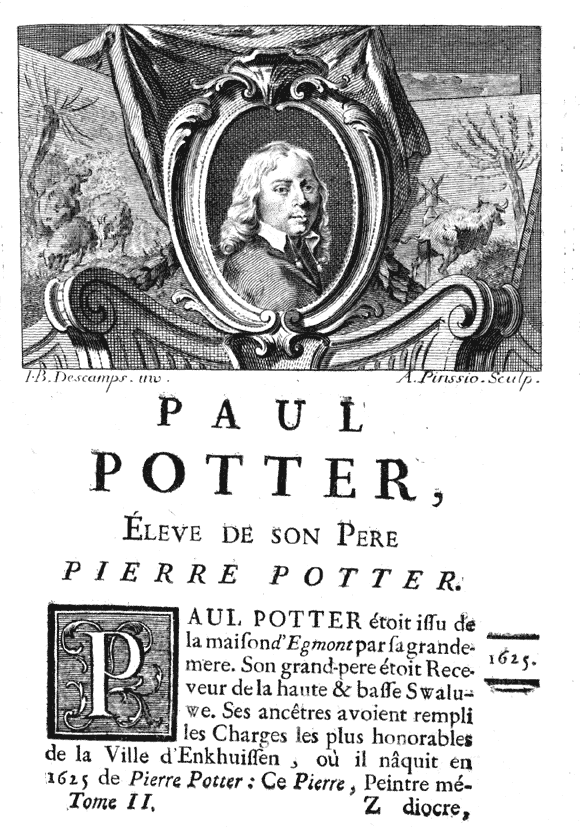
Paulus Potter Pagina 353
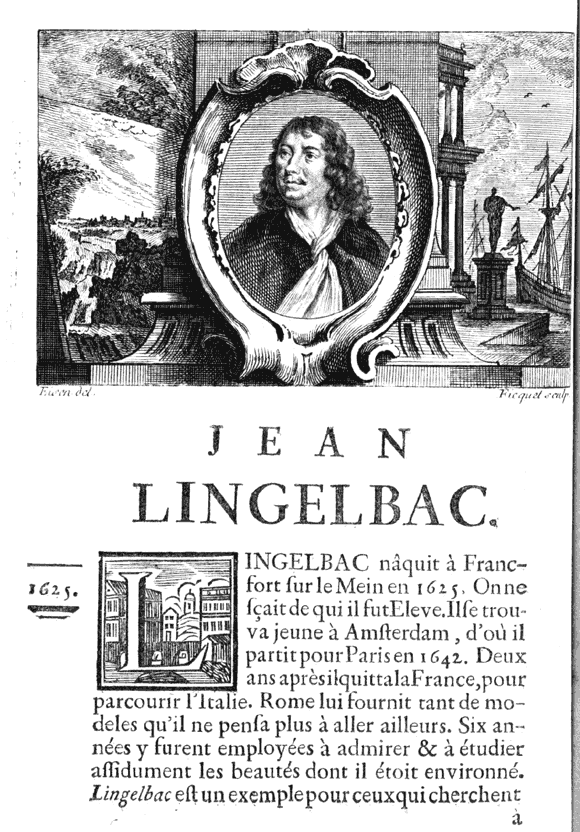
Johannes Lingelbach Pagina 374
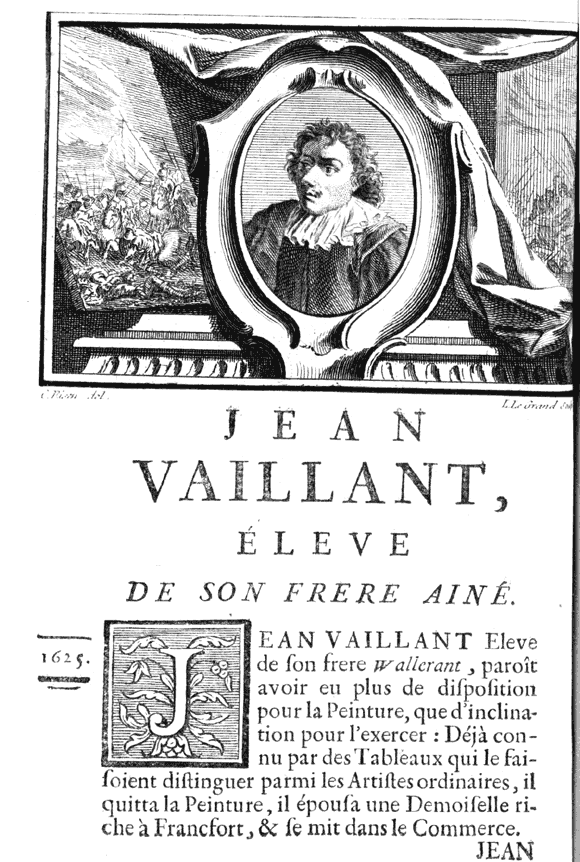
Jan Vaillant Pagina 382
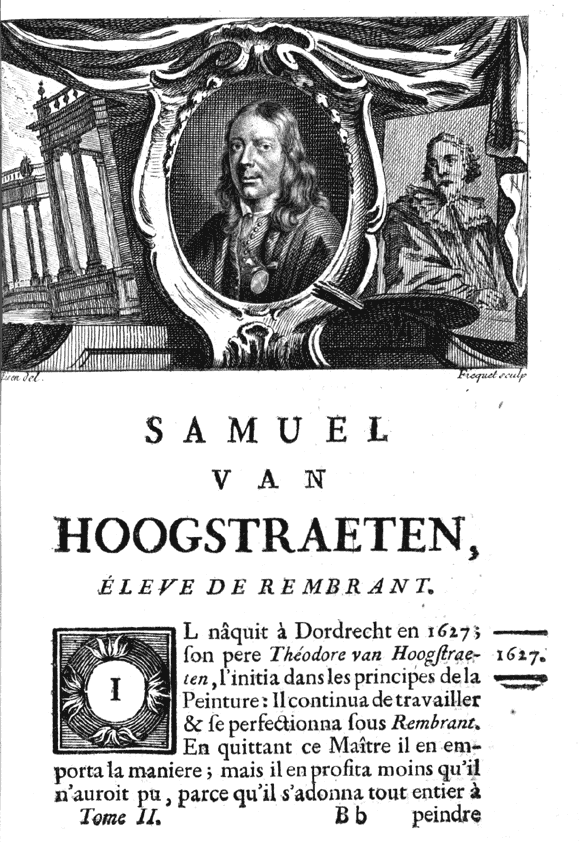
Samuel Dirksz van Hoogstraten Pagina 385
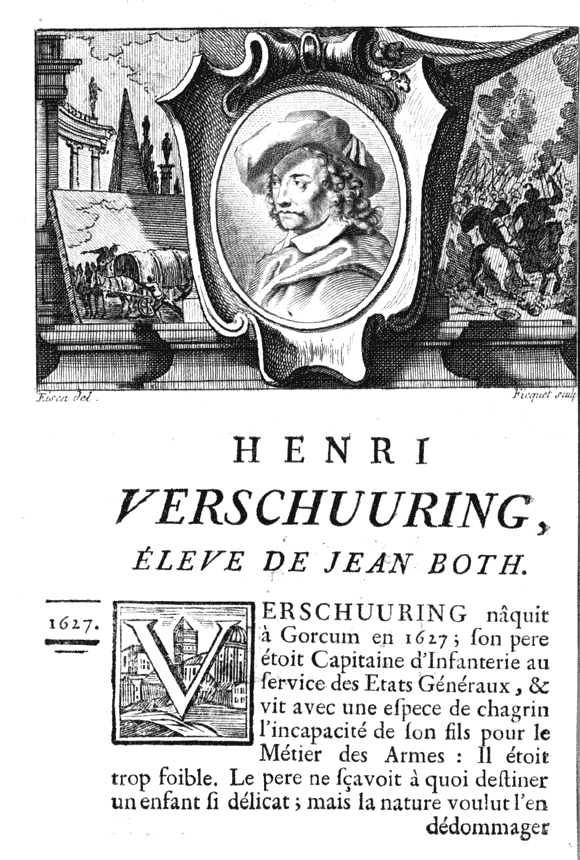
Hendrik Verschuring Pagina 396
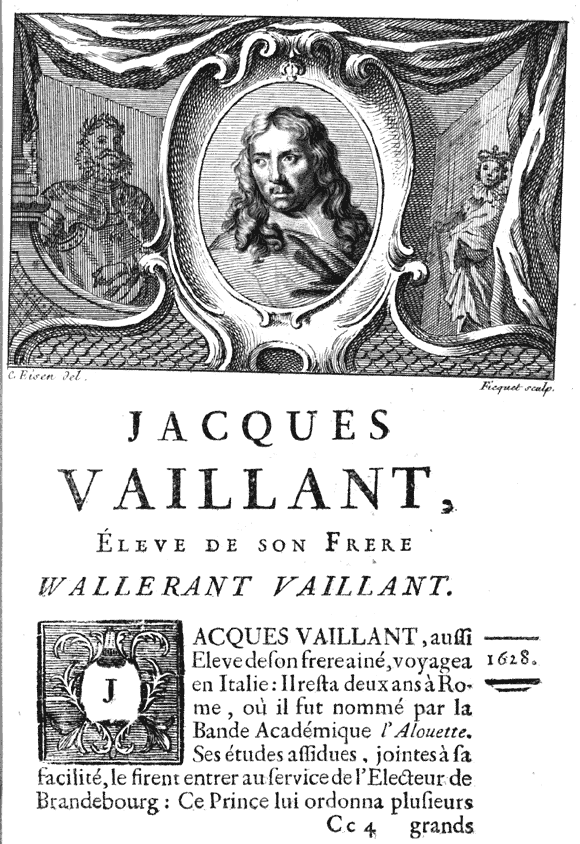
Jacques Vaillant Pagina 407
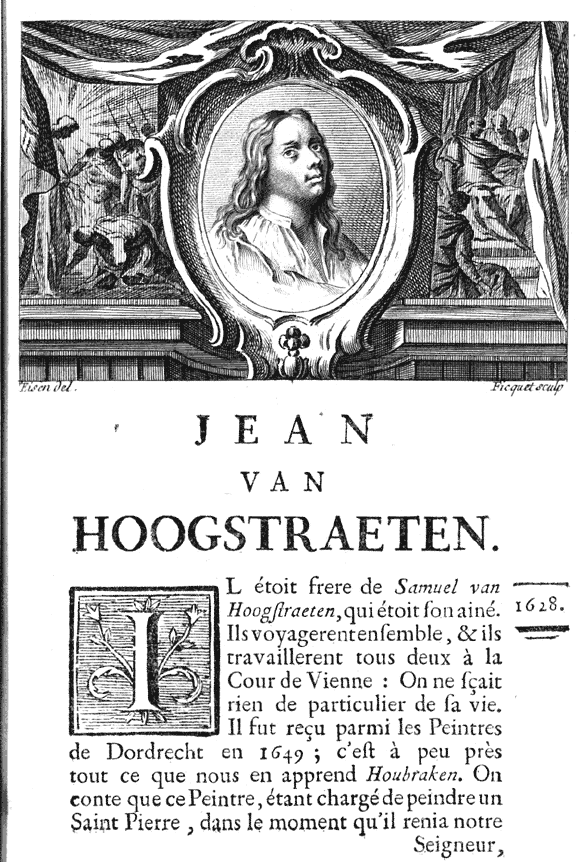
Jan van Hoogstraten Pagina 409
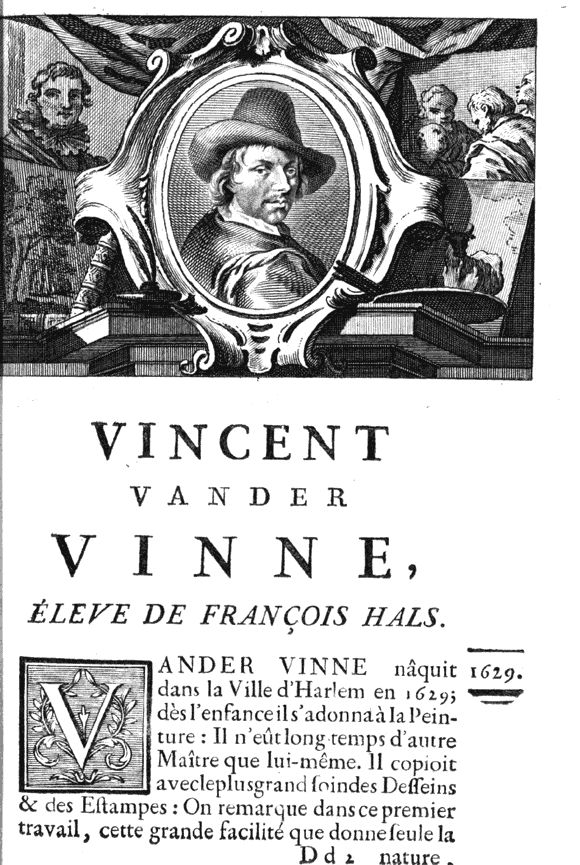
Vincent van der Vinne Pagina 419
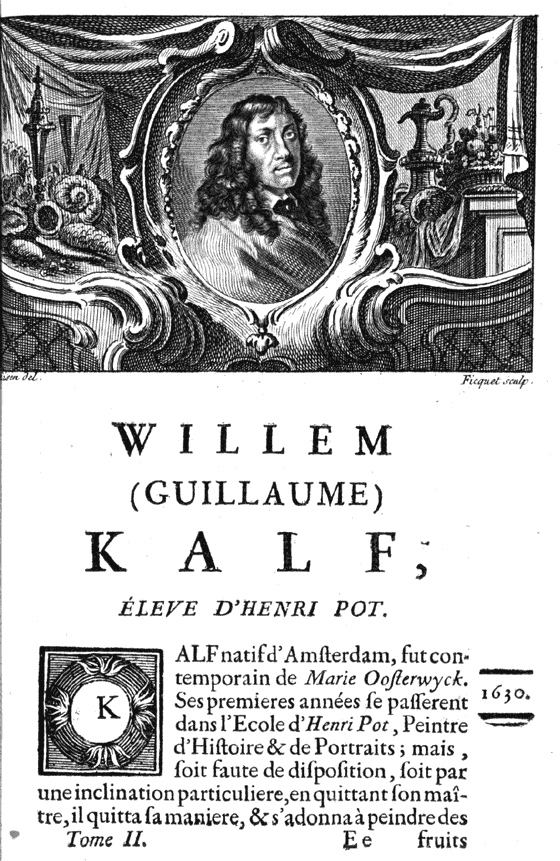
Willem Kalf Pagina 433
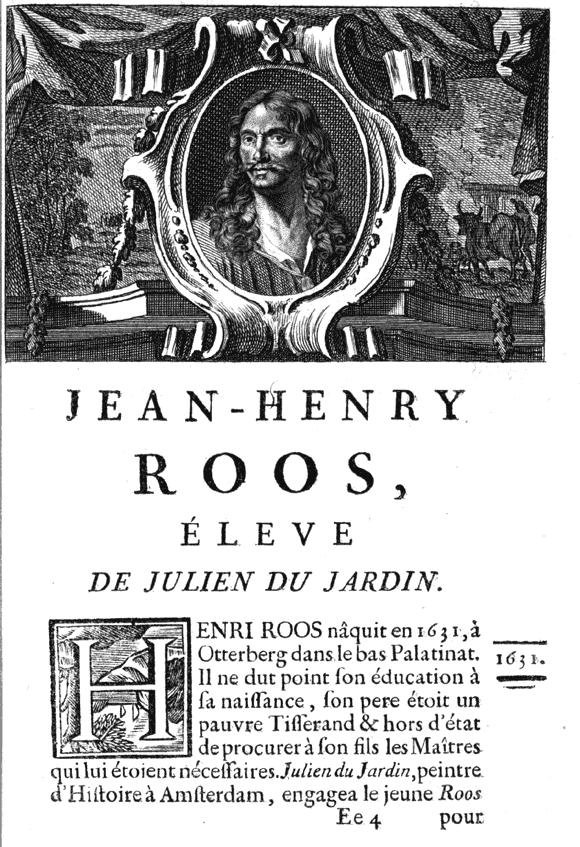
Johann Heinrich Roos Pagina 439
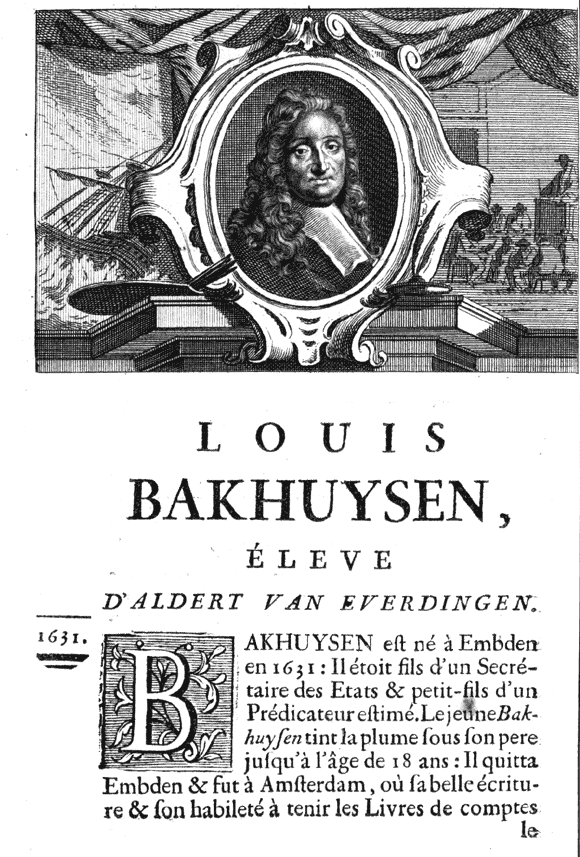
Ludolf Bakhuizen Pagina 444

## Tome Troisième, 1760

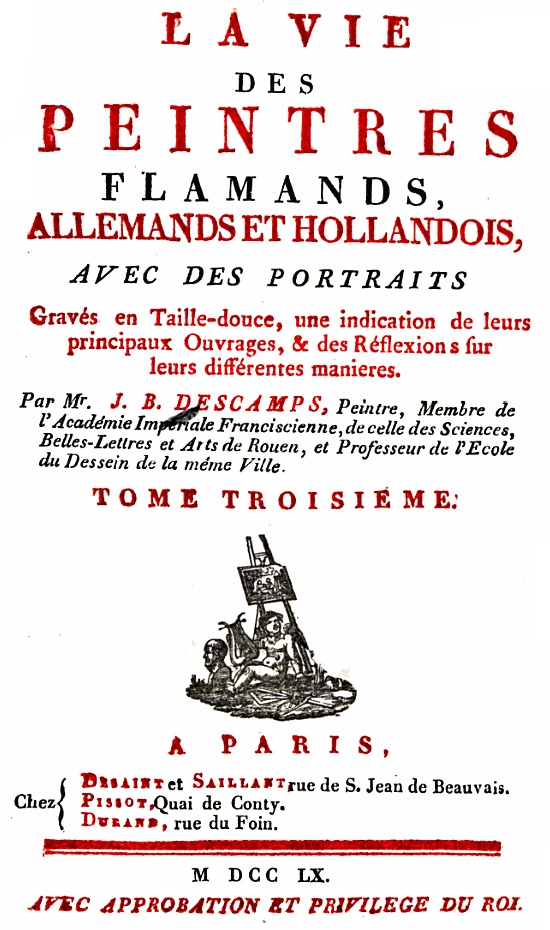
La Vie des Peintres Flamands, Allemands et Hollandois, avec des portraits gravés en Taille-douce, une indication de leurs principaux Ouvrages, & des réflexions sur leurs différentes manieres, Par M J.B. Descamps, Peintre, Membre l'Académie Impériale Franciscienne, de celle des Sciences, Belle-Lettres, & Art de Rouen, & Professeur de l'Ecole du Dessein de la méme Ville, Tome Troisieme, A Paris, chez Desaint & Saillant, rue de S. Jean de Beauvais, Pissot, Quai de Conty, Durand, rue de Foin, M D C LX, Avec Approbation et Privilege du Roi

## Tome Troisième, 1760[3]

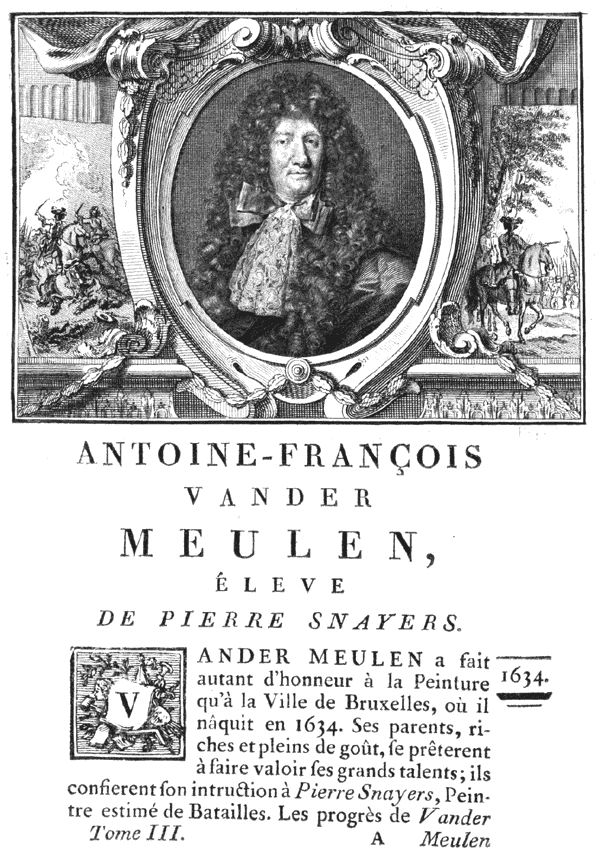
Adam Frans van der Meulen Pagina 1
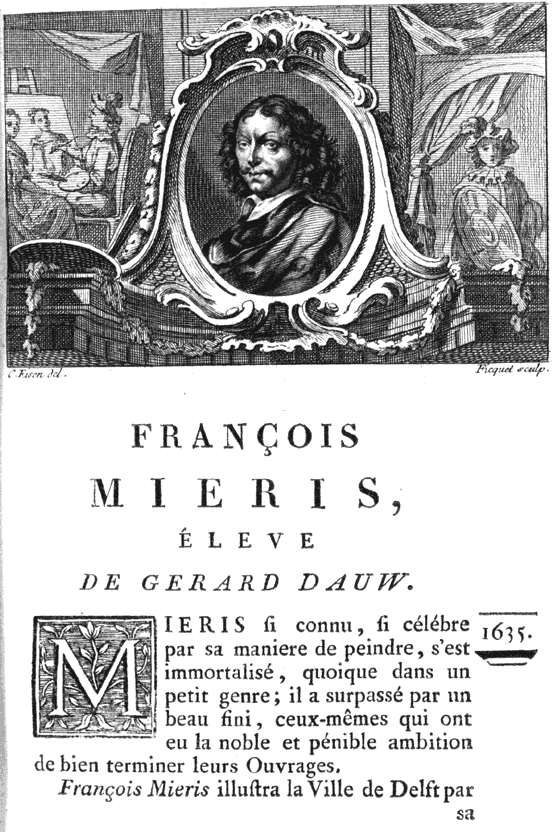
Frans van Mieris Pagina 13
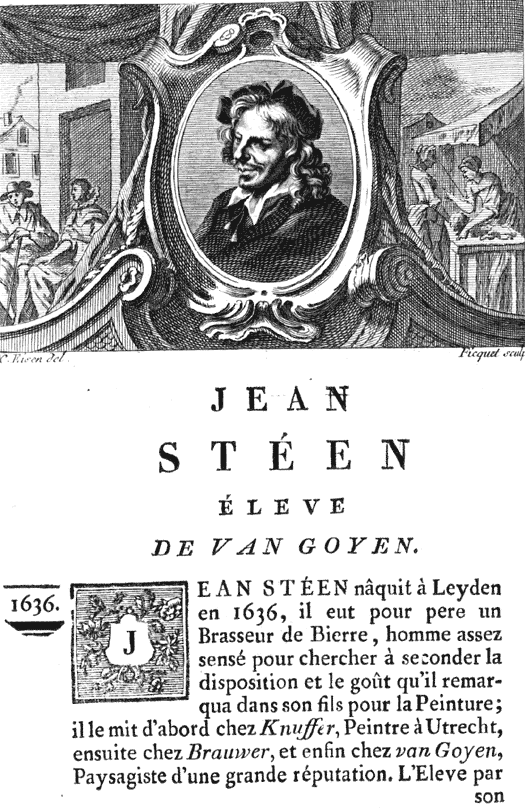
Jan Steen Pagina 26
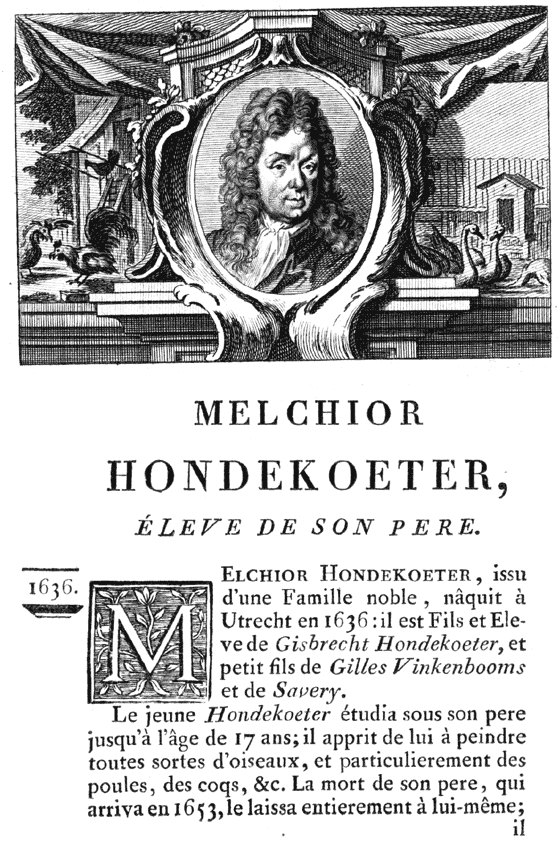
Melchior d'Hondecoeter Pagina 44
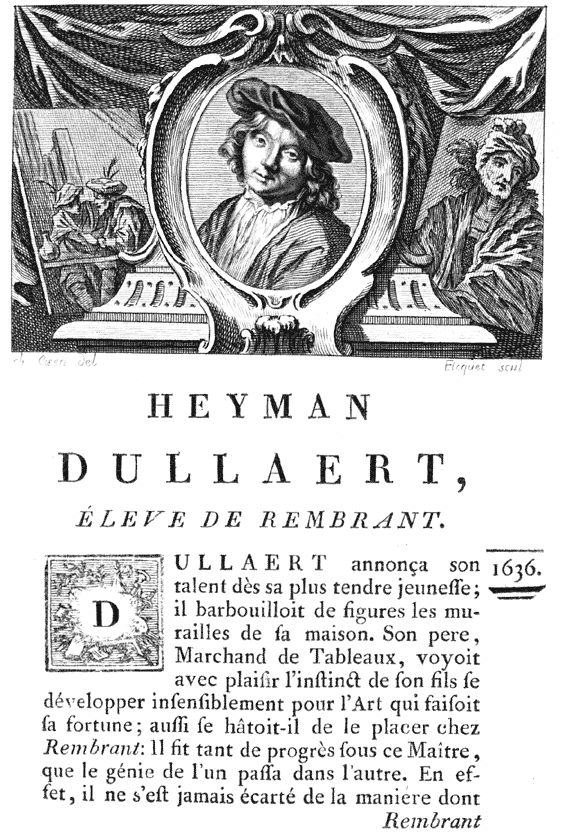
Heiman Dullaart Pagina 47
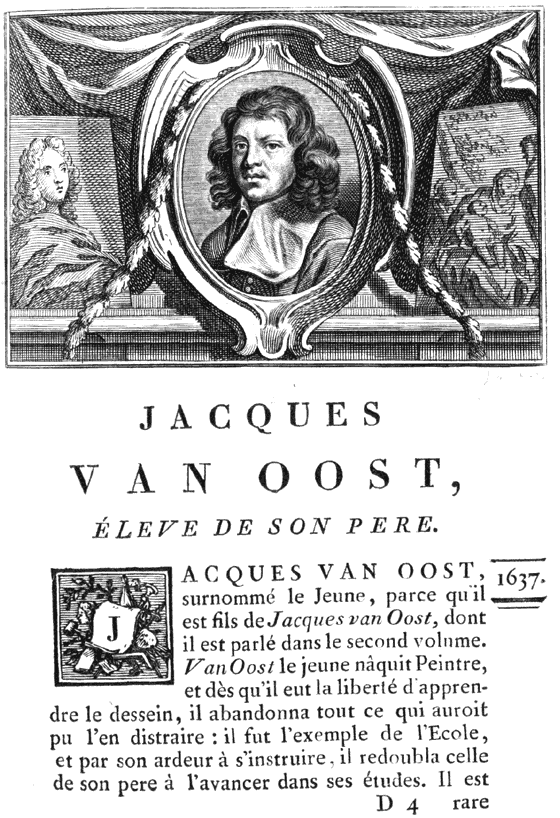
Jacob van Oost Pagina 55
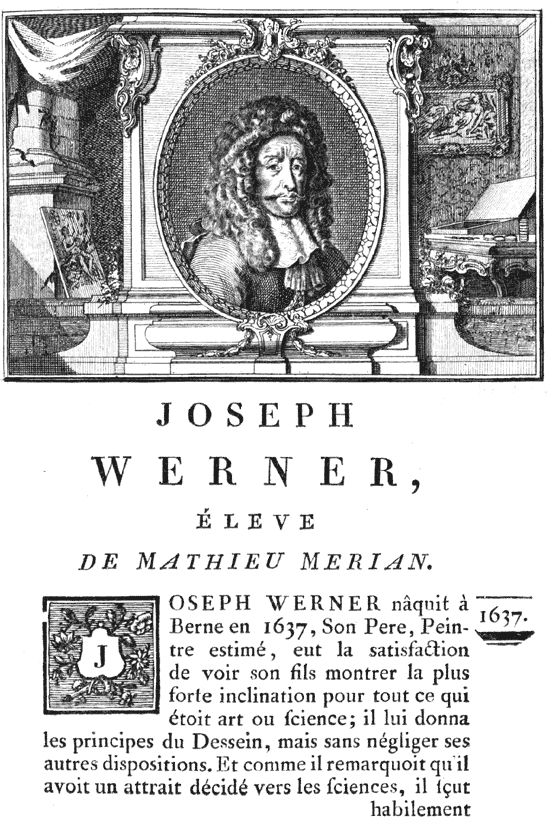
Joseph Werner Pagina 61
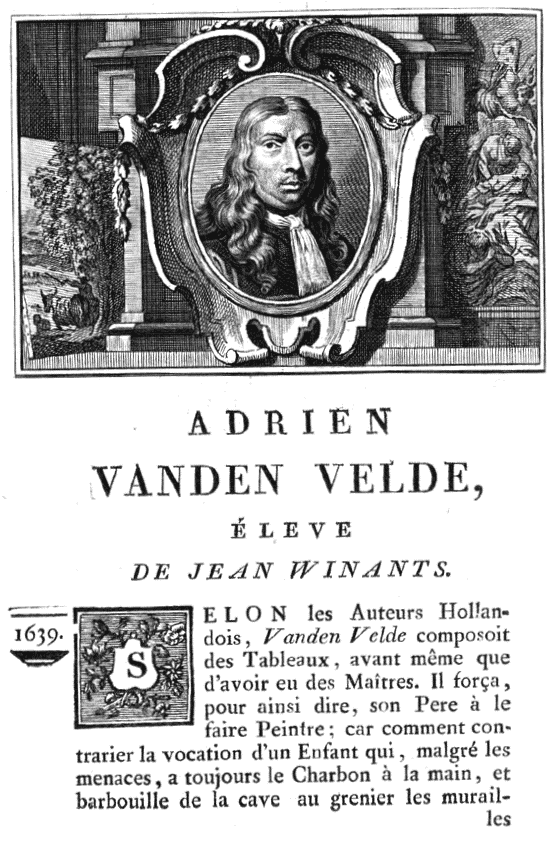
Adriaen van de Velde Pagina 72
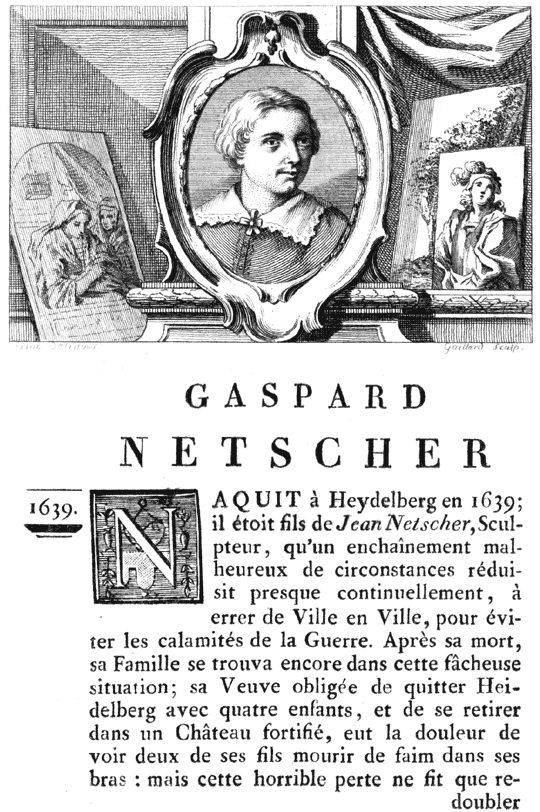
Caspar Netscher Pagina 78
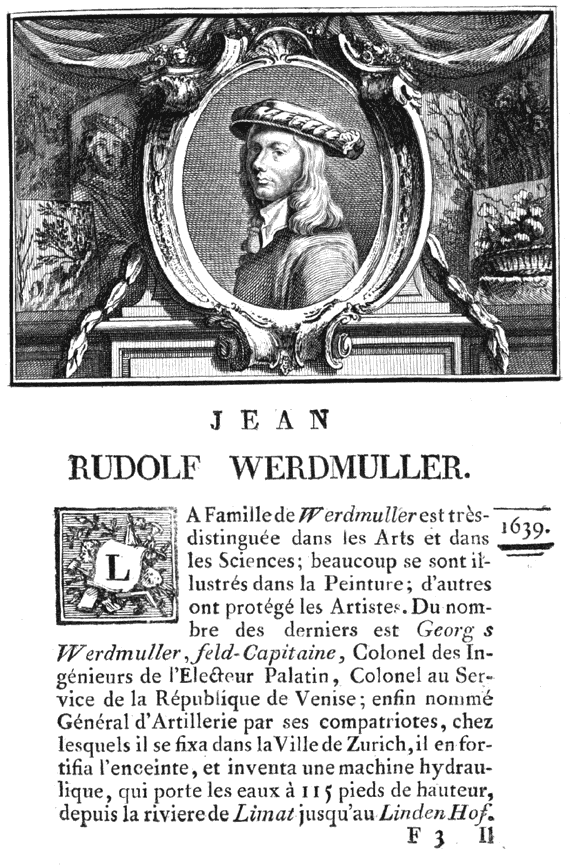
Jean Rudolf Werdmuller Pagina 85
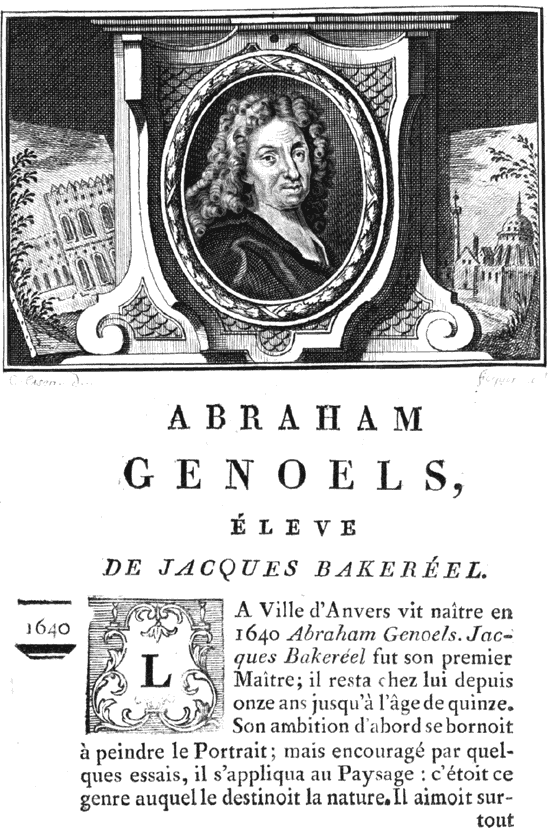
Abraham Genoels Pagina 92
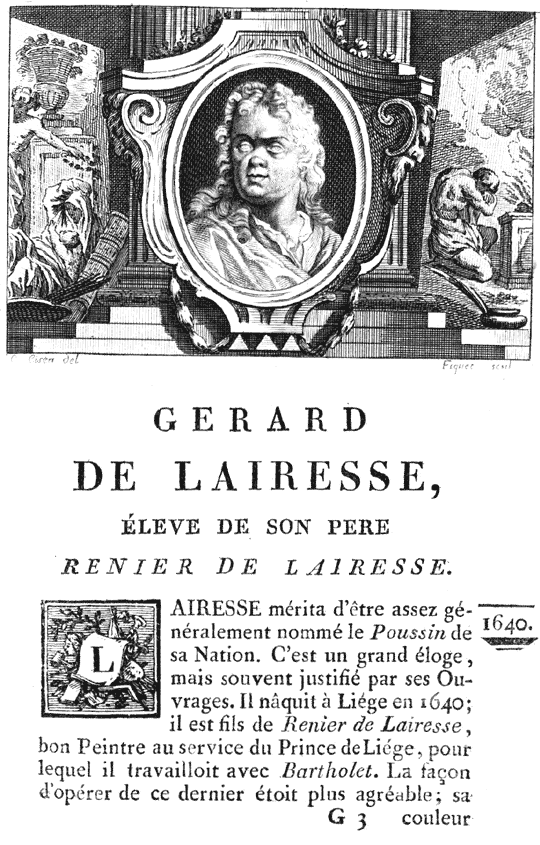
Gerard de Lairesse Pagina 101
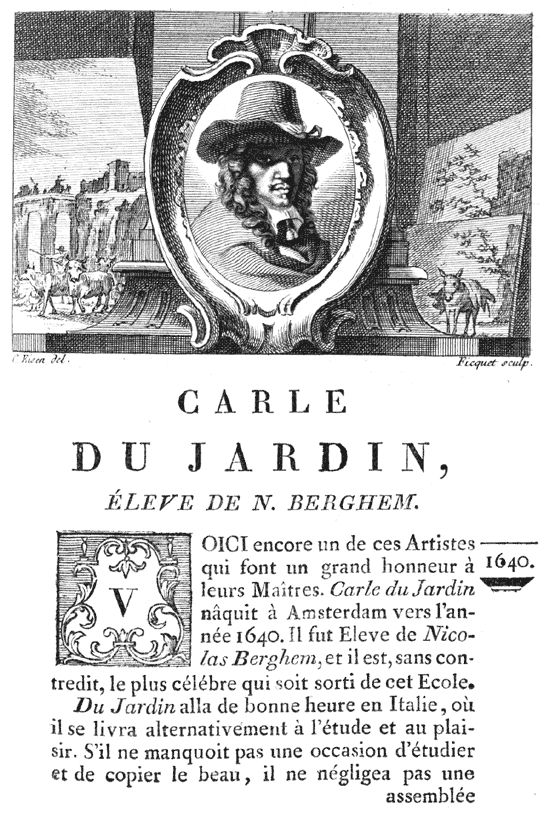
Karel Dujardin Pagina 111
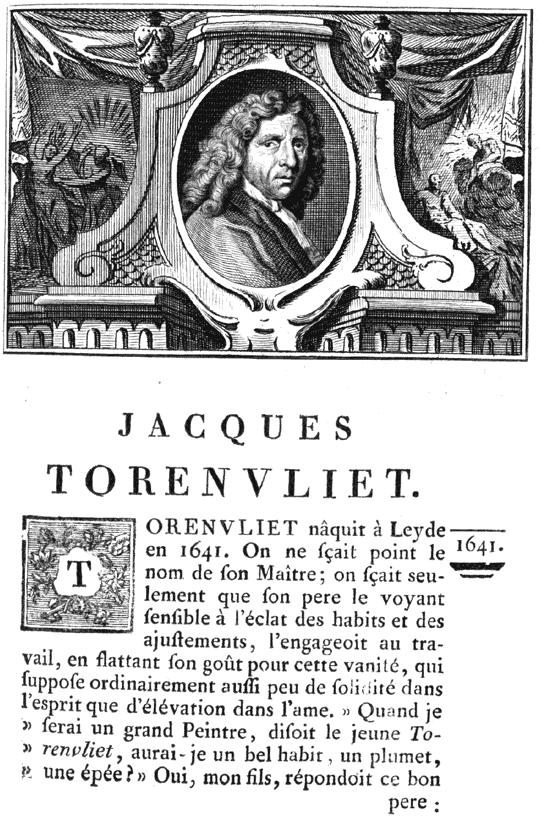
Jacob Toorenvliet Pagina 121
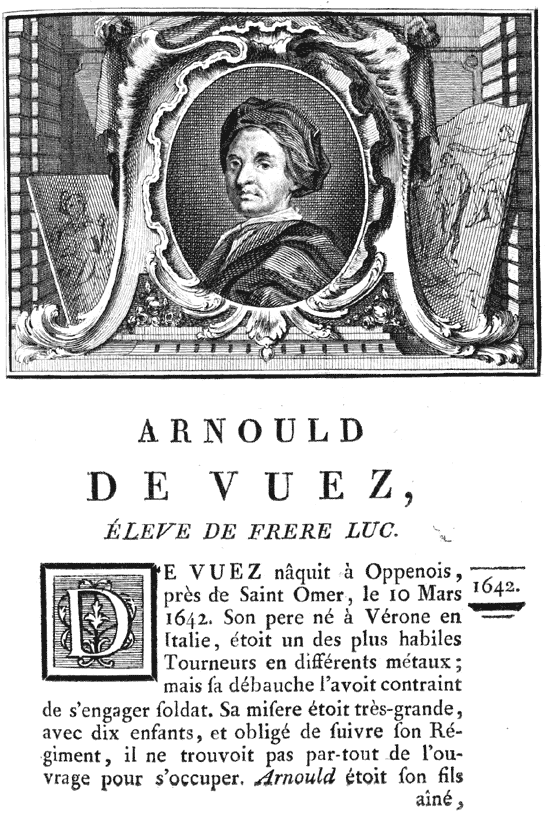
Arnould de Vuez Pagina 125
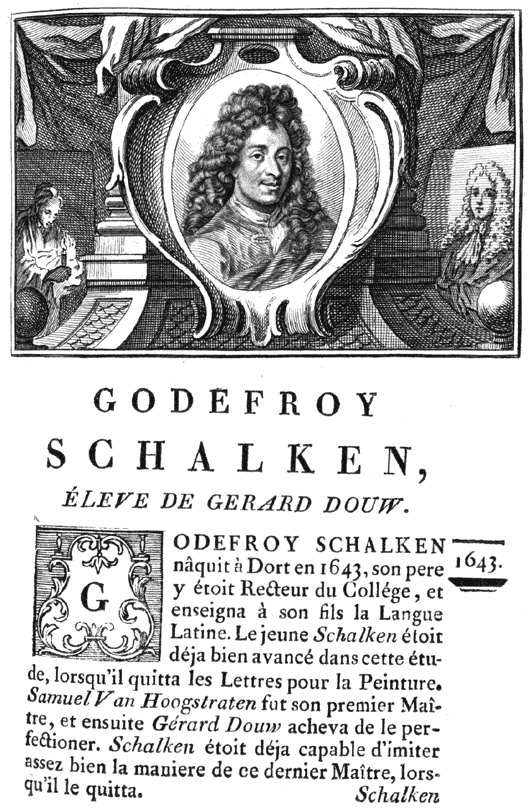
Godfried Schalcken Pagina 139
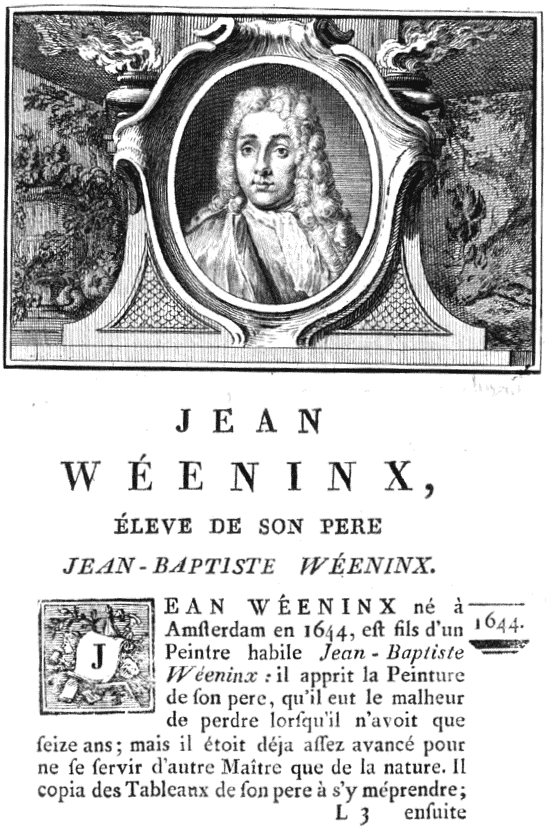
Jan Weenix Pagina 165
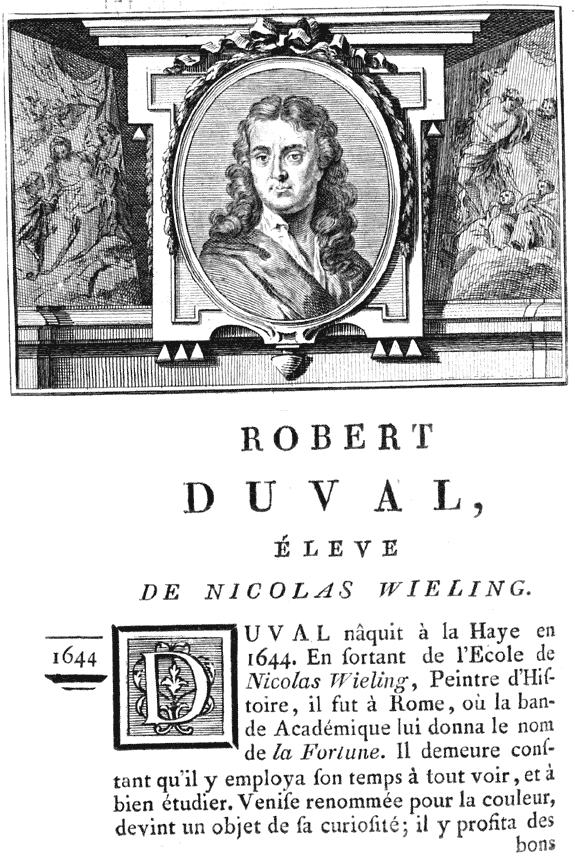
Robbert Duval Pagina 172
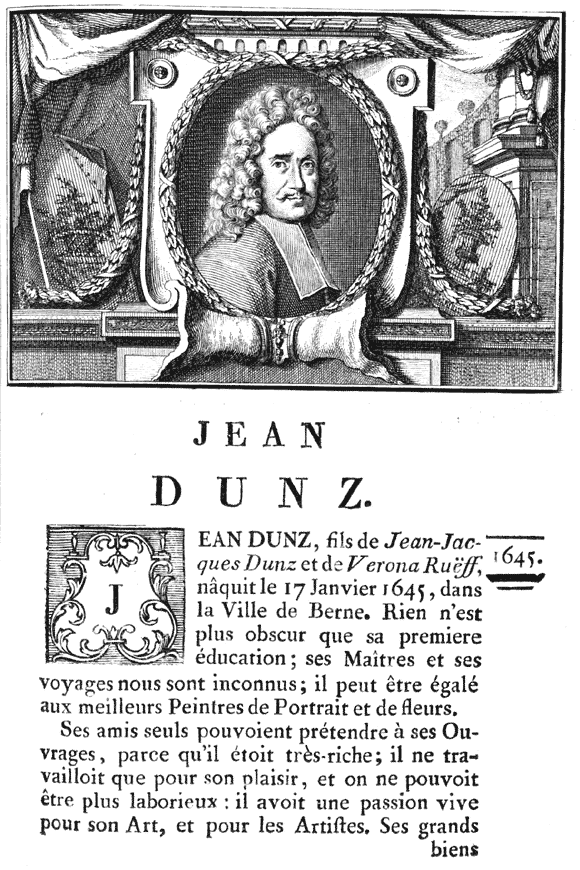
Johannes Dünz Pagina 175
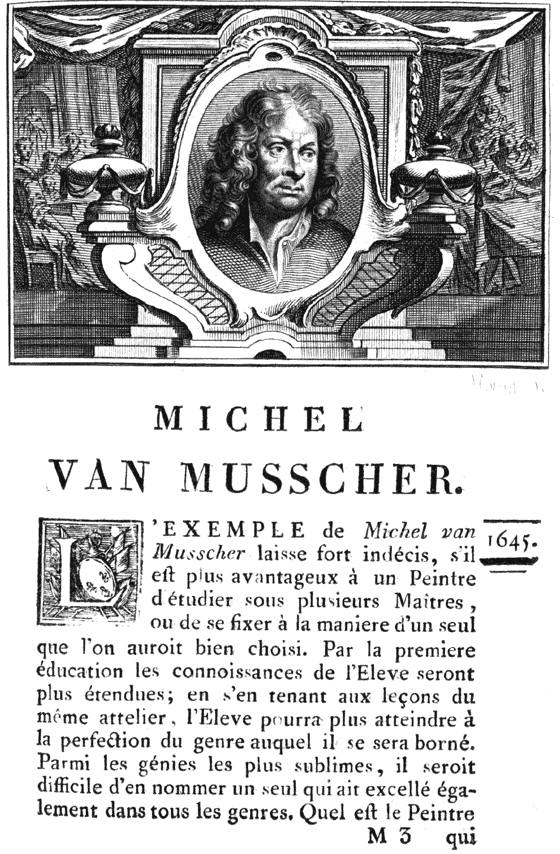
Michiel van Musscher Pagina 181
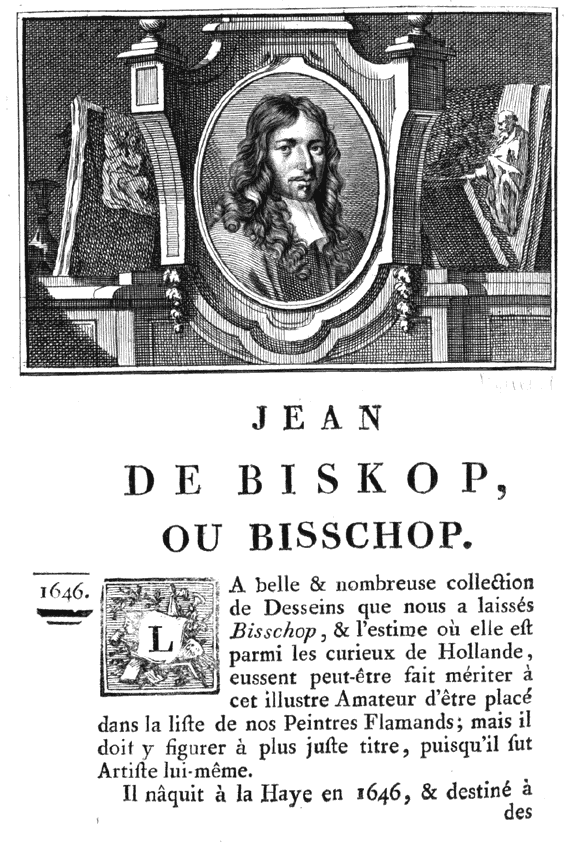
Jan de Bisschop Pagina 184
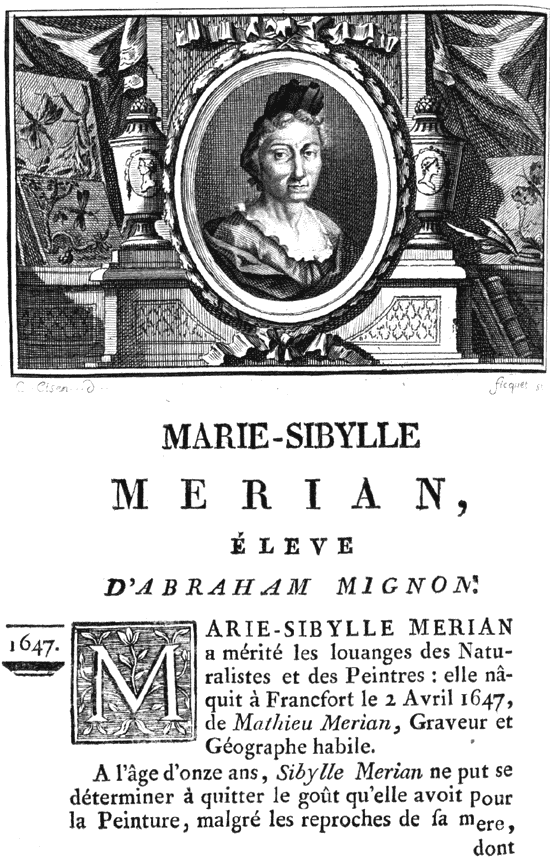
Maria Sibylla Merian Pagina 200
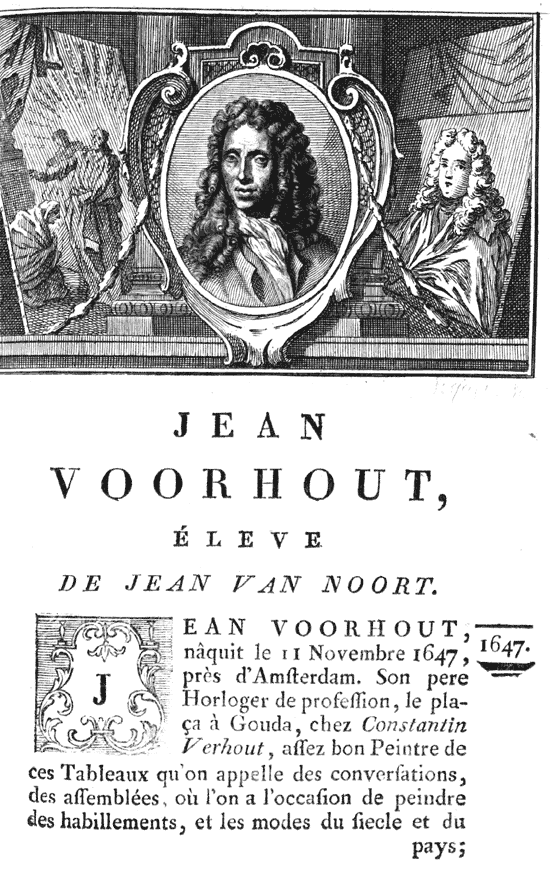
Johannes Voorhout Pagina 207
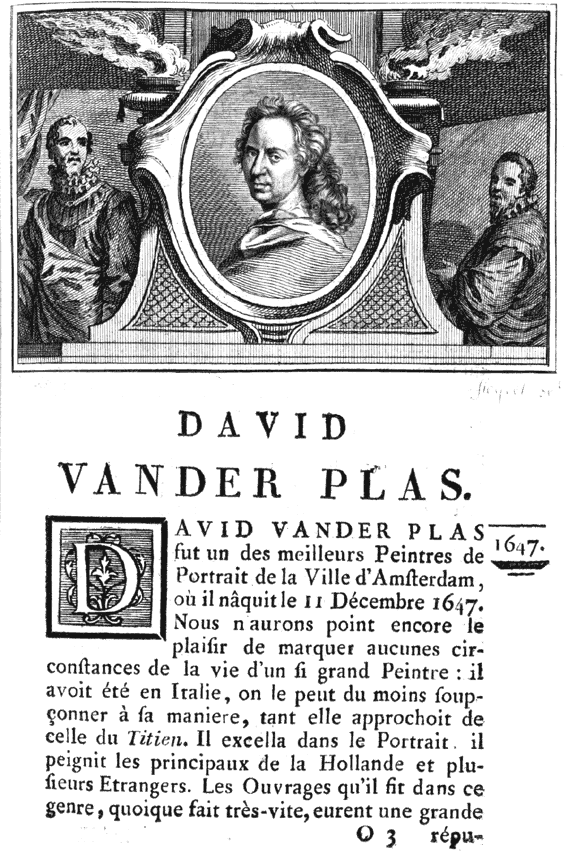
David van der Plas Pagina 213
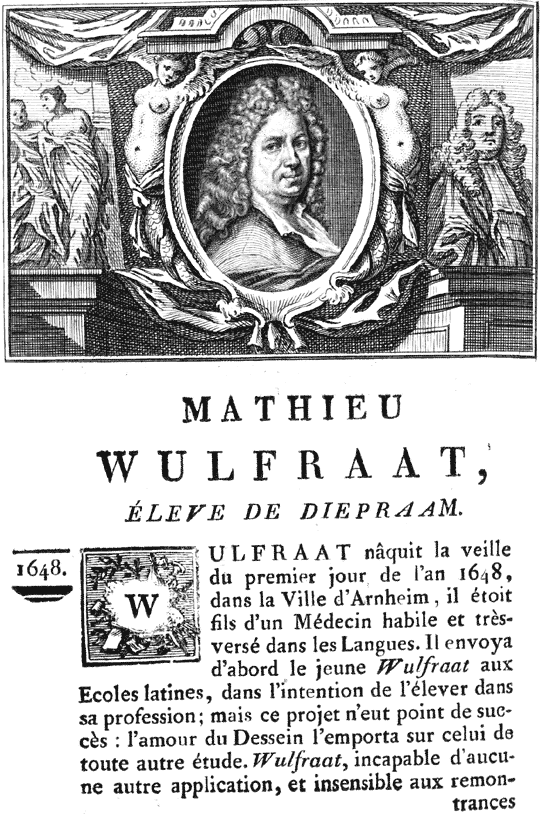
Matthijs Wulfraet Pagina 218
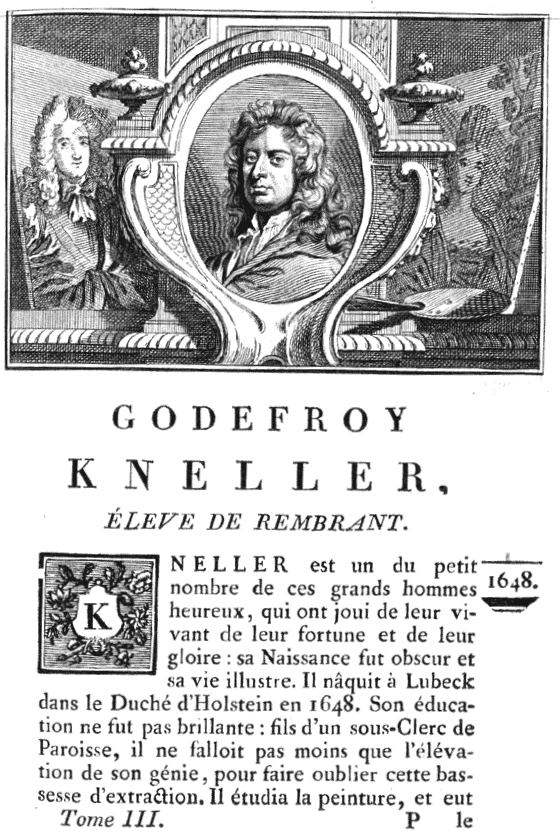
Godfrey Kneller Pagina 225
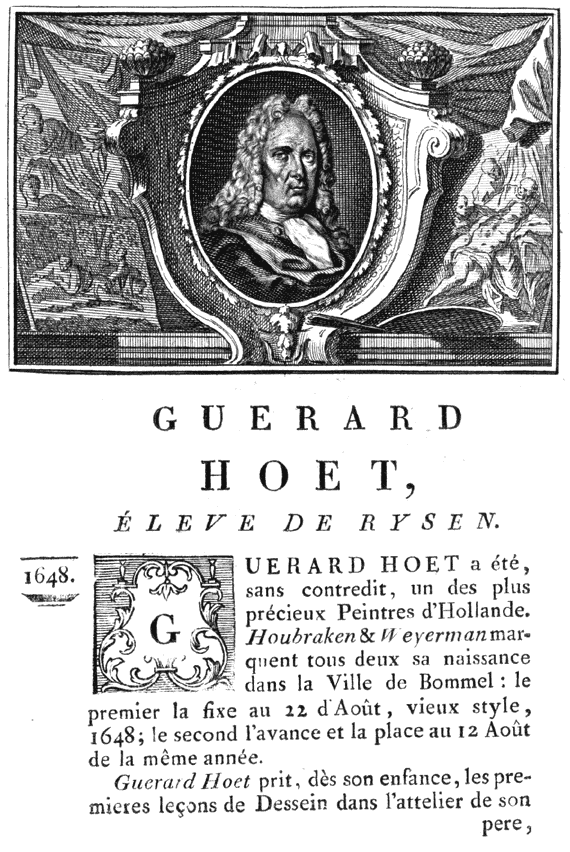
Gerard Hoet Pagina 232
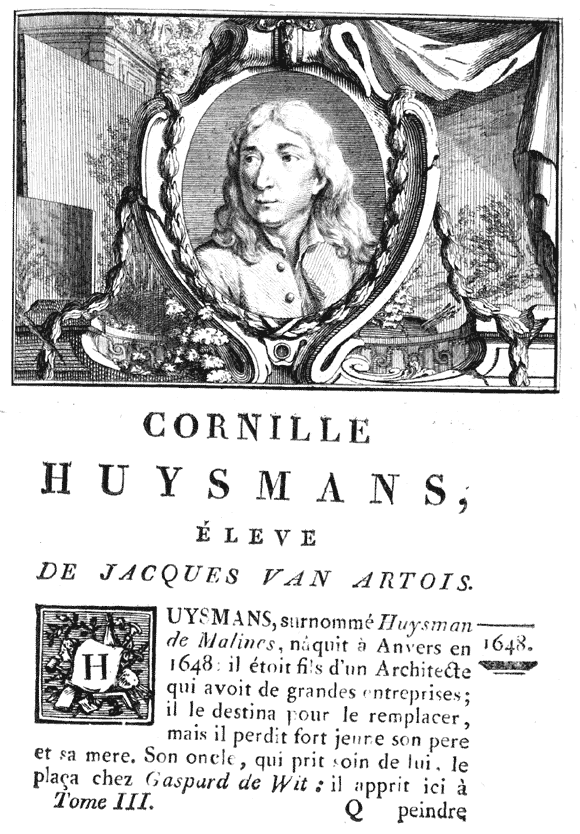
Cornelis Huysmans Pagina 241
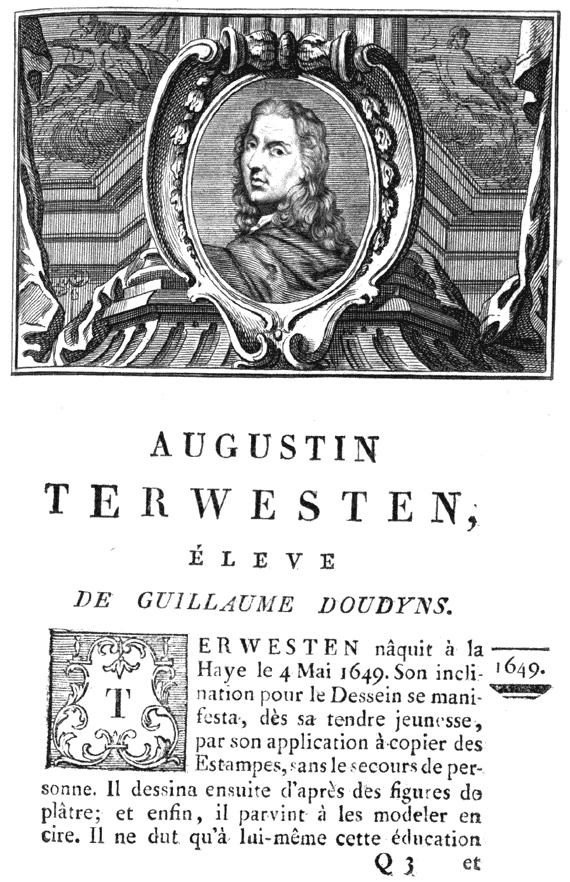
Augustinus Terwesten Pagina 245
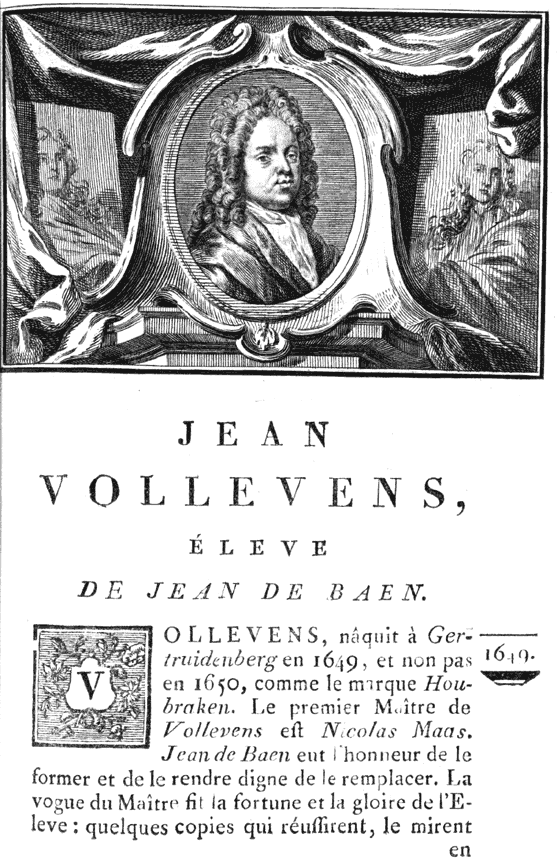
Johannes Vollevens Pagina 251
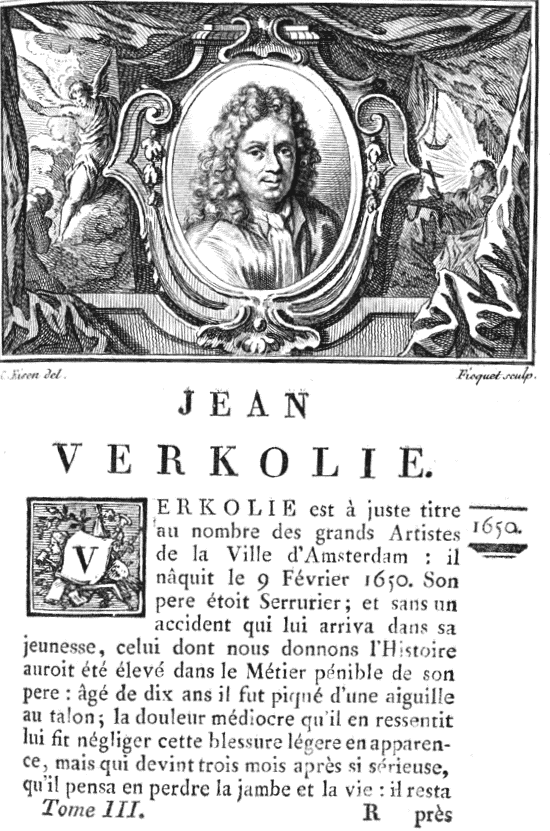
Jan Verkolje Pagina 259
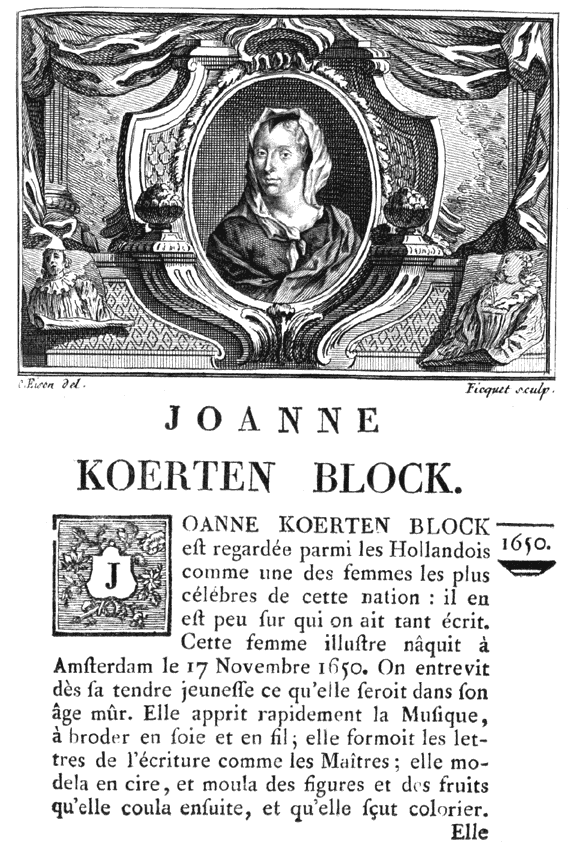
Joanna Koerten Pagina 273
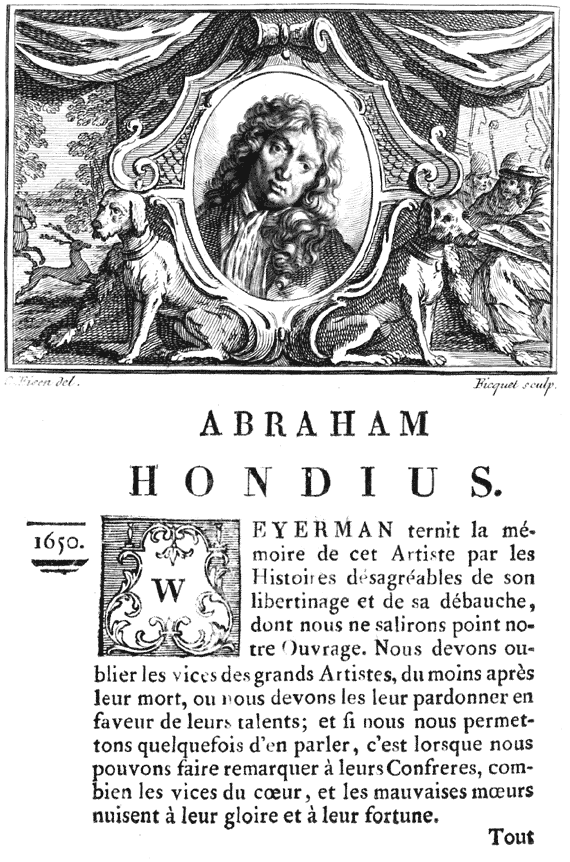
Abraham Hondius Pagina 280
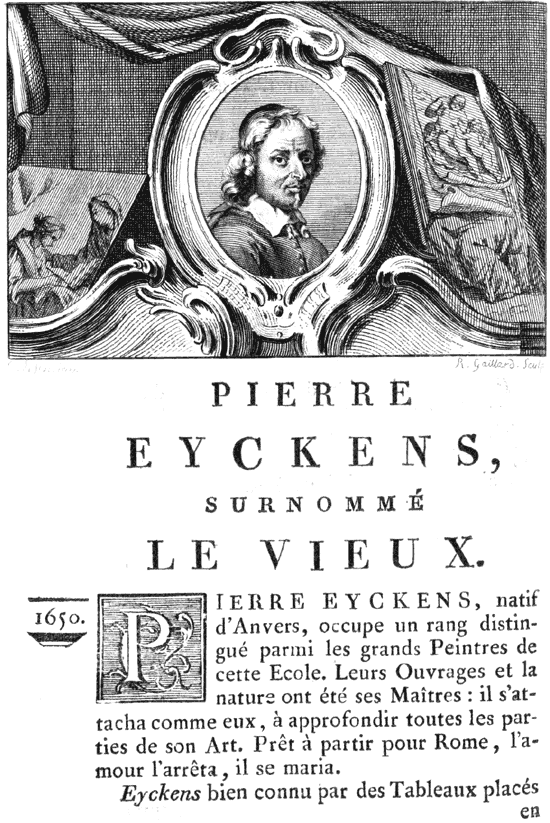
Pieter Eyckens Pagina 286
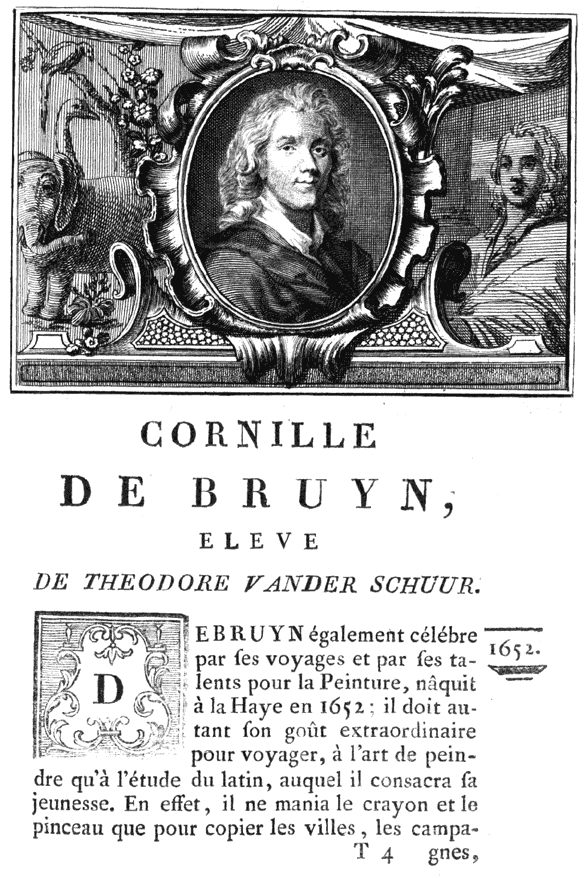
Cornelis de Bruijn Pagina 297
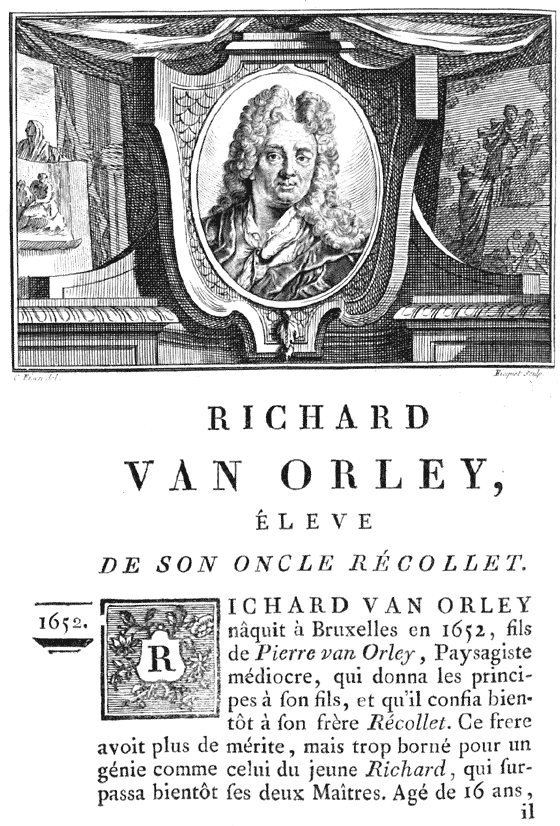
Richard van Orley Pagina 300
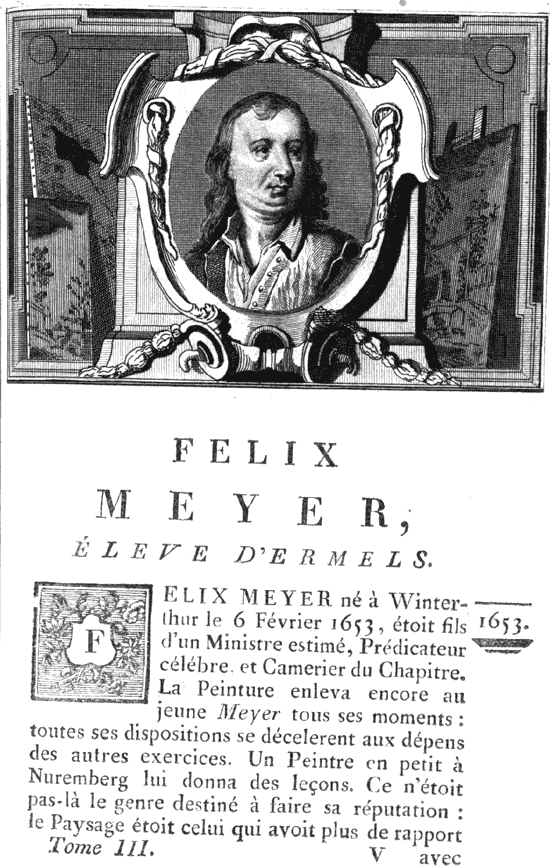
Felix Meyer Pagina 307
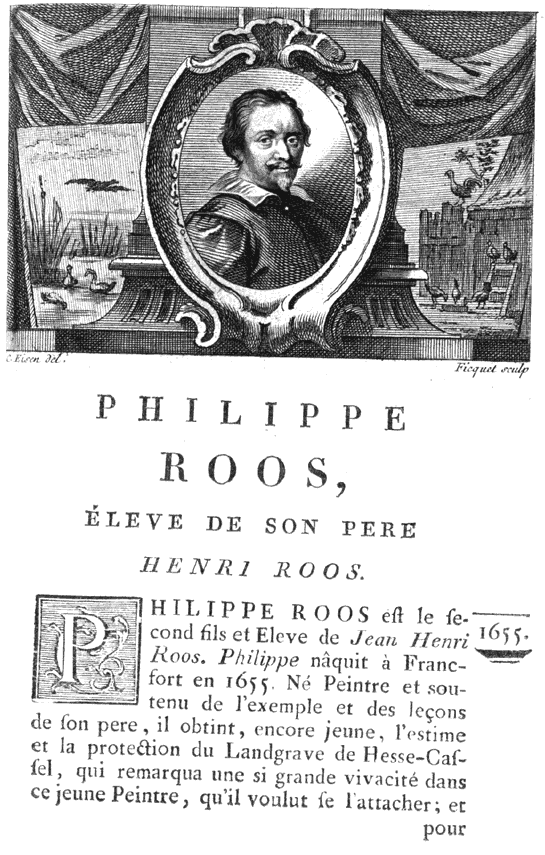
Philipp Peter Roos Pagina 319
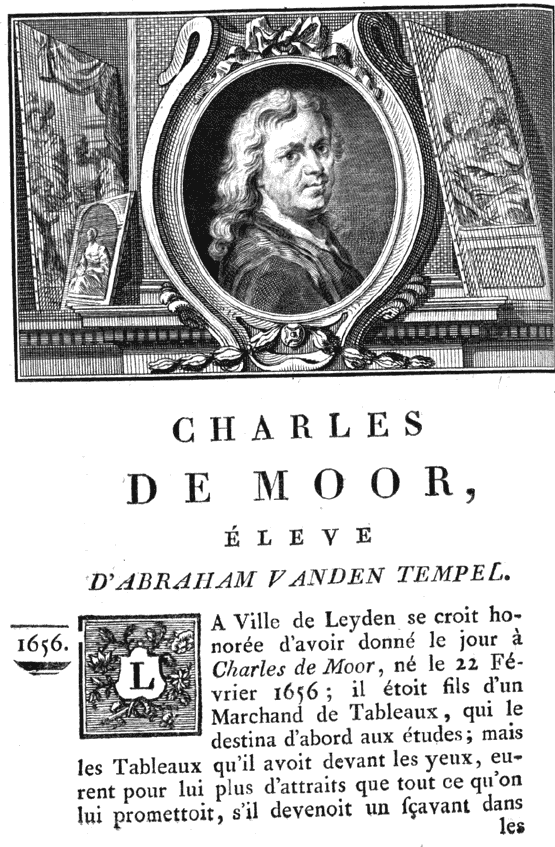
Carel de Moor Pagina 328
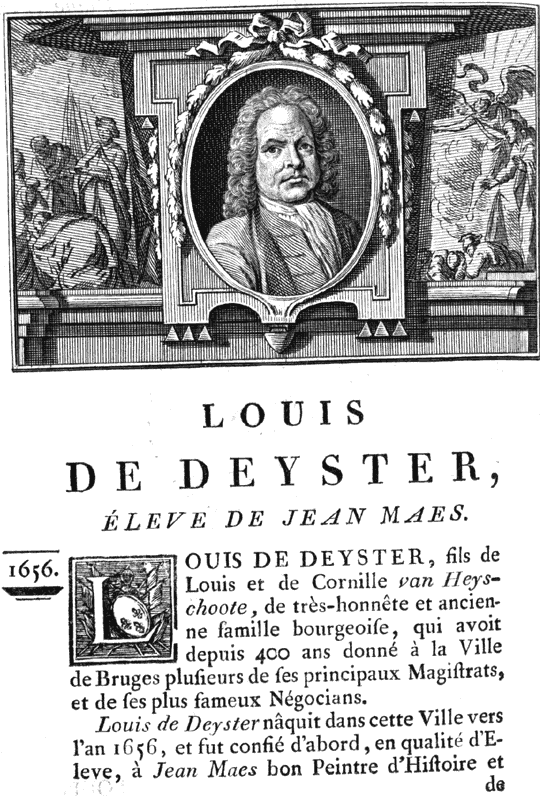
Willem Cornelisz Duyster Pagina 336
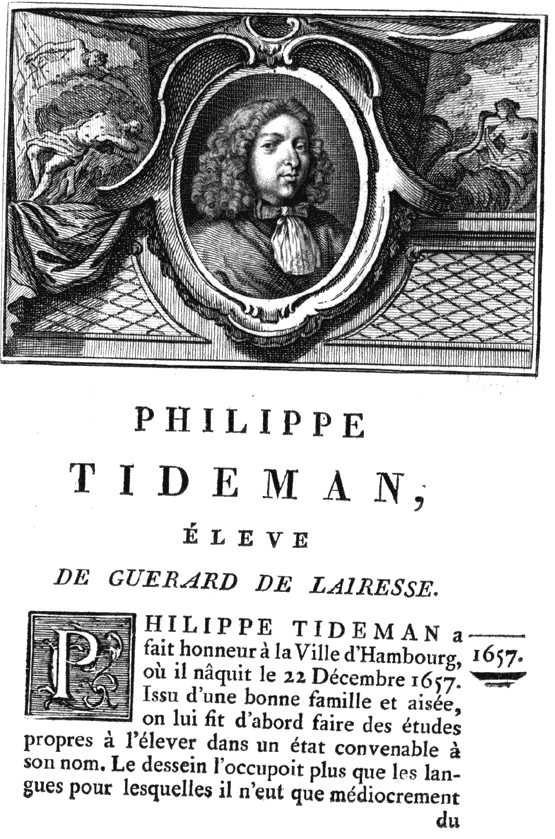
Philip Tideman Pagina 369
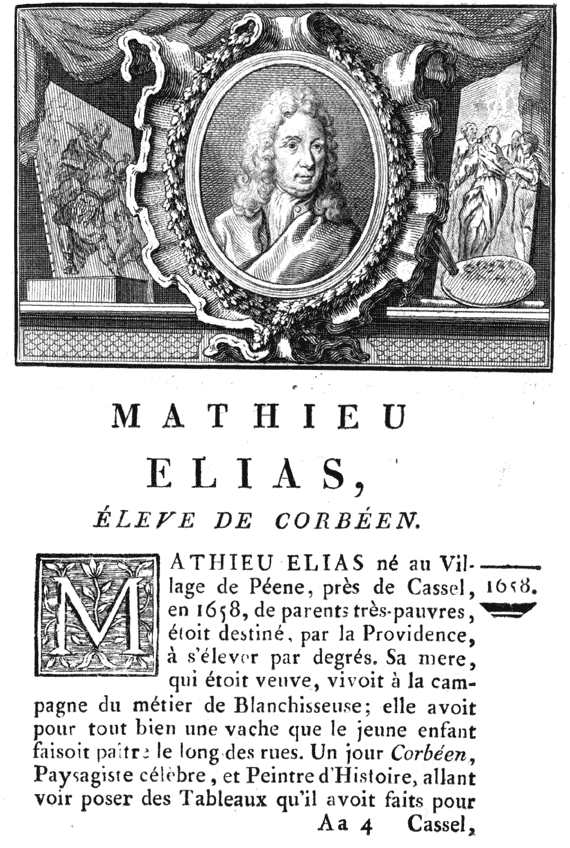
Mathieu Elias Pagina 377
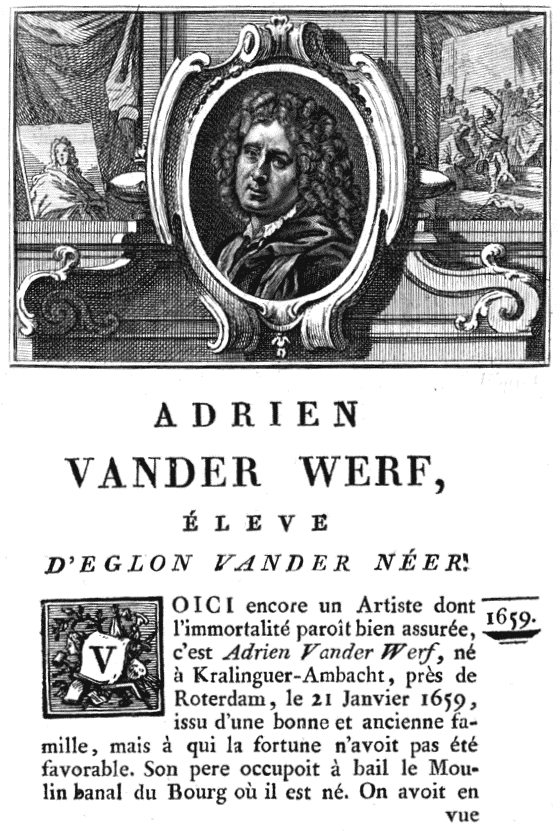
Adriaen van der Werff Pagina 383

## Tome Quatrième, 1764

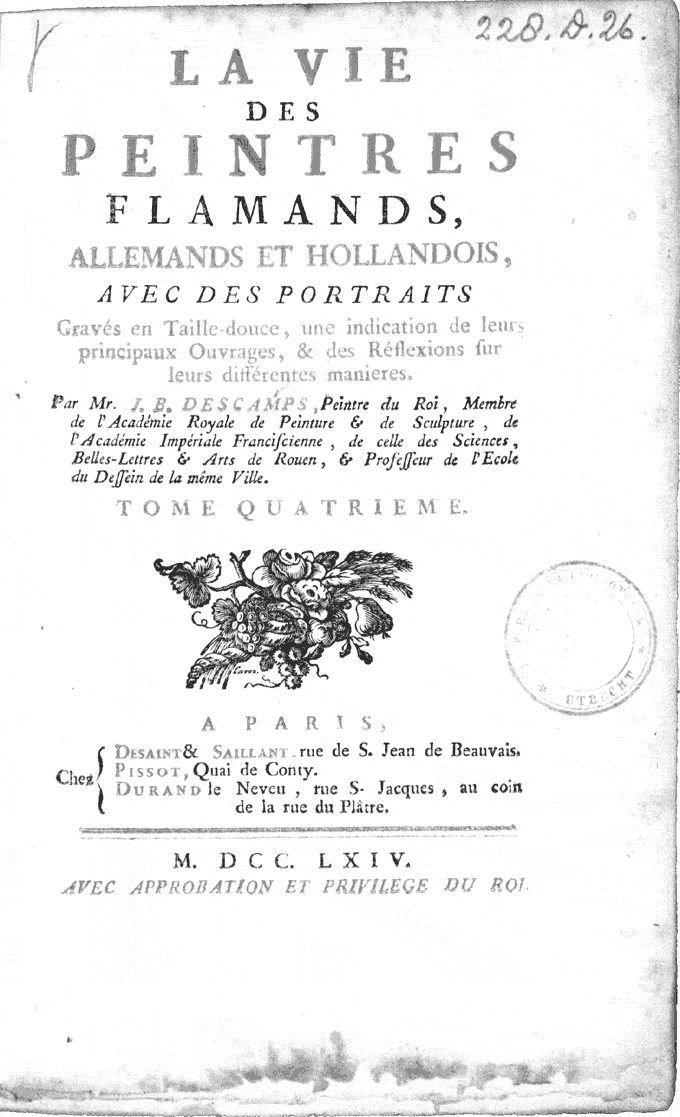
La Vie des Peintres Flamands, Allemands et Hollandois, avec des portraits gravés en Taille-douce, une indication de leurs principaux Ouvrages, & des réflexions sur leurs différentes manieres, Par M J.B. Descamps, Peintre, Membre l'Académie Impériale Franciscienne, de celle des Sciences, Belles-Lettres, & Art de Rouen, & Professeur de l'Ecole du Dessein de la méme Ville, Tome Quatrieme, A Paris, chez Desaint & Saillant, rue de S. Jean de Beauvais, Pissot, Quai de Conty, Durand, le Neveu, rue S. Jacques, au coin de la rue du Platre, M D CC LXIV, Avec Approbation et Privilege du Roi

## Tome Quatrième, 1764[4]

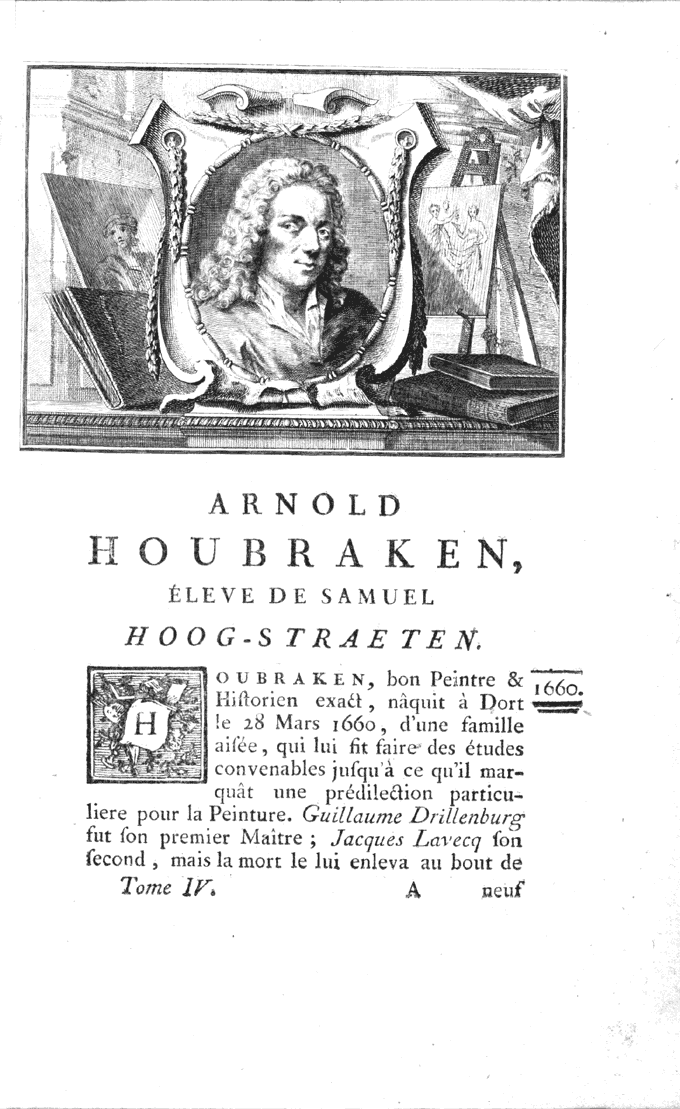
Arnold Houbraken Pagina 1
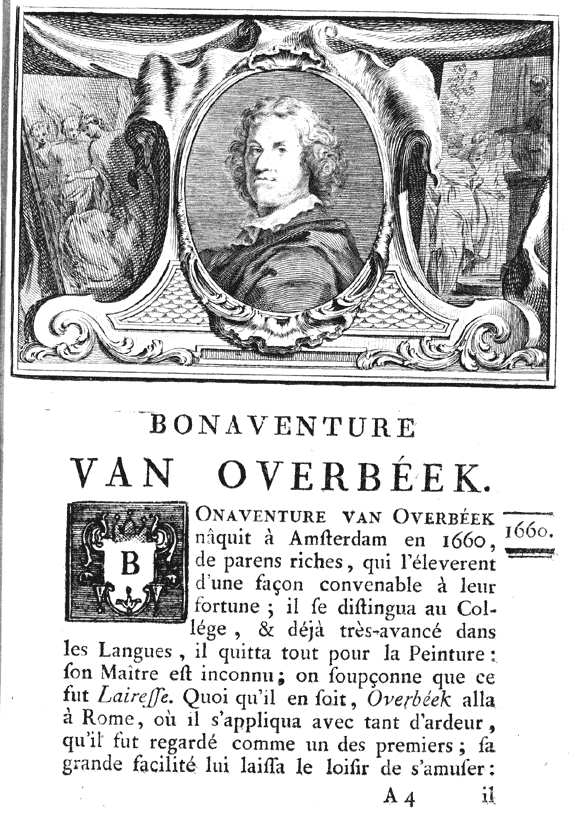
Bonaventura van Overbeek Pagina 7
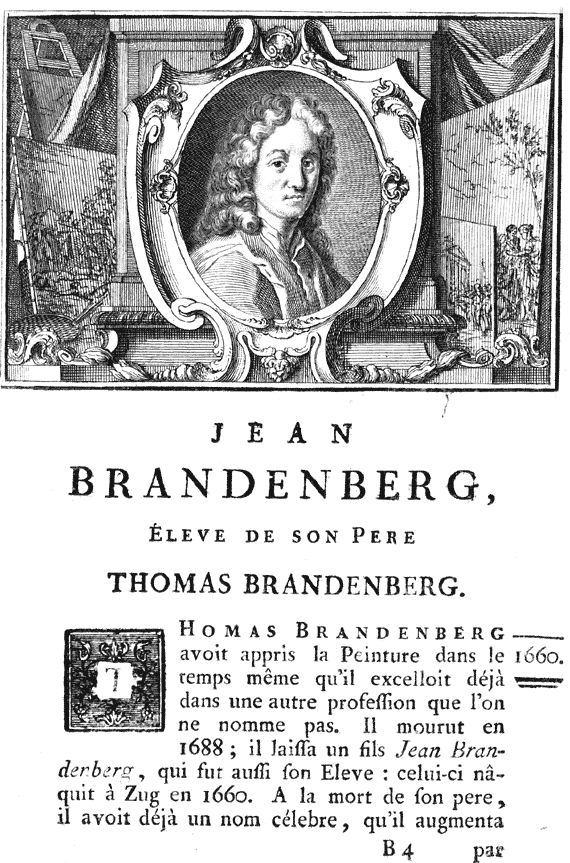
Johannes Brandenberg Pagina 23
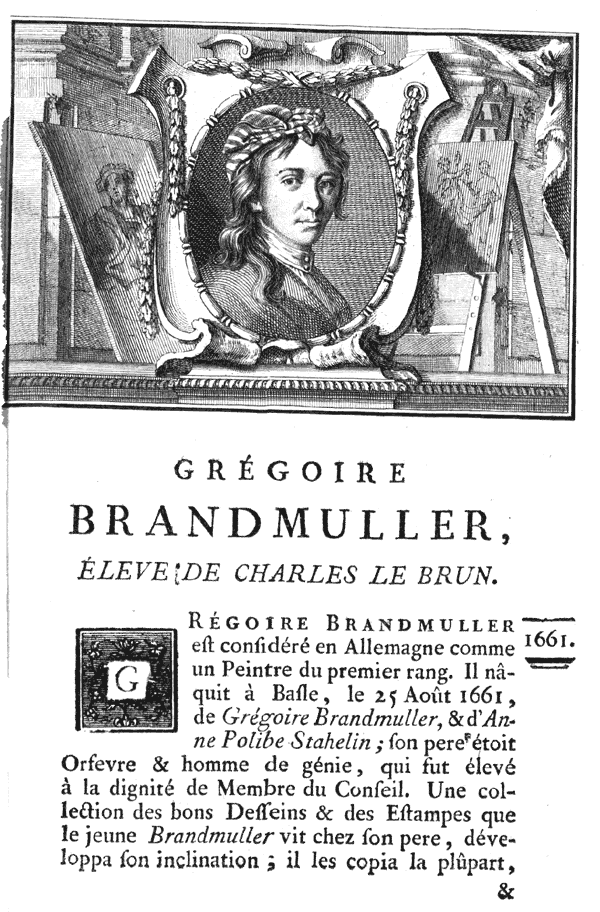
Gregor Brandmüller Pagina 31
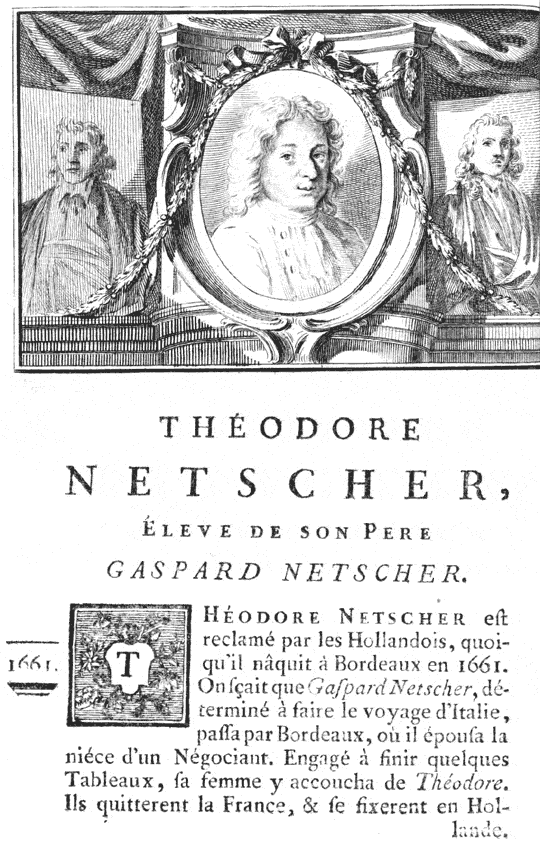
Theodorus Netscher Pagina 38
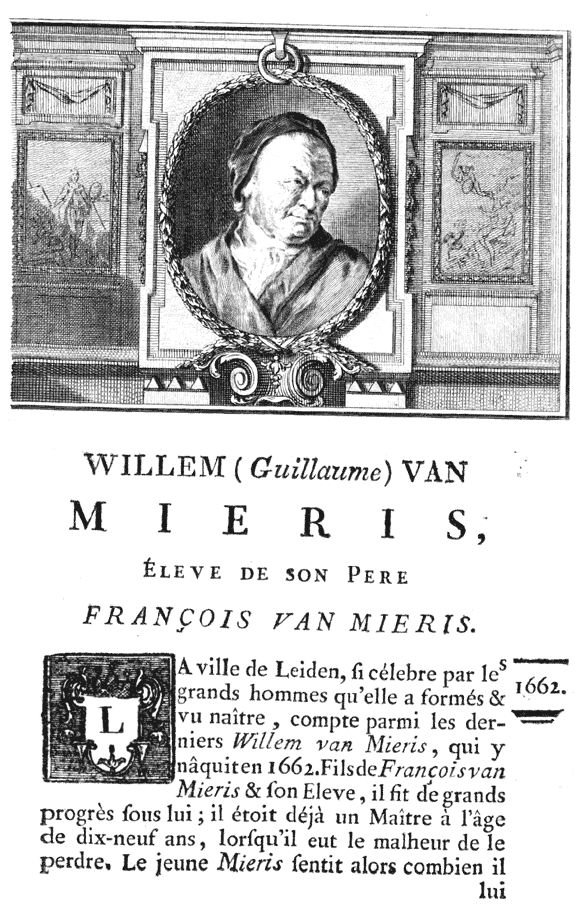
Willem van Mieris Pagina 45
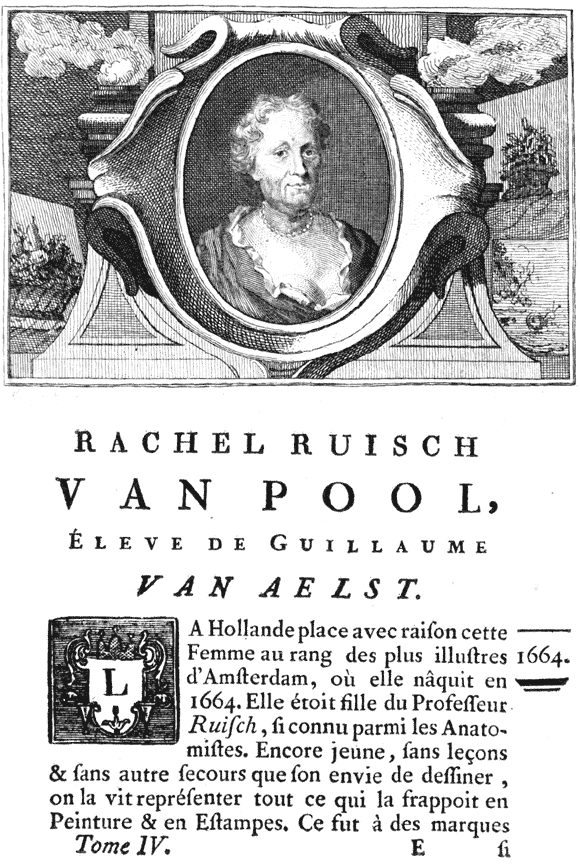
Rachel Ruysch Pagina 65
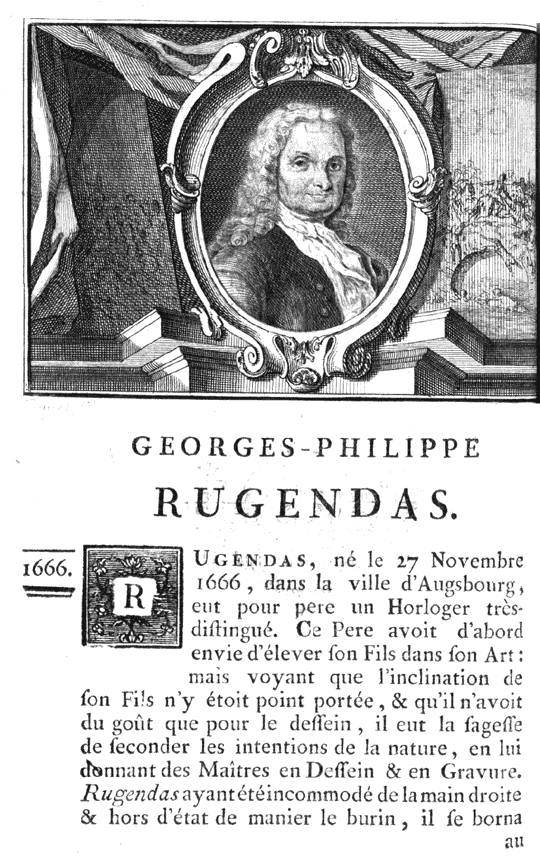
Georg Philipp Rugendas Pagina 78
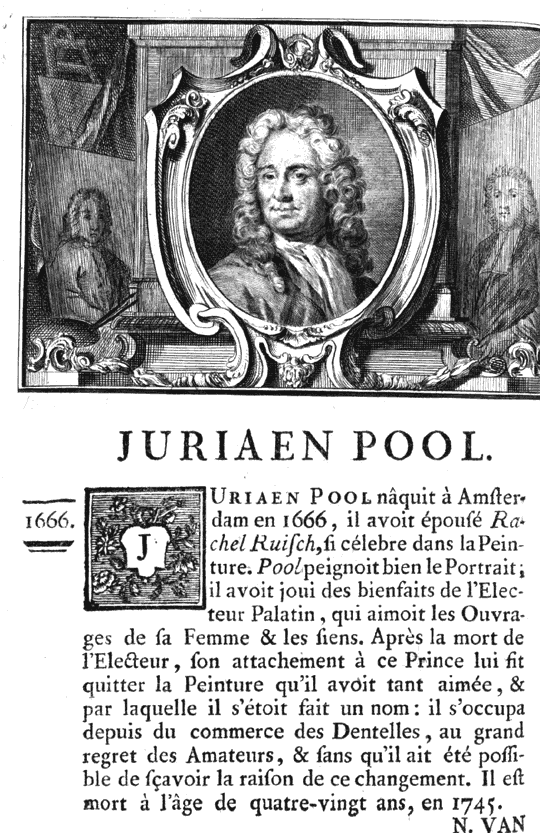
Juriaen Pool Pagina 90
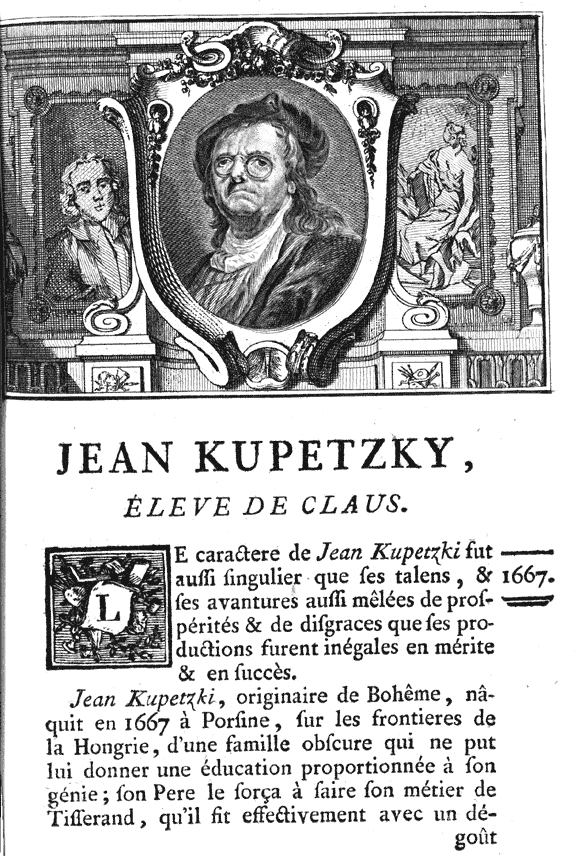
Jan Kupecký Pagina 95
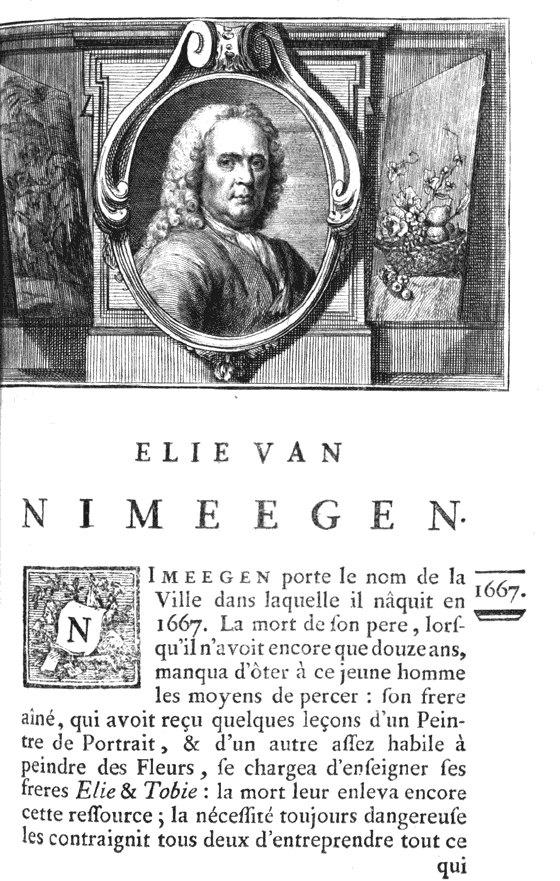
Elias van Nijmegen Pagina 111
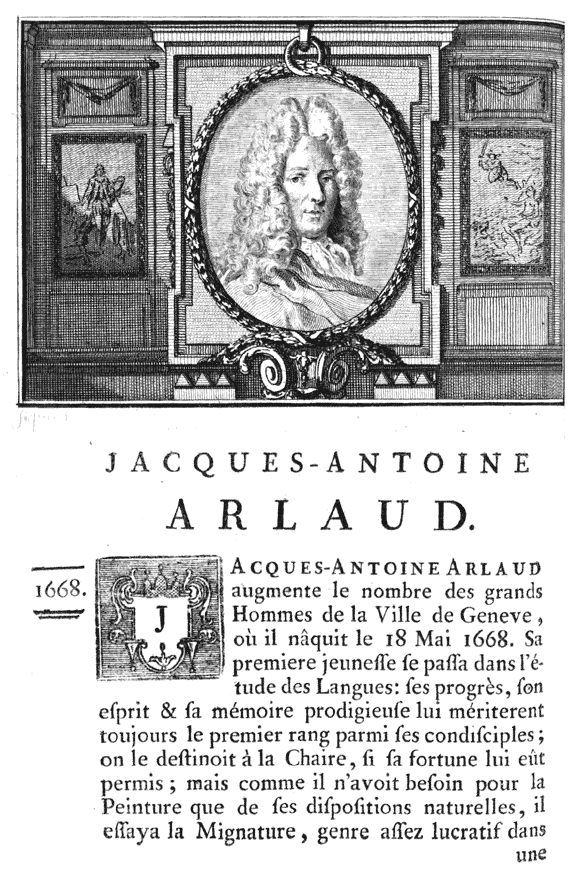
Jacques-Antoine Arlaud Pagina 116
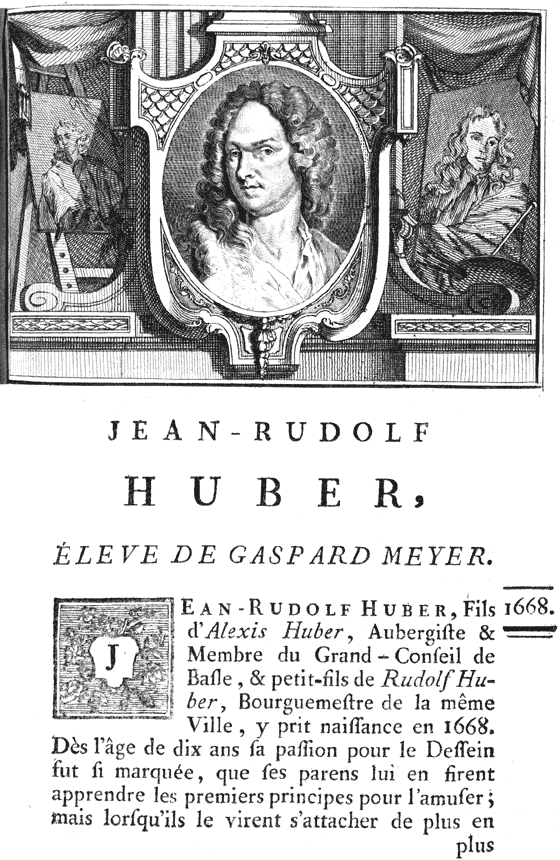
Johann Rudolf Huber Pagina 125
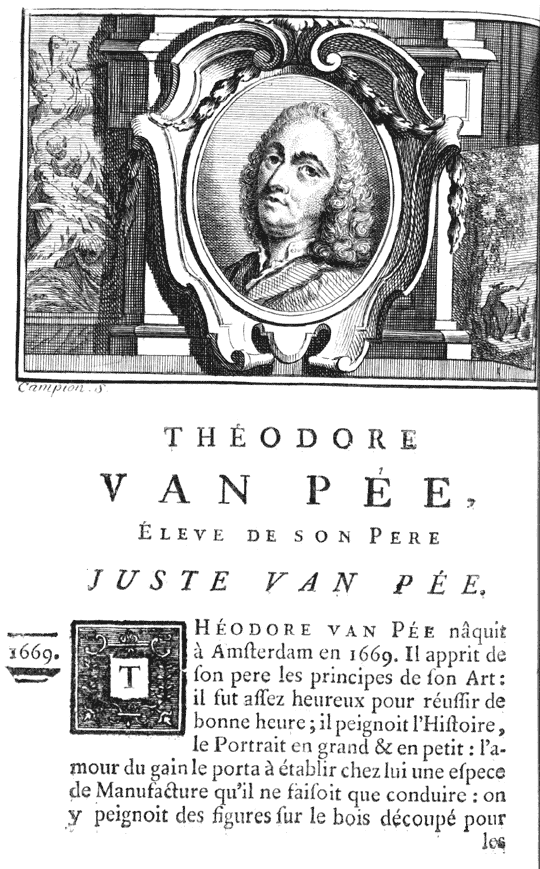
Theodor van Pee Pagina 134
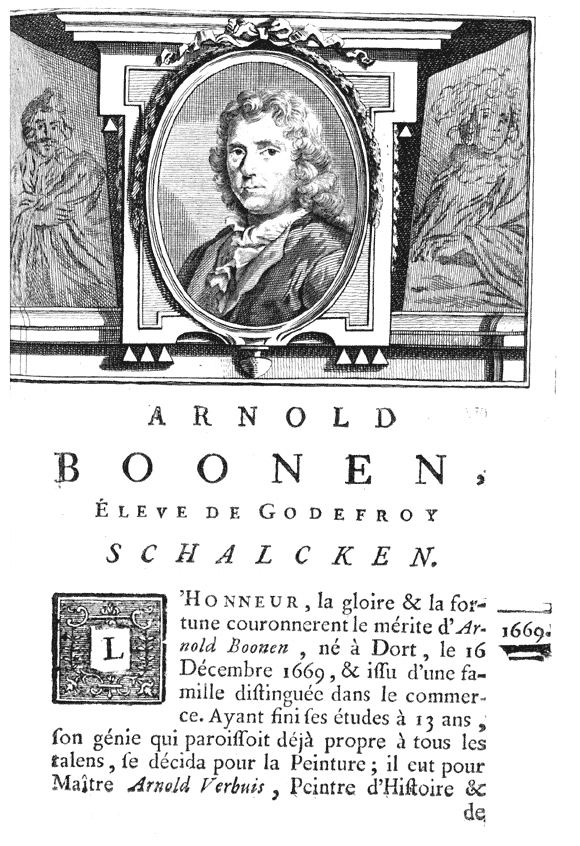
Arnold Boonen Pagina 137
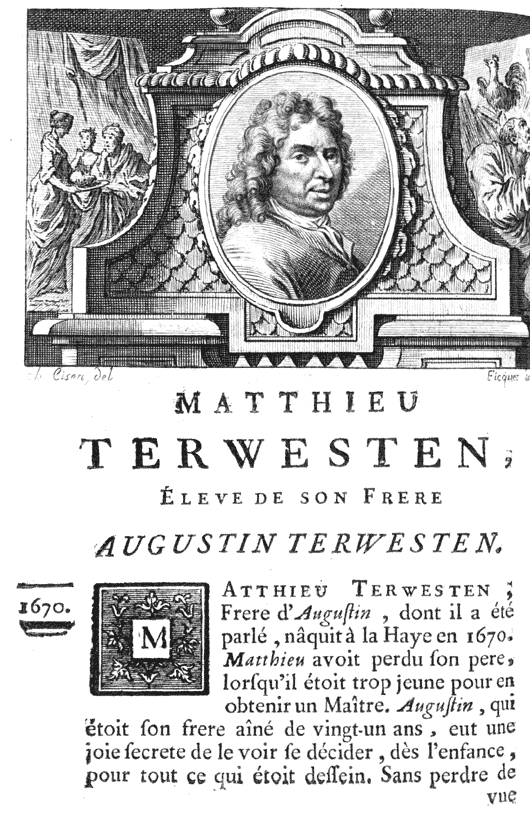
Mattheus Terwesten Pagina 144
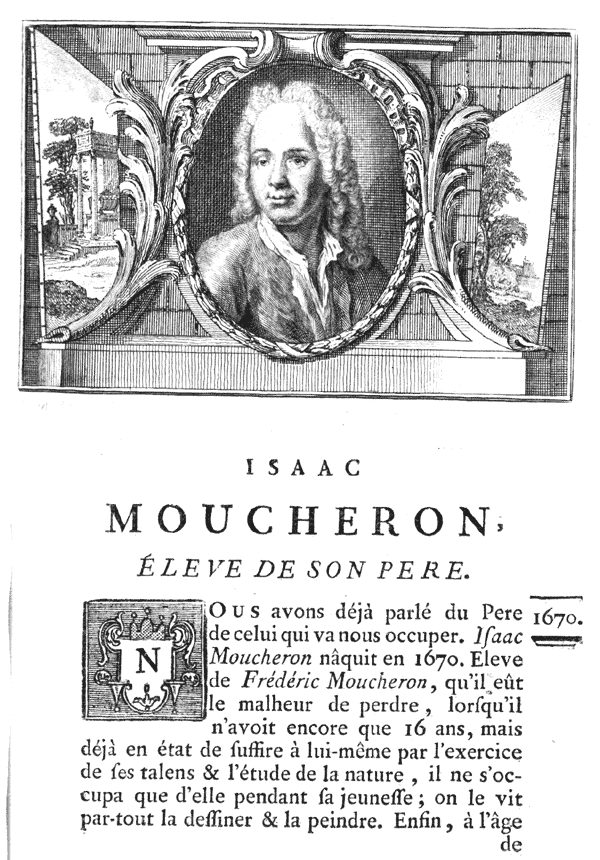
Isaac de Moucheron Pagina 153
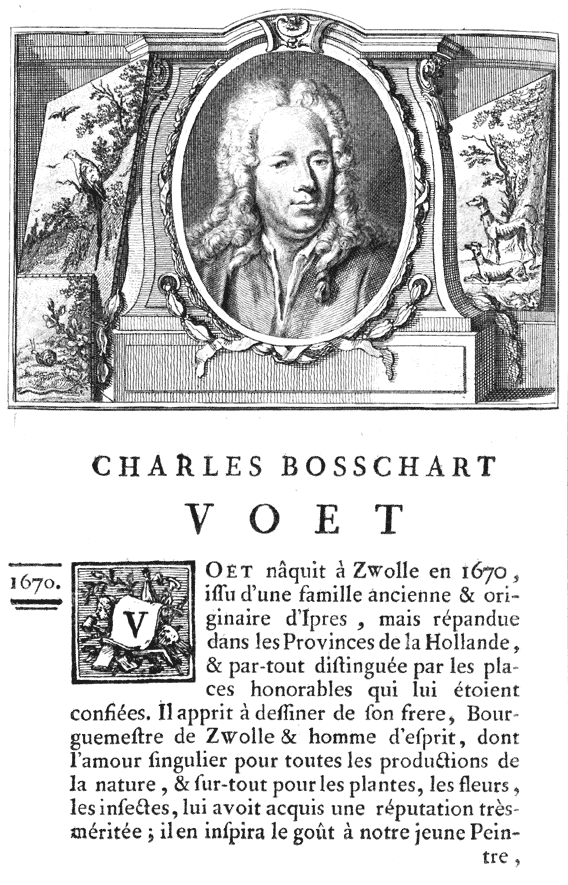
Carel Borchaert Voet Pagina 158
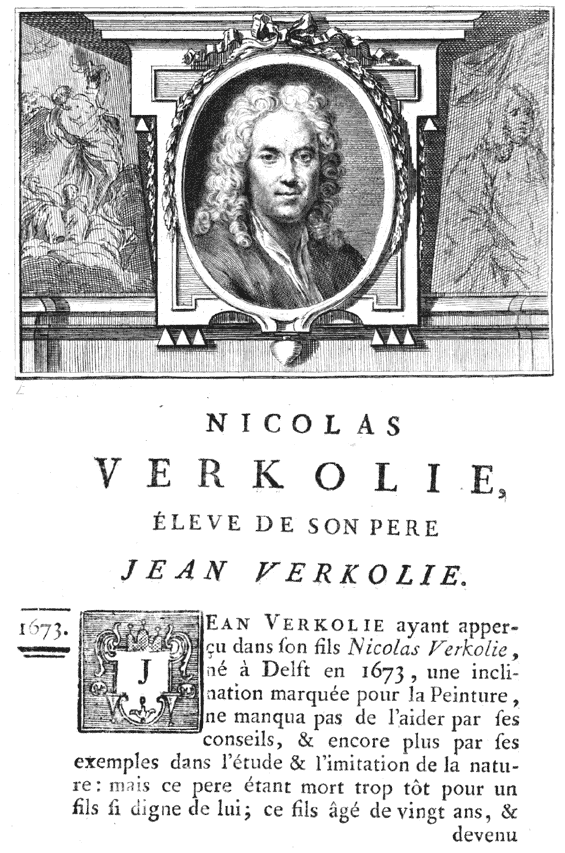
Nikolaas Verkolje Pagina 168
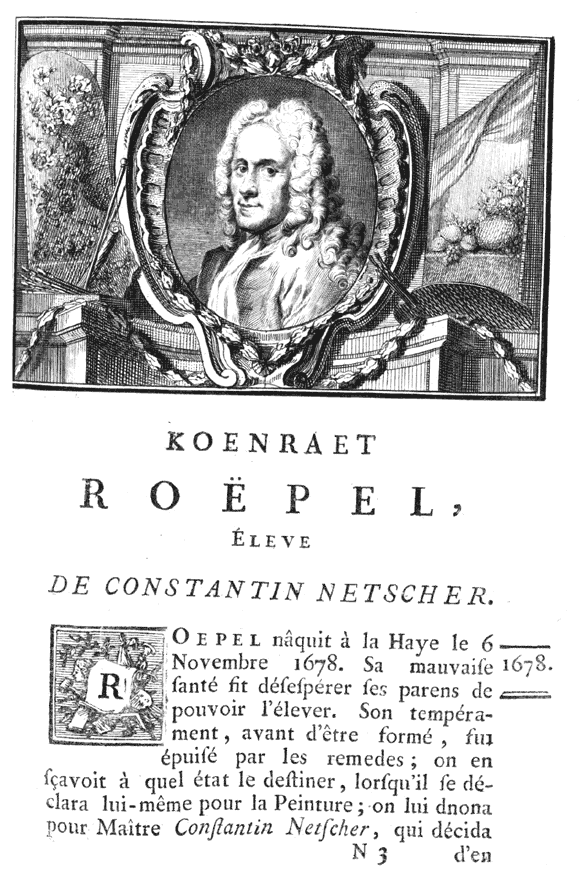
Coenraet Roepel Pagina 197
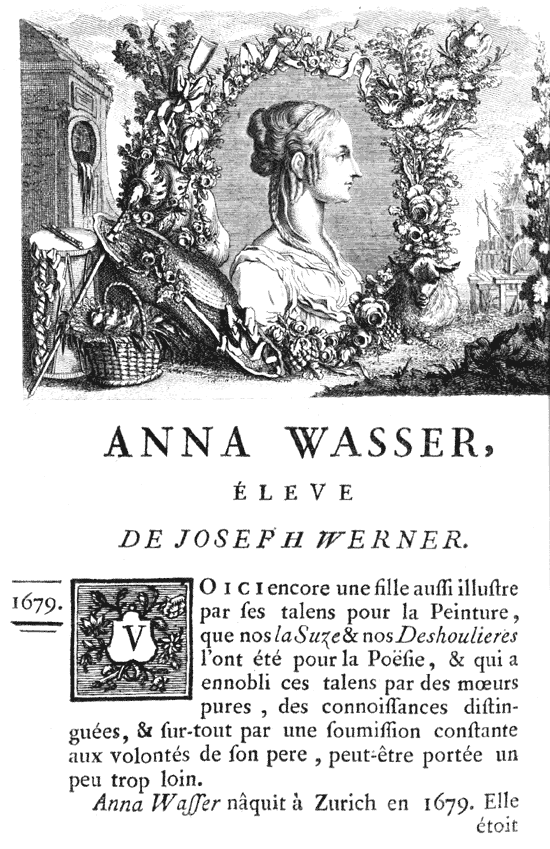
Anna Waser Pagina 202
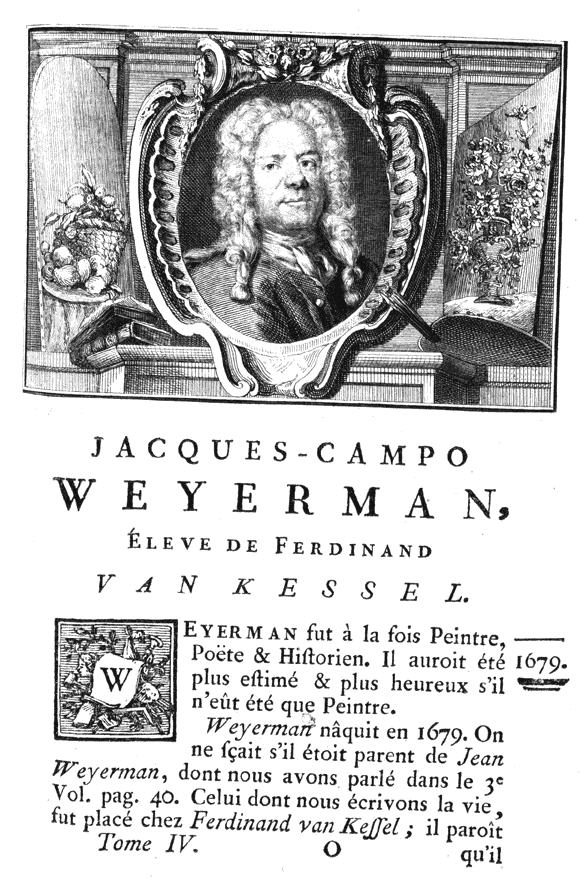
Jacob Campo Weyerman Pagina 209
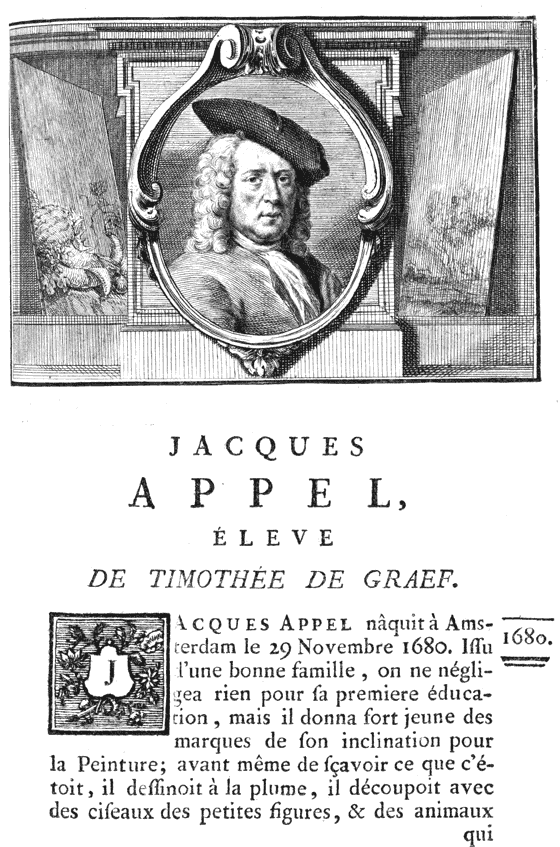
Jacob Appel (schilder) Pagina 219
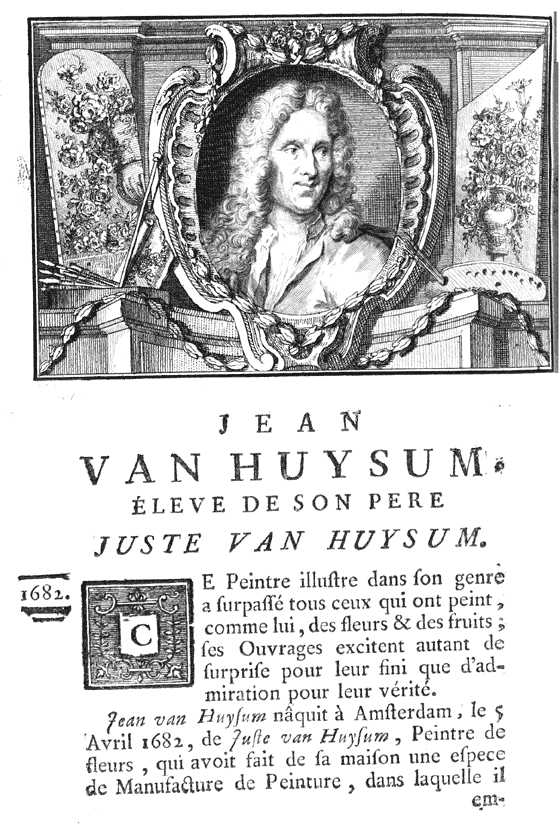
Jan van Huysum Pagina 228
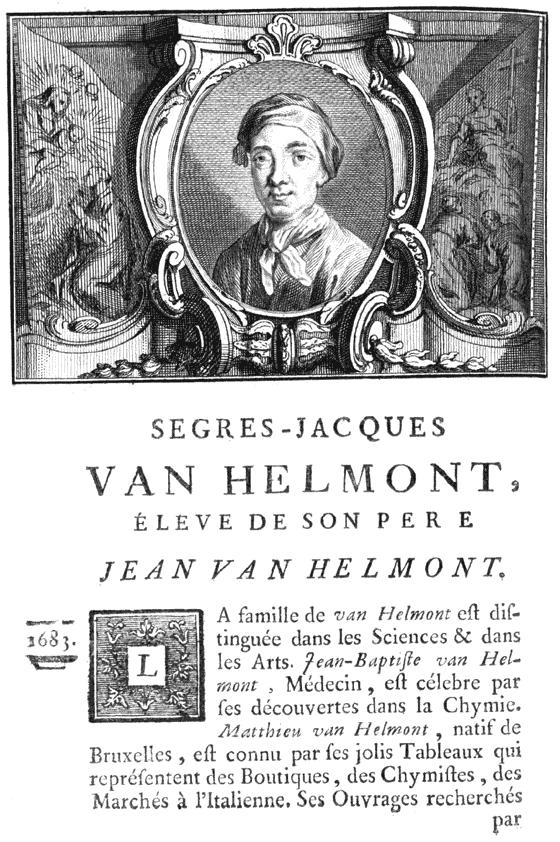
Zeger Jacob van Helmont Pagina 236
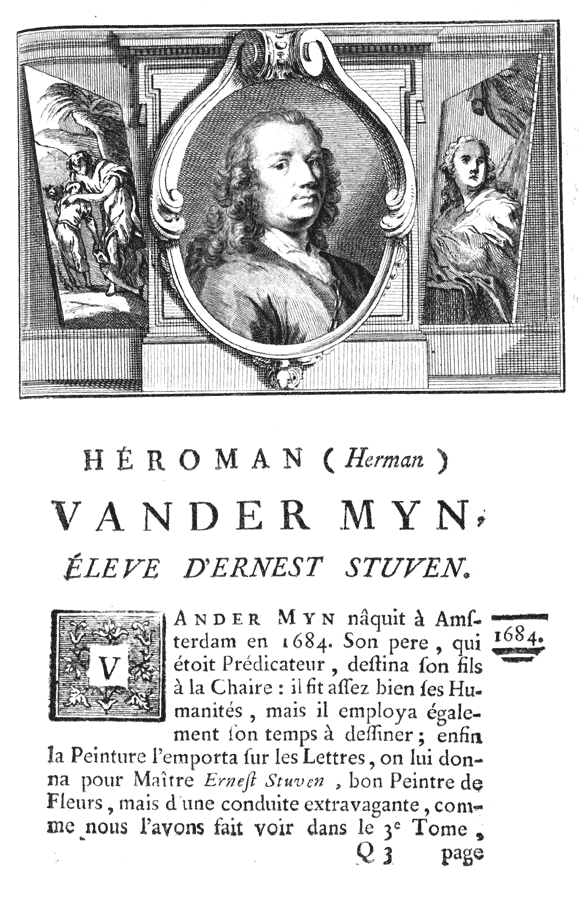
Herman van der Mijn Pagina 245
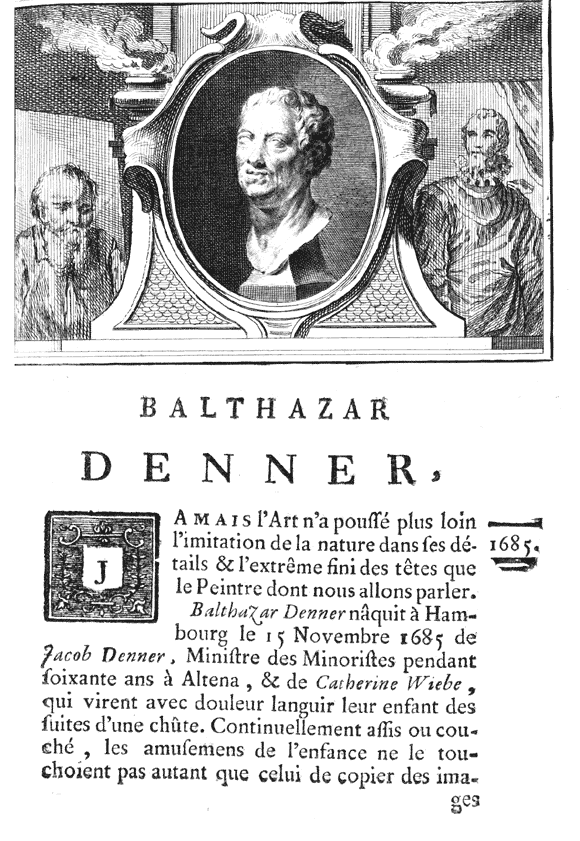
Balthasar Denner Pagina 253
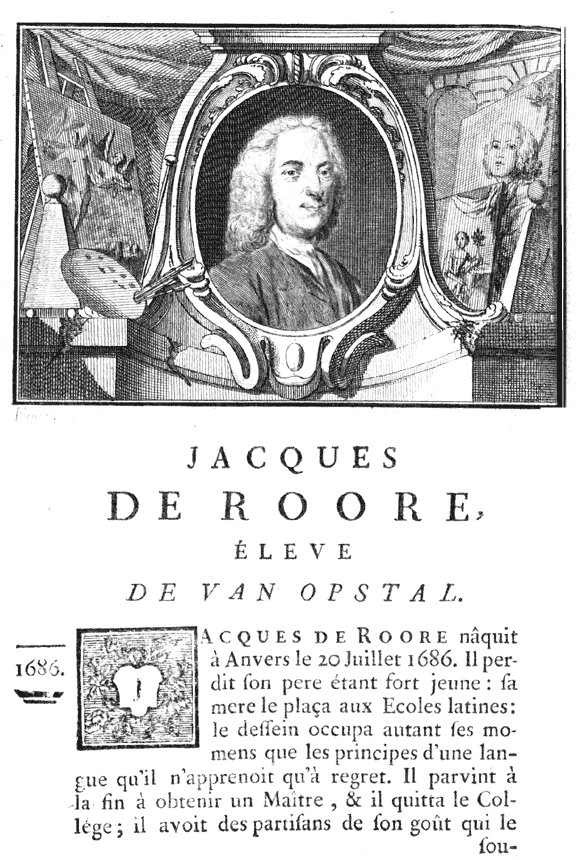
Jacques Ignatius de Roore Pagina 262
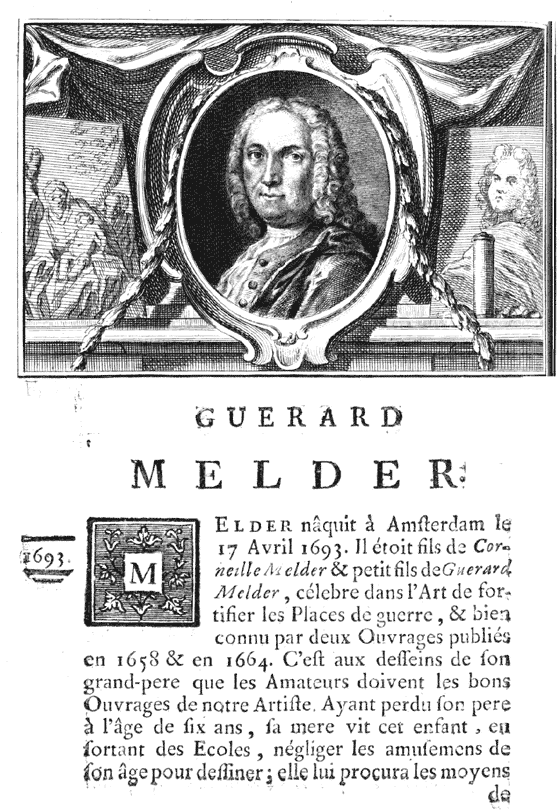
Gerard Melder Pagina 280
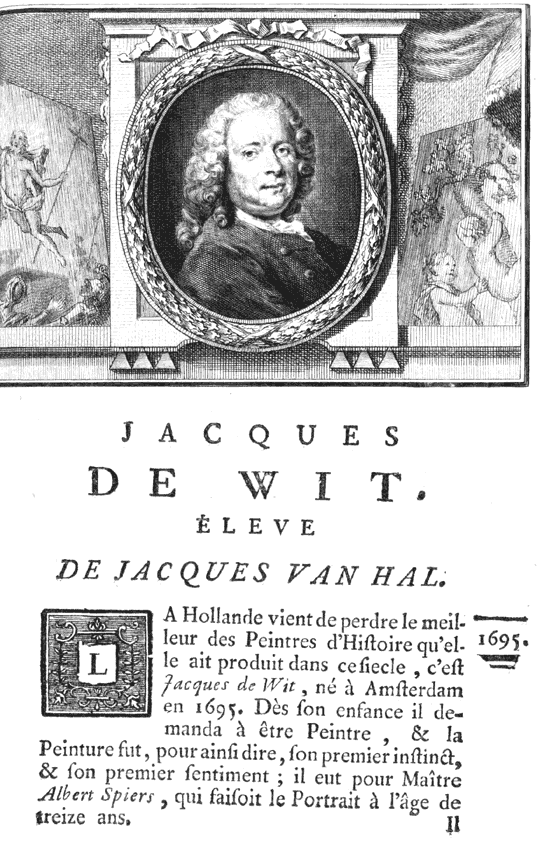
Jacob de Wit Pagina 283
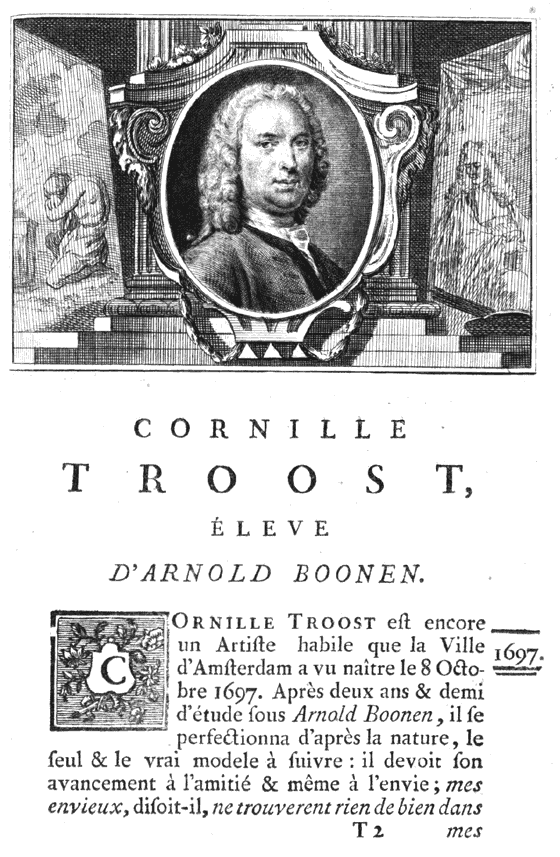
Cornelis Troost Pagina 291

- Système universitaire de documentation: 114123292
- Virtual International Authority File: 215074784

16e eeuw: · Le Vite de' più eccellenti pittori, scultori, e architettori (Giorgio Vasari, Florence 1550 -1568)

17e eeuw: · Het Schilder-boeck (Karel van Mander, Haarlem 1604)
 · Het Gulden Cabinet van de Edel Vry Schilderconst (Cornelis de Bie, Antwerpen 1662)
 · Entretiens sur les vies et sur les ouvrages des plus excellents peintres anciens et modernes (André Félibien, Parijs, 1666-1688)
 · Teutsche Academie der Edlen Bau- Bild- und Mahlerey-Künste (Joachim von Sandrart, Neurenberg 1675)
 · Le Vite de' Pittori Scultori e Architetti Moderni (Giovanni Pietro Bellori, Rome 1672)
 · Notizie de' Professori del Disegno, Da Cimabue in qua, Secolo V. dal 1610. al 1670. Distinto in Decennali (Filippo Baldinucci, Florence 1681-1728)
 · Painting Illustrated in Three Diallogues (William Aglionby, Londen 1685)

18e eeuw: · De groote schouburgh der Nederlantsche konstschilders en schilderessen (Arnold Houbraken, Den Haag 1700)
 · De nieuwe Schouburg der Nederlantsche Kunstschilders en Schilderessen (Jan van Gool, Den Haag 1718-1721)
 · El Parnaso español pintoresco laureado (Antonio Palomino, Madrid, 1724)
 · La Vie des Peintres Flamands, Allemands et Hollandois (Jean-Baptiste Descamps, Parijs 1753-1764)
 · De levens-beschryvingen der Nederlandsche konst-schilders en konst-schilderessen (Jacob Campo Weyerman, Den Haag 1769)